# 東急電鉄
東急電鉄株式会社（とうきゅうでんてつ、英: TOKYU RAILWAYS Co., Ltd.）は、東京都渋谷区に本社を置き、東京都区部南西部から神奈川県東部に有する路線で鉄道・軌道事業を行っている会社。事業持株会社である東急株式会社の100%子会社であり、東急グループの中核事業 である鉄道事業を東急株式会社（旧・東京急行電鉄株式会社）から継承した事業会社である。日本の大手私鉄の一つである。
2019年9月2日、東京急行電鉄株式会社が「東急株式会社」に商号を変更し、同年10月1日に同社の鉄軌道事業を会社分割方式で分社化する形で発足した（「東急#鉄軌道事業の分割」も参照）。そのような設立の経緯から他の大手私鉄と異なり、不動産や小売業などの鉄道以外の関連事業は親会社の東急株式会社やその子会社が担っており、東急電鉄株式会社は純粋に鉄軌道事業のみを行っている。
「東急電鉄」の名称は、元は2006年1月1日から、当時の東京急行電鉄がそれまでの公式略称であった「東京急行」に代えて駅掲出のポスター・チラシ類、公式サイトやパスネットなどにおいて使用を開始した公式略称である。かつては英語略称として、T.K.K.（Tokyo Kyuko Kabushikigaisha）を使用していた時代もあった。なお、当時の車体塗装を復元して運行している一部の車両でT.K.K.と表記しているものがある。
本記事では東急電鉄発足以降のみならず、分社化以前の東急株式会社（田園都市株式会社・目黒蒲田電鉄・東京横浜電鉄・東京急行電鉄時代も含む）による鉄軌道事業を含め、東急電鉄本体での事業について記述する。また、本記事において、単に「東急」とあるのは、東急電鉄または分社化前の東京急行電鉄の略称を意味し、親会社の東急を指す場合は「東急株式会社」またはその略称である「東急株」のように明示する。

## 概要
鉄道総営業距離は110.7 km（2023年3月31日時点） と大手私鉄16社中10位であるが、会社分割前の単体売上高はJRを除く日本の鉄道事業者で、東京地下鉄（東京メトロ）、近畿日本鉄道（近鉄）に次ぎ、また営業キロ当たりの単体売上高は25.4億円/kmと、東京メトロの17.3億円/kmの約1.5倍であり、他を引き離している（2011年度）。連結売上高は1位、利益は連結、単体ともに1位である（JRグループを含む場合は、連結売上高はJR東日本、JR東海に続く3位であり、以下4位のJR西日本、5位の東京メトロと続く）。
渋沢栄一が東京府荏原郡（現在の東京都区部南西部=品川区、目黒区、大田区および世田谷区の一部）の宅地開発とその住民のための交通網及び生活基盤整備 のために1918年に創設した田園都市株式会社を源流とするグループ企業の一つであり、こうした設立経緯から東急電鉄以外の不動産部門、ホテル部門や生活サービス部門（小売業）などの収益が鉄軌道事業の収益をはるかに上回り、連結決算で見た東急グループ全体の営業収益（売上高に相当）は毎年1兆円を超える。東急のグループ企業には、路線バスなど交通、不動産開発、小売業、ホテル・リゾートなどに221社8法人が名を連ねる（2017年3月末時点）。
2020年3月頃からは、「美しい時代へ―」のほかに「人へ、街へ、未来へ。」という当社独自のコーポレートスローガンを使用するようになった。

## 東急と五島家
1943年に東京急行電鉄が刊行した『東京横浜電鉄沿革史』によると、東急の“創設者”は東急の母体企業“田園都市創設者”という表現で渋沢栄一となっている。また、渋沢の子である渋沢秀雄も田園都市株式会社の取締役支配人、及び東急電鉄の常任監査役などを務めていた。
しかし、東急の事実上の“創業者”は五島慶太と認識されている。これは、東急の源流企業である田園都市株式会社を実質的に経営していた小林一三（阪急電鉄創業者）がその子会社である目黒蒲田電鉄に、当時、鉄道省の高級官吏であった五島慶太を経営陣に招聘し、それ以降五島慶太を中心に同社が東京横浜電鉄、東京急行電鉄と変遷し、現在の東急株式会社を中核とする東急グループが形成されたからである。
とは言え、東武鉄道の根津家や西武鉄道の堤家 とは異なり、五島慶太は資本による会社支配は行わなかった。つまり五島家の東急の持株比率は低く、個人株主では国際興業の小佐野賢治が筆頭であった。また、五島慶太の後継者五島昇も資本による会社支配を行わなかったことから、五島慶太・昇父子の経営者としての手腕や、パーソナリティでグループが結束を保ってきた歴史を有する。五島昇の後継者として目された昇の長男五島哲は、本田技研工業を経て東急取締役に就任し、東急建設社長を務めたが、五島昇に望まれながらも東急本社の社長には就任せずに他界した。現在、東急グループの経営陣に五島家出身者はいない。

## 歴史

### 前史

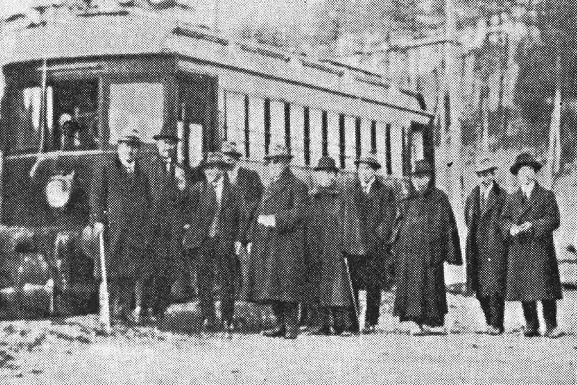
目蒲線開通前夜の田園都市株式会社、目蒲電鉄重役一行。丸子終点（現沼部駅）にて。左端は五島慶太、右から3人目は小林一三

東京急行電鉄の歴史は、渋沢栄一 が理想的な住宅地「田園都市」の開発を目的に、1918年（大正7年）9月に設立、1922年（大正11年）6月から洗足田園都市（後の洗足地域）の分譲を開始 していた田園都市株式会社を始祖とし、その鉄道部門 を同年9月に子会社として分離した目黒蒲田電鉄に始まる。会社分離後の翌1923年（大正12年）8月、多摩川台地区（後の田園調布 地域）の分譲も開始し、目黒蒲田電鉄はそれらの交通を担った。つまり目黒蒲田電鉄は、田園都市株式会社と地権者が共同開発した分譲地を、その付加価値を高めるために、省線（現在のJR線）と結ぶ交通手段として設立されたのである。都市開発の一環としての鉄道事業という位置付けはこの当時からのものであり、第二次世界大戦終結後においても、多摩田園都市の開発に伴う田園都市線の延伸などのプロジェクトを行っている。
この開業に当たり、大阪の箕面有馬電気軌道（現在の阪急電鉄）の創業者で鉄道経営の実績があり、既に 1921年（大正10年）6月から田園都市株式会社を実質的に経営していた小林一三 は、その役員会で「僕が毎月上京して役員会で方針を定めて行くが、さっぱり実行出来ない。実行力のある人を役員に入れて貰わねば、せっかく毎月来ても何にもならぬ」と自身の代わりに鉄道省出身で当時未開業の武蔵電気鉄道（後の（旧）東京横浜電鉄、現在の東横線の母体）の経営に携わっていた五島慶太を推挙した。こうして1922年（大正11年）10月、目蒲入りした五島慶太は陣頭指揮を執って同社を東都最大の私鉄に育成することとなる。しかし、田園都市株式会社、及び目黒蒲田電鉄の経営も「私自身本来の眼目であった」武蔵電気鉄道の開業を期すための手段という位置づけであった。
まず、1923年（大正12年）3月に目黒駅 - 丸子駅（現在の沼部駅）間を開業させて洗足田園都市の居住者に交通の便を提供し、8月には多摩川台地区の分譲も始めた。同年9月1日、関東大震災が発生し東京市内は壊滅的な被害を受けたが、洗足田園都市の分譲地にはほとんど被害が無く、また11月には目黒駅 - 蒲田駅間を全通させることができ、目蒲線（現在の目黒線の一部および東急多摩川線）と呼んだ。次に、目黒蒲田電鉄の姉妹会社である（旧）東京横浜電鉄（武蔵電気鉄道の後身）は1926年（大正15年）2月に丸子多摩川駅（現在の多摩川駅） - 神奈川駅間 （神奈川線、14.7 km） を開通させ、目蒲線との相互乗り入れにより、目黒駅 - 神奈川駅間の直通運転を開始した。そして翌1927年（昭和2年）8月には渋谷駅 - 丸子多摩川駅間 （渋谷線、9.1 km） を開通させ、渋谷駅 - 神奈川駅間(23.9 km)の直通運転を開始して、東横線と呼んだ。東横線は五島慶太が最も精魂を傾けて建設した路線だと言われている。1932年（昭和7年）3月には桜木町駅まで延長、東横線が全線開業した。これら沿線に1925年（大正14年）12月、多摩川園を開園、1934年（昭和9年）11月、渋谷に東横百貨店 を、田園調布に田園テニス倶楽部を、1936年（昭和11年）に田園コロシアムを作るなど沿線住民の利便性を高めた。「乗客は電車が創造する」と言った小林一三が阪急で用いた手法を五島慶太は継承したのである。
それだけでなく、大学等の学校を誘致する。まず、1924年（大正13年）、関東大震災で被災した東京工業大学を蔵前から目蒲線の大岡山に土地の等価交換により移転させることに成功した。そして、1929年（昭和4年）には慶應義塾大学に日吉台の土地を無償提供し、1934年（昭和9年）日吉キャンパスが開設された。1931年（昭和6年）に日本医科大学に武蔵小杉駅近くの土地を無償提供し、1932年（昭和7年）に東京府立高等学校（現：東京都立大学）を八雲に誘致、1936年（昭和11年）に東京府青山師範学校（現：東京学芸大学）を世田谷・下馬に誘致するなど、東横沿線は田園都市としてだけでなく学園都市としての付加価値も高まっていくことになり、かつ多くの通学客という安定的な乗客の獲得にもつながった。また、1927年（昭和2年）7月から1929年（昭和4年）12月にかけて大井町駅 - 二子玉川駅間を開通させ大井町線と呼んだ。
その後、五島慶太は事業拡大に乗り出す。まず、目黒蒲田電鉄が池上電気鉄道（現在の池上線を運営）を買収・合併した。目黒蒲田電鉄と池上電気鉄道は開業当初から開発地域が競合していたが、その一方で合併話も持ち上がっていた。「当時の池上電鉄は経営が苦しいのに有利な条件を出しゴタゴタ言ってきた」そこで、経営者の後藤国彦とオーナーの川崎財閥とはうまくいっていないことを利用し、1933年（昭和8年）5月、五島慶太は、川崎財閥総帥の川崎肇から「池上電鉄の株、全部で一二万株のうち八万五千株を一夜にして買ってしまい、万事うまくいった」と買収して乗っ取ってしまったのである。次に、（旧）東京横浜電鉄は玉川電気鉄道（玉川線（現在の田園都市線の一部となった新玉川線の前身）および、世田谷線の母体）を買収・合併した。（旧）東京横浜電鉄は、当時渋谷の開発をめぐり玉川電気鉄道と競合していたが、五島慶太は同時に抱えていた地下鉄道建設を目的で設立された東京高速鉄道の案件で、地下鉄渋谷駅の建設をするのに玉川電気鉄道の協力が必要だった。また玉川電気鉄道の電灯電力供給事業も欲しかった。そこで千代田生命と内国貯金銀行が持っていた玉川電気鉄道の株五万六千株を買収、1936年（昭和11年）10月、五島慶太が社長に就任、乗っ取りに成功し、1938年（昭和13年）4月には（旧）東京横浜電鉄は玉川電気鉄道を合併した。
そして、目黒蒲田電鉄は1939年（昭和14年）10月1日に（旧）東京横浜電鉄を合併し、10月16日に、名称を逆に（新）東京横浜電鉄と改称した。この合併にあたり、歴史が長く東急電鉄の幹線となる東横線を運営する（旧）東横電鉄を主体とし、目蒲電鉄をこれに併合する予定であったが、資本の流れの問題もあり、まず目蒲電鉄が東横電鉄を併合し、目蒲電鉄を形式上の存続会社とし、名称を逆に東横電鉄とした。この時に、現在の東急の基本となる路線がほぼ一元的に運営されるようになっている。なお、田園都市株式会社は1928年（昭和3年）5月に、多摩川台地区などの分譲が完了したため、子会社である目黒蒲田電鉄に吸収合併されたが、デベロッパーとしての東急不動産の始祖でもあった。

### 「大東急」の時代

「大東急」時代の路線網（1945年6月1日）

前節で触れた東京高速鉄道は、渋谷駅 - 新橋駅 - 東京駅間の地下鉄建設を行う会社として、大倉財閥の門野重九郎、脇道誉と小田原急行鉄道の利光鶴松が組んで設立しようとした会社で、当時の東京市は山手線内の鉄道施設権を独占していたが財源が無く東京高速鉄道に地下鉄道の施設権を譲渡したのであった。しかし東京高速鉄道も資金難であり、第一生命の創業者であり東京横浜電鉄の社長だった矢野恒太に相談すると「東横電鉄の五島慶太を参加させること」を条件に出資し五島が常務（事実上の経営者）に就任、1934年（昭和9年）9月、会社は設立された。五島は、東京高速鉄道の渋谷から新橋までの運営は、すでに浅草駅 - 神田駅 - 新橋駅間で開業（1934年（昭和9年）6月に全通）していた東京地下鉄道と結んだ方が経営上の効率が良いと判断し、また東京市との約束「将来において東京地下鉄道と合併を条件に施設権を譲渡する」もあり、東京地下鉄道と交渉し両社間で直通することで半ば強引に合意した。しかし、東京地下鉄道側は合意に反し、1937年（昭和12年）3月、京浜電気鉄道と結んで京浜地下鉄道を設立し、東京高速鉄道との直通ではなく新橋から品川方面への延伸計画を発表した。これに対し五島は、東京地下鉄道の提携先である京浜電気鉄道株式の買い占めにかかり、1938年（昭和13年）1月、まず同社の大株主であった前山久吉（内国貯金銀行頭取）から株式を入手、次いで1939年（昭和14年）3月、京浜電気鉄道会長である望月軍四郎からも入手、東京高速鉄道は京浜電鉄株の過半数を所有、同年4月、五島慶太が京浜電鉄の取締役となり傘下とし、同時に姉妹会社である湘南電気鉄道も傘下に収め、6月に五島慶太は京浜電鉄の専務に就任、1941年（昭和16年）11月には社長に就任した。
その東京高速鉄道であるが、1938年（昭和13年）12月、渋谷駅 - 虎ノ門駅間を開通し、1939年（昭和14年）1月には新橋駅まで延伸したが、前述の東京地下鉄道側の抵抗により東京高速鉄道の新橋駅を別に建設しての運行を余儀なくされていた。しかし同年8月には、東京地下鉄道の株も大株主の穴水熊雄から買収し、やっと9月に東京高速鉄道と東京地下鉄道との新橋駅での相互乗り入れが始まった。現在の東京メトロ銀座線である。結局1941年（昭和16年）9月、陸上交通事業調整法により、両社は京浜地下鉄道と共に新たに発足した帝都高速度交通営団に併合され、地下鉄に関しては五島の乗っ取りはかなわなかった。
1938年（昭和13年）4月、電力国家管理法が公布され、1939年（昭和14年）4月に国策会社日本発送電が発足する。このことにより小田原急行鉄道 の親会社である鬼怒川水力電気は、得意先（売電先）を失うなどして経営が悪化する。それに伴い小田原急行鉄道も経営が悪化し、社長であった利光鶴松が五島慶太に経営を委ね、1939年（昭和14年）10月、五島は小田原急行鉄道の取締役会で取締役に選任された。1941年（昭和16年）3月に小田原急行鉄道は、経営再建のため鬼怒川水力電気に合併し、鬼怒川水力電気が（旧）小田急電鉄と社名を変更。同年9月には五島慶太が社長に就任した。
そして太平洋戦争下の1942年（昭和17年）5月1日に、陸上交通事業調整法による戦時統制の背景もあり、同じ五島慶太が社長を務める（旧）小田急電鉄と京浜電気鉄道を合併して、商号を東京急行電鉄と改称した。さらに、1944年（昭和19年）5月31日には、やはり電力国家管理法により電灯電力給電事業が奪われて経営が不安視されていた京王電気軌道を買収・合併した。前述の通り（旧）小田急電鉄は五島慶太に経営の再建を委ねたのであるが、その他の池上電気鉄道、玉川電気鉄道、京浜電気鉄道、京王電気軌道の買収・合併は、つまりこの「ライバルや敵を身内にしてしまう」やり方は、主に株式の買い占めを図ることで行われ、これらの会社を「あたかも札束をもって白昼強盗を働くように買収」し、その強引なやり方から、五島は名字をもじって「強盗慶太」なる異名をとっていた。またこれら4社以外にも、1941年（昭和16年）11月までに、その資本力にもの言わせ買収した会社は、相模鉄道、静岡電気鉄道、江ノ島電気鉄道、神中鉄道など、30社以上に達した。さらに1944年（昭和19年）2月には五島慶太が運輸通信大臣に就任した。この時期までに路線延長は約320kmにもおよび、北は中央線から南は三浦半島、西は箱根までをテリトリーとするいわゆる「大東急」の時代となる。
しかし、戦後は一変、独占禁止法や過度経済力集中排除法が施行される。鉄道事業は適用を除外されたため大東急も除外となったが、労働組合の発足があったことから「大東急も当てはまる」と主張する（旧）小田急電鉄関係者を中心にかつての4社への復元運動が勃発する。これを受けて経営陣は会社経営の民主化に乗り出す。また、戦中の空襲での被害が沿線地域に集中しており、復興するためには一企業での資金調達が限界があり困難となったばかりか、空襲被害からの復旧、人口の郊外移動による各線の輸送力増強への対応など、合併により編入した各線は、東急の重い負担になっていた。
東急は、まず1947年（昭和22年）に相模鉄道や静岡鉄道など傘下会社の持株の大部分をその会社の役職員などに譲渡して放出（相模鉄道の運営受託は持株放出直前の同年5月31日に終了している）。そこへ8月、五島慶太が公職追放に追い込まれる。そして1948年（昭和23年）5月に百貨店部門を東横百貨店（現・東急百貨店）に分離し、6月に小田急電鉄、京浜急行電鉄（京急）、京王帝都電鉄（現・京王電鉄） を分離させ、大東急の「再編成」を行った。ただし、三私鉄の分離独立後も、各社の幹部人事は五島慶太が指示しており、長男の五島昇を京急の取締役に就任させていた（のち小田急や京王帝都の取締役にも就任。五島昇が死去する1989年（平成元年）まで続いた）。その他、京王帝都の三宮四郎社長（東急出身）が大映の曾我正史専務と組んで、映画会社日映設立の動きを見せると、当時、財務基盤が脆弱だった京王帝都の中核事業以外への過剰投資を憂慮した東急側の意向により、日映設立を中止させ、三宮社長を事実上更迭した例（日映事件）や、西武鉄道と激しく抗争した箱根・伊豆開発では小田急の安藤楢六社長を通じて代理戦争を演じた例（箱根山戦争）など、戦後しばらくは東急系三私鉄は、東急の衛星企業として機能した。

### 東京急行電鉄再発足以後
その後、1951年（昭和26年）8月、公職追放から復帰した五島慶太は、自ら提唱した多摩田園都市構想に基づき、その動脈である田園都市線を建設する。「東京都の人口が750万人以上になれば公共施設が追いつけず、その機能が失われると思われる。人口膨張により東京都自身がゆき詰まってしまう。そこで大山街道（現・国道246号）沿いに500万坪（1650万平方メートル） を買収して第二の東京都をつくることを計画した。これを実施するのは、田園調布などの街づくりに実績のある当社が適当である。大山街道沿いに沿って10か所ほどの小都市をつくって、同時にこの地方全体の発展を図りたいと考えている。（五島慶太口述『城西南地区開発趣意書』より）」1953年。1953年（昭和28年）1月に発表されたこの構想により、城西南地区（神奈川県の川崎市中部、横浜市北部）を4ブロックに分け、それぞれの地区に新都市を建設する計画を立てた。その後、横浜市港北区（現・都筑区）に当る第3ブロックは鉄道建設区域から離れているため東急電鉄自体での開発は断念し（後に横浜市の港北ニュータウンとなる）、元の第4ブロックを第3ブロックとし、新たに町田市南部、大和市北東部を第4ブロックとし開発を推進した。まず1963年（昭和38年）10月、大井町線（大井町駅 - 溝の口駅間）を田園都市線と改称し、1966年（昭和41年）4月、これを延長する形で溝の口駅 - 長津田駅間を開業、その後徐々に延伸した。1977年（昭和52年）4月、1969年（昭和44年）5月に廃止された玉川線の継承路線である新玉川線（渋谷駅 - 二子玉川園駅間）が開通、11月には田園都市線と快速列車が直通運転を開始した。1979年（昭和54年）8月には、 全列車が田園都市線（二子玉川駅 - 長津田駅方面）から新玉川線を経由して半蔵門線方面へ直通運転を開始し、同時に大井町駅 - 二子玉川園駅間を大井町線として分離した。1984年（昭和59年）4月には、つきみ野駅 - 中央林間駅が全線開業し、多摩田園都市の基礎的インフラが完成する。また2009年（平成21年）7月には、沿線の人口増加による混雑対策として、田園都市線の二子玉川駅 - 溝の口駅間が複々線化され、バイパス路線として大井町線が溝の口駅まで乗り入れを開始した。
その五島慶太に東急の祖業であるとまで言わしめた東横線であるが、1964年（昭和39年）8月に営団（現・東京メトロ）日比谷線と、中目黒駅 - 日吉駅間で直通運転を開始した。1988年（昭和63年）3月からやはり混雑対策として、東横線の複々線化工事に着手。最初の工事である日吉駅改良工事に伴い、同年8月から菊名駅まで日比谷線との直通運転区間が延長された。そして2000年（平成12年）8月、田園調布駅 - 武蔵小杉駅間までの複々線化一期工事が終了、うち2線を利用し、目蒲線の目黒駅 - 田園調布駅間と直通運転することにより目黒駅 - 武蔵小杉駅間を目黒線とし、東横線のバイパス路線とした。そして同時に目蒲線の多摩川駅 - 蒲田駅間は東急多摩川線として分割され、東急電鉄が最初に施設した路線である目蒲線の名称は消滅した。目黒線は2000年9月に東京メトロ南北線、都営地下鉄三田線との相互直通運転を開始し、続いて2001年3月には、南北線を介して埼玉高速鉄道線との相互直通運転も始まり、そして2008年6月に日吉駅まで複々線化工事が完了し、同駅まで延伸開業した。2004年（平成16年）2月1日、横浜駅から横浜高速みなとみらい線の横浜 - 元町・中華街駅と直通運転を開始し、これに伴い前日の1月31日に横浜駅 - 桜木町駅間が廃止となった。2013年（平成25年）3月16日、渋谷駅 - 代官山駅間の地下化が完成し、東横線は東京メトロ副都心線と直通運転を開始、副都心線を介して東武東上本線と西武池袋線との相互乗り入れも開始され、横浜高速鉄道も含め5社による相互直通運転となった。同時に、49年間続いた日比谷線直通運転は終了となり、同線は全てが中目黒駅での折り返しとなった。
五島慶太の息子、五島昇は、東京大学経済学部卒業後の1940年（昭和15年）東京芝浦電気（現・東芝）に一旦入社するも、1945年（昭和20年）には東京急行電鉄に入社した。1948年（昭和23年）には新発足した東急横浜製作所（後の東急車輌、現・総合車両製作所）、京浜急行電鉄などの取締役となり、1954年（昭和29年）には東急電鉄社長に就き、五島慶太の後継となった。社長就任直後に、五島慶太が乗っ取りを図った東洋精糖から撤収し、傘下の自動車メーカー東急くろがね工業（旧・日本内燃機製造、現・日産工機）を日産自動車に全株譲渡してグループから離脱させ、また東亜石油・日東タイヤ・東急エビス産業・吉田瓦斯・日本トリドールを譲渡、映画会社の東映を分離するなど、拡大した東急グループを再編し、本業である鉄道業・運輸業とその関連性の高い事業に「選択と集中」を行った。一方で、本業である鉄道経営については伊豆急行の建設や田園都市線の延伸、新玉川線（後に田園都市線の一部となる）の建設といった鉄道敷設を行うほか、沿線のリゾートや宅地開発に関しては父慶太が立案した通りに忠実にやり遂げた。また五島昇の「環太平洋構想」を原点として、グループ経営の方向性に合わせ、航空事業（日本国内航空→東亜国内航空、後の日本エアシステム、現・日本航空）へ進出、さらに広告代理業である東急エージェンシーの設立、東急建設の設立、ホテル観光事業の拡大、流通部門の拡大、リゾート開発の拡大などを図り、五島昇が社長だった1980年代終わりの最盛期にはグループ会社400社、8万人の従業員を数えた。
1989年（平成元年）3月、72歳で五島昇が死去した後、横田二郎を中心とする集団指導体制に移行したが、グループ各社のトップも年齢的に退く時期に重なり、経営は求心力を欠くこととなった。「東急グループ」としての厳格なマネジメントは存在しなかったため、各社の自由な裁量が大きく、グループ加盟会社毎に事業が拡大し、肥大化していた。結果、事業部門の重複が整理されないまま、最大で500社以上を数えるまでにグループ企業が拡大膨張してしまった。そして、1990年以降のバブル崩壊後の縮小経済下では、そのスケールはデメリットに転じ、1999年（平成11年）3月末時点の有利子負債はグループ全体で3兆円以上を抱えるなど業績不振に陥った。ここで、グローバル基準である連結決算重視の流れや減損会計の導入などを受けて、グループの再編に踏み切った。
1991年（平成3年）にはバス部門を分離し、東急バスとしている。
1998年（平成10年）、東急グループ代表清水仁の下、主要加盟社に対し「自立なき者は共創の輪に加わる事ができない」旨を通告 したのを皮切りに、リストラを加速した。電鉄事業に依存するのみで、「シナジー価値を創出していない」と判断された数百社をグループから離脱・独立させたのである。また、それまでの全国拡張路線を改め、原則的に東急沿線や都市部に経営資源を集中させた。重要なコア事業を担う子会社等は、本体（電鉄）にとってのポートフォリオ企業として監視を強める体制にした。その結果、加盟社数は約220社と大きく減少したが、業績は逆に好転し、回復傾向となった。
2017年時点の東急電鉄の中核事業は「住みたい沿線」・「訪れたい街」・「働きたい街」の3つをキーワードに、「日本一住みたい沿線 東急沿線」をスローガンとする鉄軌道事業（交通事業）、「日本一選ばれる沿線」であり続ける都市開発事業（不動産事業）、「ひとつの東急」の実現を目指す生活サービス事業・ホテル・リゾート事業・国際事業（海外での街づくり）である。田園都市や学園都市だけでなく総合的な「東急沿線の付加価値の向上」を目指し開発を進め、環境に優しい街づくりと、沿線活性化に努めて「次世代へつながる街づくり」を推進し、新スローガンは、「人へ、街へ、未来へ」としている。また、2022年には目黒蒲田電鉄創立から100周年を迎えた。

### 「大東急」の名残としての4私鉄の関係
前述の歴史的な沿革から、小田急電鉄・京浜急行電鉄・京王電鉄は、現在でも東急（旧・東京急行電鉄）が各社の株式200万株程度を保有する主要株主である。さらにこの4社は相互に株式持ち合いを行う関係にある。また、五島昇が社長・会長を務めていた当時は、東急系の小田急・京急・京王帝都各社の非常勤取締役に就いており、系列の東急エージェンシー・東急レクリエーションは、現在でも上記3社とは資本的・人的関係を有するのも大東急の名残といえる。加えて、大東急記念文庫は、東急のほか、発足後の小田急・京急・京王各社が出資して設立され、現在もなお、これら4社が経営している。
また、合併されていた東急・小田急・京急・京王は現在でも電動車の形式記号に「モ」ではなく「デ」を使用している。
また、健康保険組合も東横目蒲電鉄健康保険組合（1935年4月1日設立）を祖とし、大東急時代に東京急行電鉄健康保険組合となり、これが東京西南私鉄連合健康保険組合と名称変更した。その後、1967年1月に東横百貨店が東急百貨店健康保険組合を設立し、また、1978年9月に小田急電鉄が小田急グループ健康保険組合を設立して分離した。2019年（令和元年）現在、東急・京急・京王はグループ会社を含め、東京西南私鉄連合健康保険組合に加盟している。なお東急・京急・京王グループのほか、相模鉄道・東映・関東バスも東京西南私鉄連合健康保険組合に加盟している。

### 年表
- 前身企業である田園都市（株）、目黒蒲田電鉄、および（旧）東京横浜電鉄から大東急までの各会社の時代の詳細な年表は、それぞれ「田園都市（株）」、「目黒蒲田電鉄」、および「東京横浜電鉄」の各社史年表を、多摩田園都市開発に関しては「多摩田園都市開発年表」を参照のこと。
- ダイヤ改正の詳細は「東急電鉄のダイヤ改正」を参照のこと。

#### 前史
- 1918年（大正7年）9月2日 田園都市株式会社設立。
- 1921年（大正10年）
  - 4月 渋沢栄一が、第一生命の矢野恒太に田園都市株式会社の経営を依頼。
  - 6月 小林一三が、矢野恒太から田園都市株式会社の経営を依頼され、実質的に経営するようになる[41]。
- 1922年（大正11年）
  - 6月 田園都市株式会社、洗足田園都市の土地分譲開始（後の洗足地区）。
  - 9月2日 田園都市株式会社の鉄道部門を分離独立させ目黒蒲田電鉄設立。
  - 10月2日 五島慶太が目黒蒲田電鉄の専務取締役に就任（武蔵電気鉄道取締役と兼務）。
- 1923年（大正12年）
  - 3月11日 目黒線 目黒駅 - 丸子駅（現在の沼部駅）間開通。
  - 8月 田園都市株式会社が多摩川台地区で土地分譲開始（後に高級住宅街の代名詞となる田園調布地区[42]）。
  - 11月1日 目蒲線 目黒駅 - 蒲田駅間全線開通。
- 1924年（大正13年）10月25日 武蔵電気鉄道が社名変更し（旧）東京横浜電鉄発足。
- 1926年（大正15年）2月14日 （旧）東京横浜電鉄、丸子多摩川駅 - 神奈川駅間開通。目蒲線と相互乗り入れし、目黒駅 - 神奈川駅間直通運転開始。
- 1927年（昭和2年）8月28日 （旧）東京横浜電鉄、渋谷駅 - 丸子多摩川駅間開通。渋谷駅 - 神奈川駅間直通運転開始。東横線と呼称。
- 1928年（昭和3年）5月5日 目黒蒲田電鉄が田園都市株式会社を合併。
- 1929年（昭和4年）
  - 7月3日 （旧）東京横浜電鉄が日吉台の土地（23万7600m2）を慶應義塾大学へ寄付
  - 12月25日 目黒蒲田電鉄、大井町線 大井町駅 - 二子玉川駅間全線開通。
- 1932年（昭和7年）3月31日 （旧）東京横浜電鉄、東横線 渋谷駅 - 桜木町駅間全線開通。
- 1934年（昭和9年）
  - 10月1日 目黒蒲田電鉄が池上電気鉄道（池上線）を合併。
  - 11月1日 （旧）東京横浜電鉄、東横百貨店を開業。
- 1936年（昭和11年）12月24日 五島慶太が電鉄両社の取締役社長に就任。
- 1937年（昭和12年）12月1日 目黒自動車運輸および芝浦自動車を合併。
- 1938年（昭和13年）
  - 1月 東京タクシーを設立。
  - 4月1日（旧） 東京横浜電鉄が玉川電気鉄道（玉川線）を合併。
  - 10月20日 江ノ島電気鉄道が（旧）東京横浜電鉄傘下に入る。
- 1939年（昭和14年）
  - 10月1日 目黒蒲田電鉄が（旧）東京横浜電鉄を吸収合併。
  - 10月16日 目黒蒲田電鉄が（新）東京横浜電鉄に商号変更。
  - 11月21日 横浜市街自動車を買収。
- 1940年（昭和15年）
  - 3月30日 東横学園設立。
  - 12月23日 横浜市街自動車は東横タクシーに商号変更。
- 1941年（昭和16年）
  - 9月20日 五島慶太が（旧）小田急電鉄（同年3月1日鬼怒川水力電気が小田原急行鉄道を合併して社名変更）社長に就任
  - 11月25日 五島慶太が京浜電気鉄道社長に就任

#### 「大東急」の時代
- 1942年（昭和17年）
  - 5月 箱根の強羅ホテルを買収。
  - 5月1日 京浜電気鉄道および、小田急電鉄を合併、（旧）東京急行電鉄に商号変更。
- 1943年（昭和18年）7月1日 大井町線列車が溝の口まで乗り入れ開始。
- 1944年（昭和19年）
  - 2月19日 五島慶太が運輸通信大臣就任に伴い、社長を辞任。
  - 2月24日 篠原三千郎が取締役社長に就任。
  - 5月31日 京王電気軌道を合併。
  - 9月14日 戦時統合により横浜川崎地区のタクシー事業者21社を東横タクシーに統合。
- 1945年（昭和20年）
  - 1月16日 戦時統合により東京都内のタクシー事業者を4社に統合するため、日東自動車と東京タクシーを中心に11社1個人の経営統合が決定。
  - 3月12日
    - 平山孝が取締役社長に就任。
    - 草軽電気鉄道を買収。

  - 3月14日 渋谷、新宿、横浜、京王の4営業局を改組し渋谷、目黒、新宿、品川、横浜、京王の6管理部を設立。
  - 6月1日 相模鉄道から同社運輸事業の管理を受託。相模管理部を新設し神中線（後の厚木線→相鉄本線）の営業管理を行う。
  - 8月20日 小宮次郎が取締役社長に就任。
  - 9月26日 大川博の命名により東横タクシーが神奈川都市交通に商号変更。
  - 12月1日 経営統合した東京都内のタクシー事業者が日本自動車交通を設立。
  - 12月29日 日本自動車交通が日本交通に商号変更。
- 1946年（昭和21年）
  - 3月1日 小林中が取締役社長に就任。
  - 8月1日 組織を支社制に再編成し、渋谷、目黒、新宿、品川、横浜、京王、相模の各管理部を支社に改組。
- 1947年（昭和22年）
  - 3月15日 江ノ島電気鉄道が東急グループから離脱。
  - 3月25日 神奈川都市交通、伊藤福一ら東急出身経営陣が東急の持株を譲受し、東急グループから離脱。
  - 5月31日 相模鉄道厚木線の営業管理受託終了。相模支社を解消し同線の運営は相鉄管理に戻る。
  - 8月 五島慶太が東条内閣に属していたため、公職追放の指定を受ける。
  - 10月16日 井田正一が取締役社長に就任。
- 1948年（昭和23年）
  - 5月1日 会社再編成に伴い百貨店業を分離、東横百貨店（現：東急百貨店）を設立。
  - 6月1日 会社再編成により京浜急行電鉄（品川、横浜支社）、小田急電鉄（新宿支社）、京王帝都電鉄（京王支社、後の京王電鉄）を設立。渋谷支社と目黒支社が残留し再編後の東京急行電鉄を形成。独立した3社は東京急行電鉄から各々鉄軌道・自動車路線を譲り受けて営業開始。

#### 東京急行電鉄再発足以後
- 1948年（昭和23年）
  - 8月23日 東急横浜製作所（後の東急車輛製造）を設立。
  - 12月27日 鈴木幸七が取締役社長に就任。
- 1949年（昭和24年）5月16日 東京急行電鉄、東京証券取引所に再上場。
- 1950年（昭和25年）
  - 8月1日 東横線に急行列車が復活。
  - 10月2日 旧本社社屋竣工（渋谷区桜丘町）。
- 1951年（昭和26年）
  - 6月30日 日本交通の東急系持株（約5割超）のほとんどを日東自動車の創業家である川鍋家に譲渡。
  - 8月6日 五島慶太が公職追放を解除。
  - 8月25日 東横百貨店と玉電ビルを結ぶ空中ケーブルカー「ひばり号」（ロープウェイ）が運行開始[43][44]。1953年（昭和28年）廃止。
- 1952年（昭和27年）5月6日 五島慶太が取締役会長に就任。
- 1953年（昭和28年）
  - 1月19日 城西南地区（現：多摩田園都市）開発構想を発表。
  - 7月1日 東急病院開業。
  - 12月17日 東急不動産を設立。
  - 12月31日 新日本興業（現：東急レクリエーション）がグループ入り。
- 1954年（昭和29年）
  - 5月1日 国民相互銀行がグループ入り。
  - 5月6日 五島昇が取締役社長に就任。
  - 10月16日 東横線に5000系（旧型）車両を導入。
- 1955年（昭和30年）4月1日 学校法人五島育英会を設立。
- 1956年（昭和31年）
  - 1月31日 東急観光を設立。
  - 6月1日 亜細亜大学がグループ入り。
  - 10月10日 東横興業（現：東急ストア）を設立。
  - 12月1日 東京渋谷に東急文化会館を開館。
- 1957年（昭和32年）
  - 4月1日 天文博物館五島プラネタリウムを開館（2001年3月閉館）。
  - 6月24日 群馬バスがグループ入り。
  - 10月23日 函館バスがグループ入り。
  - 12月7日 定山渓鉄道（現：じょうてつ）がグループ入り。
  - 12月30日 群北自動車交通がグループ入り。
- 1958年（昭和33年）
  - 7月21日 東京ヒルトンホテル設立。
  - 11月4日 上田丸子電鉄（現：上田交通、鉄道部門は上田電鉄に分社）グループ入り。
- 1959年（昭和34年）
  - 4月11日 伊東下田電気鉄道（現：伊豆急行）を設立。
  - 5月29日 中越自動車（現：越後交通）がグループ入り。
  - 7月6日 おんたけ交通がグループ入り。
  - 8月14日 五島慶太会長が死去。
  - 11月11日 東急建設を設立。
  - 12月28日 宗谷バスがグループ入り。
- 1960年（昭和35年）
  - 4月1日 東横線に6000系を導入。
  - 4月18日 五島美術館開館。
  - 5月21日 北見バスがグループ入り。
- 1961年（昭和36年）
  - 3月1日 東急エージェンシーを設立。
  - 3月31日 富士航空がグループ入り。
  - 12月7日 ホテル琉球の株式を65%取得。
  - 12月10日 伊豆急行、伊東駅 - 伊豆急下田駅間が開通。
- 1962年（昭和37年）
  - 1月27日 東横線にオールステンレスカー7000系を導入。
  - 3月20日 多摩田園都市、最初の土地区画整理事業として野川第一地区が完成。
  - 7月21日 茅ヶ崎市にスリーハンドレッドクラブを開場。
- 1963年（昭和38年）10月11日 大井町線を田園都市線と名称変更。
- 1964年（昭和39年）
  - 1月23日 斜里バスがグループ入り。
  - 4月17日 おんたけ交通の全株式を名古屋鉄道へ譲渡。
  - 8月29日 東横線日吉駅 - 営団（現：東京メトロ）日比谷線北千住駅間、直通運転開始。
  - 12月15日 白木金属工業（現：シロキ工業）がグループ入り。
- 1965年（昭和40年）
  - 6月10日 網走交通、北紋バスがグループ入り。
  - 7月23日 箱根ターンパイク開業。
- 1966年（昭和41年）4月1日 田園都市線溝の口駅 - 長津田駅間が開通。
- 1967年（昭和42年）
  - 4月28日 こどもの国線長津田駅 - こどもの国駅間が開通。
  - 11月1日 東急百貨店本店が開店。
- 1968年（昭和43年）
  - 4月1日
    - 東横線でATS（自動列車停止装置）の使用開始。
    - 田園都市線長津田駅 - つくし野駅間が開通。

  - 6月1日 東急ホテルチェーンを設立。
  - 12月6日 東急海外ホテルを設立。
- 1969年（昭和44年）
  - 5月10日 玉川線（渋谷 - 二子玉川園間）と砧線（二子玉川園 - 砧本村間）を廃止。
  - 5月10日 玉川線（三軒茶屋駅 - 下高井戸駅間）を世田谷線と名称変更。
  - 11月30日 東横線に8000系を導入。
- 1970年（昭和45年）3月1日 池上線にATS（自動列車停止装置）を設置、鉄道全線にATS設置完了。
- 1971年（昭和46年）2月20日 祐天寺駅、学芸大学駅、桜木町駅の3駅をモデル駅として、駅業務システムの自動化に着手。モデル3駅には、磁気券対応の自動券売機（20台）、定期券発行機（3台）、自動改札機（15台）を設置。祐天寺駅、学芸大学駅にはオープンカウンターを開設。
- 1972年（昭和47年）
  - 4月1日
    - 東急広報委員会を設立。
    - 田園都市線つくし野駅 - すずかけ台駅間が開通。

  - 4月28日 第1回苗木プレゼント（東急グリーニング運動）実施。
  - 7月12日 東急グループのスローガンを「人間の豊かさを求める - ヒューマナイザー東急グループ」と決定。
  - 9月1日 東京急行電鉄、創立50周年式典を挙行。
  - 10月5日 長津田車両工場を竣工。
- 1973年（昭和48年）
  - 5月1日 現行の社章が制定される。この社章色にちなみ、以後の新車も赤をシンボルカラーに採用。
  - 11月1日 イン事業の直営第1号店として京都東急インを開業。
- 1974年（昭和49年）8月28日 とうきゅう環境浄化財団（東急財団の前身）を設立。
- 1975年（昭和50年）10月23日 とうきゅう外来留学生奨学財団を設立。
- 1976年（昭和51年）10月15日 田園都市線すずかけ台駅 - つきみ野駅間が開通。
- 1977年（昭和52年）4月7日 新玉川線渋谷駅 - 二子玉川園駅間が開通。
- 1978年（昭和53年）11月16日 田園都市線 - 新玉川線（現：田園都市線渋谷駅 - 二子玉川駅）が直通快速列車を運転開始（1996年4月、すべての快速列車を急行列車に変更）。
- 1979年（昭和54年）
  - 4月1日 東横線にTTC（列車運行総合制御装置）を導入。
  - 8月12日 田園都市線 - 新玉川線（現：田園都市線） - 営団（現：東京メトロ）半蔵門線の全列車直通運転開始。
- 1980年（昭和55年）
  - 9月2日 各地域における東急グループの組織である「東急会」の再編および「東急会連合会」の発足。
  - 12月27日 東横線に軽量ステンレスカー8090系を導入。
- 1981年（昭和56年）7月29日 米国ハワイ島のマウナ ラニ リゾートにゴルフ場が完成。
- 1982年（昭和57年）
  - 4月3日 田園都市線高津駅高架下に電車とバスの博物館をオープン[45]。
  - 5月16日 田園都市線・新玉川線にTTC（列車運行総合制御装置）を導入。
  - 10月2日 たまプラーザ東急SCを開業。
  - 11月30日 各線で行っていた荷物輸送を廃止[45]。
- 1983年（昭和58年）
  - 2月14日 マウナ ラニ ベイ ホテル（現：マウナ ラニ ベイ ホテル アンド バンガローズ）をオープン。
  - 3月2日 東急有線テレビ（現：イッツ・コミュニケーションズ）を設立。
  - 10月3日 カルチャースクール 東急クリエイティブライフセミナー渋谷BEを開設。
  - 11月30日 クレジット・イチマルキュウ（現：東急カード）を設立。
- 1984年（昭和59年）
  - 1月1日 東急ホテルチェーン（現：東急ホテルズ）が東京ヒルトンとの契約完了、キャピトル東急ホテルとして営業開始。
  - 4月9日 つきみ野 - 中央林間間が開通、田園都市線が全線開通。
  - 5月11日 五島昇社長が日本商工会議所の会頭に就任。
- 1985年（昭和60年）9月20日 石川県金沢市に香林坊第一開発ビル（金沢東急ホテル、KOHRINBO 109（現：香林坊東急スクエア））がグランドオープン。
- 1986年（昭和61年）
  - 2月5日 ニューステーションプラン1号店として、自由が丘駅総合サービスセンター（現：東急トラベルサロン）開業。
  - 3月9日 東横線に新型車両9000系を導入。
  - 10月1日 東急グループのスローガンを「21世紀へ豊かさを深める - とうきゅうグループ」と制定。
  - 11月21日 東急総合研究所を設立。
- 1987年（昭和62年）
  - 8月14日 軽井沢72女子オープンゴルフトーナメントを開催（1991年にスポンサーから撤退）。
  - 10月2日 東急ケーブルテレビジョン（現：イッツコミュニケーションズ）が開局、東京都渋谷区と横浜市緑区で営業放送を開始。
  - 12月25日 横田二郎副社長が取締役社長に、五島昇社長が会長に就任。
- 1988年（昭和63年）
  - 3月11日 東横線複々線化工事および目蒲線改良工事の最初の工事として日吉駅改良工事に着手。
  - 4月12日 多摩田園都市が日本建築学会賞を受賞。
  - 12月26日 日比谷線乗り入れ車両として新型車両1000系を導入。
- 1989年（平成元年）
  - 1月26日 こどもの国線ワンマン運転化。
  - 3月19日
    - 3000系車両（旧型）が営業運転終了、鉄道の全車両がステンレス車体になる[46]。
    - 池上線旗の台駅 - 戸越銀座駅間の連続立体交差化工事が完了、13か所の踏切を解消。

  - 3月20日 五島昇会長が死去。
  - 9月3日 東京渋谷に複合文化施設Bunkamuraを開業。
  - 10月26日 多摩田園都市が緑の都市賞で内閣総理大臣賞を受賞。
  - 11月4日 田奈一号踏切道を廃止、田園都市線は踏切ゼロの路線になる。
- 1990年（平成2年）
  - 3月16日 五島記念文化財団を設立。
  - 4月18日 東急アクションプラン21を発表。
- 1991年（平成3年）
  - 3月16日 田園都市線・新玉川線（現：田園都市線）に新型ATC（自動列車制御装置）を導入。
  - 5月21日 東急バスを設立。
  - 5月29日 池上線の連続立体交差化工事が土木学会技術開発賞を受賞。
  - 10月1日 自動車事業を分離独立、東急バスが営業開始。
- 1992年（平成4年）
  - 3月19日 東急インチェーン（現：東急ホテルズ）の新ブランド「エクセルホテル東急」の1号店として、富山エクセルホテル東急を開業。
  - 3月31日 田園都市線・新玉川線に新型車両2000系を導入。
  - 7月14日 東急南平台町ビル（現：本社ビル）が竣工。
  - 11月1日 鉄道現業部門の制服を一新。
  - 12月18日 福島県裏磐梯にグランデコ ホテル&スキーリゾートをオープン。
- 1993年（平成5年）
  - 3月18日 横浜市営地下鉄線新横浜駅 - あざみ野駅間が開通し、田園都市線と接続。
  - 4月21日 東急青葉台ビルが竣工。
  - 11月1日 東急不動産との共同開発ビル世田谷ビジネススクエア (SBS) が竣工。
- 1994年（平成6年）
  - 2月7日 MM21地区・24街区プロジェクト（クイーンズスクエア横浜）に着手。
  - 4月29日 田園都市線田奈駅に「多摩田園都市まちづくり館」をオープン。
  - 10月1日
    - フィットネス&アクア アトリオあざみ野をオープン。
    - 第1回 とうきゅう Thanks Daysを開催。

  - 10月4日 世田谷ビジネススクエアが都市景観大賞を受賞。
- 1995年（平成7年）
  - 2月16日 お客様の総合窓口「東急109（トーク）センター」を開設。
  - 4月28日 横田二郎社長が相談役に、清水仁専務が取締役社長に就任。
  - 6月26日 海外ホテルの新運営会社 パン パシフィック ホテルズ アンド リゾーツ プライベート リミテッド を設立。
  - 12月31日 第1回東急ジルベスターコンサートをBunkamuraオーチャードホールで開催。
- 1996年（平成8年）
  - 2月1日 インターネット上にホームページを開設。
  - 3月12日 田園調布 - 多摩川園間改良工事地下化完成。
  - 4月26日 田園都市線・新玉川線、大井町線でダイヤ改正（日中時間帯、急行列車を中央林間まで延長）。
  - 6月1日 横浜市青葉区の社有地で定期借地権事業（事業用）に参入。
  - 10月1日 東急車輛製造の 東急インテリジェント・パーキング (TIP) システム一号機が上大岡で稼働。
  - 11月18日 三軒茶屋・太子堂四丁目地区市街地再開発事業が竣工、キャロットタワーが開業。
- 1997年（平成9年）
  - 2月27日 八王子駅北口地区市街地再開発事業が竣工（3月14日に商業施設 八王子東急スクエアが開業）。
  - 3月20日 東横線渋谷駅 - 菊名駅間にATC（自動列車制御装置）を導入。
  - 4月1日 会員制インターネットサービス 246-netがサービス開始、プロバイダ事業に参入。
  - 7月18日 MM21・24街区 クイーンズスクエア横浜が街びらき（7月18日に専門店街アット!が、8月7日にパン パシフィック ホテル横浜が、9月5日に百貨店クイーンズ イーストがそれぞれ開業）。
  - 9月1日 次の時代に向けた東急グループ理念体系を決定、新スローガン「美しい時代へ - 東急グループ」を制定。
- 1998年（平成10年）
  - 3月16日 池上線でワンマン運転を開始。
  - 4月1日  東急ケーブルテレビジョン（現：イッツ・コミュニケーションズ）がCATV網を活用した超高速インターネット接続サービスを開始。
  - 6月1日 東急アニバーサリービデオ事業が始動。
  - 7月1日 環境活動を全社的な統一テーマとして取り組むために、環境活動推進委員会を設置。
- 1999年（平成11年）
  - 1月25日 タイムシェアリゾート事業に進出（商品名：ビッグウィーク）。
  - 1月31日 東急百貨店日本橋店閉店。
  - 3月19日 長津田車両工場が民鉄の鉄道車両整備工場としては初めて、環境管理の国際規格ISO 14001の認証を取得。
  - 4月16日 東横線に新形式車両3000系を導入（現在は目黒線で運用）。
  - 5月15日 環境共生型住宅 市が尾邸宅を販売開始。
  - 6月24日 クイーンズスクエア横浜が建設大臣賞受賞。
  - 7月2日 タイムシェアリゾート事業・利用権交換システム会社として東急ビッグウィークステーションを設立。
  - 7月11日 世田谷線に更新車両300系を導入。
  - 10月1日 東急インチェーン（現：東急ホテルズ）がインターネット・リアルタイム予約システムを導入。
- 2000年（平成12年）
  - 1月7日 東急百貨店日本橋店跡地の再開発計画の促進を東京急行、三井不動産で合意。
  - 1月15日 田園調布駅の旧駅舎を復元。
  - 2月12日 田中勇相談役が死去。
  - 3月1日 東急インチェーン・東急ホテルチェーンの宿泊予約サイト「東急チェックインドットコム」を開設。
  - 3月29日 こどもの国線を通勤線化、中間駅として恩田駅を開業。
  - 4月7日
    - 東京急行とトヨタ自動車が共同で、広帯域・インターネット・アプリケーションサービスを提供するために AII企画株式会社（現：AII株式会社）を設立。
    - 東京急行、帝都高速度交通営団（現：東京メトロ）、京王電鉄の3社共同プロジェクト「渋谷マークシティ」が開業。ホテル棟に 渋谷エクセルホテル東急がオープン。

  - 4月10日 東京急行、小田急電鉄、相模鉄道、東武鉄道の4社が発起人となって、CATVのデジタル化のための日本デジタル配信株式会社を設立。
  - 4月18日 東急グループ経営方針を発表。
  - 4月21日 田園都市線・南町田駅前にオープンモール型ショッピングセンター「グランベリーモール」を開業。
  - 6月30日 東京急行、ソニー、東急ケーブルテレビジョン（現：イッツ・コミュニケーションズ）の3社で、ブロードバンド・ネットワーク事業で戦略的に提携していくことで合意。
  - 8月6日
    - 東横線の多摩川駅 - 武蔵小杉駅間を複々線化。目蒲線の運行系統を目黒駅 - 武蔵小杉駅間の目黒線[注釈 48] と多摩川駅 - 蒲田駅間の東急多摩川線の2系統に分割。目黒線・東急多摩川線でワンマン運転を開始。
    - 田園都市線・新玉川線を田園都市線に統一。多摩川園駅を多摩川駅に、二子玉川園駅を二子玉川駅に駅名変更。

  - 8月15日 東急ファンのための専用サイト「レールファン東急」を開設。
  - 9月26日
    - 目黒線と営団（現：東京メトロ）南北線・都営三田線との相互直通運転を開始。
    - 自動改札機で利用客の乗降を確認する フェアスルーシステムを導入。

  - 10月14日 首都圏の20鉄道事業者で共通乗車カードシステム「パスネット」を導入。
  - 10月16日 携帯電話電源OFF車両（列車の偶数車両）を全国で初めて設置。
  - 11月29日 本社部門でISO14001の認証取得。
- 2001年（平成13年）
  - 1月9日 東急ホテルマネジメント設立。
  - 1月15日 東急沿線の生活サイト「salus（サルース）」開設。
  - 2月11日 世田谷線がノンステップ化、新型300系車両への置き換え完了。
  - 3月11日 天文博物館五島プラネタリウム閉館。
  - 3月28日
    - 目黒線が埼玉高速鉄道線と相互直通運転を開始。
    - 東横線に特急を新設。

  - 3月30日 ソニー、東急ケーブルテレビジョン（現：イッツ・コミュニケーションズ）と次世代型CATVインターネットサービス提供開始で合意。
  - 3月31日 石油販売事業の営業を終了。
  - 4月1日 東急沿線の情報誌『salus』（サルース）創刊[47]。
  - 4月20日 東横線複々線化事業が平成12年度土木学会賞技術賞を受賞。
  - 5月24日 セルリアンタワーがグランドオープン。
  - 6月27日 東急リアル・エステート・インベストメント・マネジメントを設立。
  - 6月28日 清水仁社長が会長に、上條清文副社長が社長に就任。
  - 7月11日 日本橋一丁目計画着工。
  - 7月17日 株式交換により東急ホテルチェーンを完全子会社化。
  - 7月23日 東急ホテルズ予約センターを開設。
  - 7月29日 渋谷駅構内に新業態店舗「ranKing ranQueen」（ランキンランキン）開業。
  - 8月1日 東急ケーブルテレビジョンが、イッツ・コミュニケーションズに社名変更。
- 2002年（平成14年）
  - 1月4日 東急グループコンプライアンス指針を制定。
  - 1月29日 東横線と営団13号線（現：東京メトロ副都心線）の相互直通運転実施（2012年度）を決定。
  - 3月1日 青葉台東急スクエアがグランドオープン。
  - 3月23日 乗車券を2枚同時投入できる自動改札機を導入。
  - 3月28日 田園都市線、大井町線ダイヤ改正、あざみ野駅を急行停車駅に変更。
  - 3月29日 平塚市五領ケ台特定土地区画整理事業（湘南めぐみが丘）が完成。
  - 4月1日
    - 東急ホテルチェーンと東急インチェーンのホテルチェーン名を東急ホテルズに統一。
    - 東急運輸、東京通運の2社経営を相鉄運輸に統合（新社名：東急ロジスティック）。
    - 東急保険コンサルティングの営業を開始。
    - 246-netの営業をイッツ・コミュニケーションズに譲渡。
    - JR東急目黒ビル、グランドオープン。

  - 5月2日 田園都市線に新形式車両5000系を導入。
  - 5月27日 国内ホテル経営機能の集約（ホテル事業を東急ホテルチェーンに譲渡）を発表。
  - 5月28日 東急文化会館の閉鎖、解体（2003年6月）を決定。
  - 6月27日 インターネットによる株主総会の株主の議決権行使、決算公告に代えて、ホームページによる貸借対照表および損益計算書の開示を導入。
  - 7月1日 東急サービスと東急管財が合併（会社名：東急ファシリティサービス）。
  - 7月7日 世田谷線にICカード乗車券「せたまる」を導入。
  - 8月1日 携帯端末向け列車運行情報提供サービスを開始。
  - 10月1日 株式交換により、東急車輛製造を完全子会社化。
  - 10月20日 横浜市青葉区で市内初のコミュニティ放送「FMサルース」を開局。
  - 12月27日 固定資産の信託設定ならびに信託受益権の譲渡を発表（東急南平台町ビル、東急桜丘町ビル、第2東急鷺沼ビル）。
- 2003年（平成15年）
  - 3月15日 東急109センターの名称を「東急お客さまセンター」に改称、営業時間拡大、土日の営業を開始。
  - 3月19日 東急線ダイヤ改正（世田谷線を除く）。
    - 営団地下鉄（現：東京メトロ）半蔵門線水天宮前駅 - 押上駅間が延伸開業、同時に押上駅から東武伊勢崎線を経由して日光線南栗橋駅までの相互乗り入れを開始。
    - 東横線に通勤特急を新設。

  - 3月20日 「電車とバスの博物館」が宮崎台駅に移転、リニューアルオープン。
  - 3月26日 東京急行電鉄中期2カ年経営計画を策定。
  - 4月1日
    - 事業持株会社化に向けた機構改革を実施、事業部門を鉄道事業、都市生活事業の2本部体制に。
    - ホテル事業を東急ホテルチェーンに営業譲渡。

  - 5月1日
    - 全駅を終日禁煙化。
    - 映像制作支援事業「tokyu C&C」（トーキュウシーアンドシー）が本営業を開始。

  - 6月30日 東急文化会館閉館。
  - 9月10日 東急リアル・エステート投資法人が東京証券取引所（東証）に上場。
  - 9月15日 電車内における携帯電話マナーのご案内を、関東17の鉄道事業者で統一。
  - 9月26日 株式交換による東急観光の完全子会社化（2004年1月1日）を決定。
  - 10月1日 東急建設が建設事業と不動産事業に会社を分割、建設事業を継承するTCホールディングスが商号を東急建設に変更し、東証一部に再上場。
  - 10月10日 オープンモール型ショッピングセンター「箕面マーケットパーク ヴィソラ」を開業。
- 2004年（平成16年）
  - 1月1日 株式交換により東急観光を完全子会社化。
  - 1月30日 東横線横浜駅 - 桜木町駅間の営業を終了。
  - 2月1日 横浜高速鉄道みなとみらい線開業、東横線が相互直通運転を開始。
  - 3月1日 箱根ターンパイク（自動車道事業）を豪マッコーリーグループに営業譲渡。
  - 3月31日 東急観光株式の約85%をアクティブ・インベストメント・パートナーズに譲渡。
  - 4月1日 障害者の雇用促進を目的とした会社「東急ウィル」を設立。
  - 4月7日 あざみ野に遊水池の上部空間を利用した商業施設 悠・粋・知 三規庭が開業。
  - 6月26日 横田二郎相談役（元社長）が死去。
  - 9月27日 株式交換により東急百貨店を完全子会社化することを発表。
  - 10月1日 株式交換により伊豆急行を完全子会社化。
  - 12月1日 東急セキュリティが本格営業を開始。
  - 12月15日 東急エアカーゴ株式の当社保有分をバンテックホールディングスに譲渡。
- 2005年（平成17年）
  - 2月10日 東横線渋谷駅 - 横浜駅間改良工事が特定都市鉄道整備事業計画として認定。
  - 2月14日 田園都市線で使用されている5000系車両の5号車と8号車に6ドア・座席格納車両を導入、以降順次同系に拡大導入。
  - 3月4日 二子玉川東地区再開発組合の設立が認可。
  - 3月20日 運賃改定で、特定都市鉄道整備事業計画で行われてきた田園都市線渋谷駅 - 溝の口駅間を含む区間に対する10円の加算運賃廃止。
  - 3月28日 東京急行電鉄中期3カ年経営計画を発表。
  - 4月1日
    - 執行役員制度導入と機構改革実施。
    - 株式交換により東急百貨店を完全子会社化。

  - 5月9日 田園都市線に女性専用車を導入。
  - 6月15日 東急ロジスティック株式の当社保有分をエスビーエスに譲渡。
  - 6月29日 上條清文社長が会長、越村敏昭専務が社長に就任。
  - 7月25日 東横線に女性専用車を導入。
- 2006年（平成18年）
  - 3月18日 田園都市線・半蔵門線、東武伊勢崎線久喜駅へも乗り入れ開始。
  - 7月2日 目黒線不動前駅 - 洗足駅間地下化。
  - 9月24日 東横線武蔵小杉駅 - 日吉駅間高架化。
  - 9月25日 目黒線で急行の運転を開始。
- 2007年（平成19年）
  - 3月18日 共通ICカード乗車券PASMOを導入[48]。同時にJR東日本のSuicaと相互利用開始[48]。
  - 4月5日 混雑平準化を目的として、田園都市線の平日朝最混雑時間帯の急行を準急に格下げ。
  - 12月25日 池上線・東急多摩川線に新型車両7000系（2代）を導入。
- 2008年（平成20年）
  - 2月22日 8000系全車両が運用から離脱（他鉄道への譲渡車を除く）。
  - 3月28日 大井町線に新型車両6000系（2代）を導入し、同時に急行運転開始。
  - 4月1日 駅係員、乗務員の制服をリニューアル[49]。創立70周年の1992年以来となる。
  - 5月7日 東急が川崎市から購入した同市宮前区内の土地の土壌汚染に関して、同市が搬入した焼却灰に原因があると訴えていた件に関し、公害等調整委員会は、川崎市に損害賠償の支払いを命じる。
  - 5月28日 東急ウェルネスを設立。
  - 6月22日 目黒線武蔵小杉駅 - 日吉駅間延伸開業。
  - 7月1日 東急ストアを株式交換により完全子会社化。
  - 10月11日 鉄道線自動改札の半数以上を、ICカード専用化。
- 2009年（平成21年）
  - 3月10日 田園都市線で運用されている5000系車両の4号車を6ドア・座席格納車両に差し替えると発表（2009年12月まで順次実施）。
  - 7月11日 大井町線が溝の口駅まで延伸開業。
- 2012年（平成24年）
  - 2月上旬 全駅に順次、駅ナンバリングを導入[50]。
  - 3月30日 「〜スマートモデル自由が丘駅あかりプロジェクト〜」として、東急線で初めて自由が丘駅構内全てを調光・調色LED照明およびLEDサインとし、さらにシースルー改札口と定期券うりばには、一般照明としては日本初の実用的設置となる次世代照明「有機EL（有機エレクトロルミネッセンス）照明器具」を導入。
  - 4月26日 東急文化会館跡地に複合商業施設「渋谷ヒカリエ」が開業。
- 2013年（平成25年）
  - 3月16日 東横線渋谷 - 代官山間が地下化され、東京メトロ副都心線・東武東上本線・西武有楽町線・西武池袋線との相互直通運転を開始、日比谷線との直通運転を終了。
  - 3月23日 交通系ICカード全国相互利用サービス開始により、Kitaca、manaca、TOICA、ICOCA、PiTaPa、nimoca、はやかけん、SUGOCAが東急線で利用可能になる。
  - 4月2日 「武蔵小杉東急スクエア」が開業。
  - 4月20日 緑が丘駅の照明やサインが東京急行電鉄で2番目となる全面LED照明化され、ホームやコンコースでは調光するLED照明が導入される。
  - 8月1日 窓口・自動券売機の定期券販売でクレジットカード（JCB、American Express、Diners Club）の取扱開始[51]。
- 2014年（平成26年）
  - 3月20日 蒲田駅が東京急行電鉄で3番目となる全面LED照明化され、調光するLED照明が導入される。
- 2015年（平成27年）
  - 3月21日 嵯峨野観光鉄道とのコラボレーションを6月30日まで実施[52]。
  - 10月1日 家庭向け電力小売り事業の参入のため、東急パワーサプライを設立[53]。2016年4月から家庭向け電力小売事業を開始。
- 2018年（平成30年）
  - 3月27日 渋谷地区での駅ビル更新など鉄道沿線開発に重点を置く中期経営計画（2018-2020年度）を発表[54][55]。
  - 8月日 駅監視カメラの画像からホーム転落事故を検知して、駅事務室へ知らせるシステムを、鷺沼駅を皮切りに導入開始[56]。
- 2019年（平成31年・令和元年）
  - 4月25日 後述する会社分割に備え、「東急電鉄分割準備株式会社」を設立[57]。
  - 5月8日 駅の自動券売機で現金が引き出せるキャッシュアウトサービスを開始[58]。

#### 東急電鉄発足以後
- 2019年（令和元年）
  - 9月2日 東京急行電鉄株式会社が「東急株式会社」に[57]、東急電鉄分割準備株式会社が「東急電鉄株式会社」にそれぞれ商号変更[57][59]。
  - 10月1日 東急電鉄株式会社に東急株式会社の鉄軌道事業を吸収分割する会社分割を行い、東急電鉄株式会社の本社を渋谷区神泉町の渋谷ファーストプレイスに移転。
- 2020年（令和2年）
  - 3月22日 世田谷線・こどもの国線を除く東急線全駅へのホームドアまたはセンサー付固定式ホーム柵の設置が完了（大手民鉄では初）[60][61]。
- 2023年（令和5年）
  - 3月18日 東急新横浜線開業、東横線と目黒線が東急新横浜線・相鉄新横浜線を経由して相鉄本線・相鉄いずみ野線との相互直通運転を開始、東横線・東急新横浜線でワンマン運転を開始。
  - 8月30日 駅の自動改札機でクレジットカードのタッチ機能、QRコードを活用した乗車サービスの実証実験を田園都市線で開始[62]。
- 2024年（令和6年）
  - 5月15日 駅の自動改札機でクレジットカードのタッチ機能、QRコードを活用した乗車サービスの実証実験を世田谷線を除く東急線全線に拡大[63]。
  - 11月1日 運輸系・技術系現業社員の制服を16年ぶりにリニューアル[64]。

## 鉄軌道事業

### 路線

#### 営業中の路線
鉄道線105.7 km（第1種鉄道事業102.3 km（東横線と目黒線、田園都市線と大井町線の並行部分もそれぞれ計上）、第2種鉄道事業3.4 km）と軌道線5.0kmの計110.7kmの路線を保有する。東横線と田園都市線が東急電鉄における基幹路線であり、この2路線が乗り入れる渋谷駅が最大のターミナル駅である。また、渋谷は東急グループの各種施設が集中していることからグループの最重要拠点となっている。併記した色はラインカラーである。各線の沿革、列車の運行についてはそれぞれの記事を（直通運転については、この後の「直通運転」節も）参照。
|        | 色 | 色名 | 記号 | 路線名                        | 区間                | キロ程  | 備考                                               |
| ------ | -- | ---- | ---- | ----------------------------- | ------------------- | ------- | -------------------------------------------------- |
| 鉄道線 |    | 赤色 | TY   | 東横線                        | 渋谷 - 横浜         | 24.2 km | 日吉駅より東急新横浜線と直通運転                   |
| 鉄道線 |    | 水色 | MG   | 目黒線                        | 目黒 - 日吉         | 11.9 km | このうち田園調布 - 日吉間5.4kmは東横線と並行       |
| 鉄道線 |    | 紫色 | SH   | 東急新横浜線                  | 新横浜 - 日吉       | 5.8 km  | 日吉駅より東横線・目黒線と直通運転                 |
| 鉄道線 |    | 緑色 | DT   | 田園都市線                    | 渋谷 - 中央林間     | 31.5 km |                                                    |
| 鉄道線 |    | 橙色 | OM   | 大井町線                      | 大井町 - 溝の口     | 12.4 km | このうち二子玉川 - 溝の口間2.0kmは田園都市線と並行 |
| 鉄道線 |    | 桃色 | IK   | 池上線                        | 五反田 - 蒲田       | 10.9 km |                                                    |
| 鉄道線 |    | 臙脂 | TM   | 東急多摩川線                  | 多摩川 - 蒲田       | 5.6 km  |                                                    |
| 鉄道線 |    | 青色 | KD   | こどもの国線（第2種鉄道事業） | 長津田 - こどもの国 | 3.4 km  | 第3種鉄道事業者（施設の保有）は横浜高速鉄道        |
| 軌道線 |    | 黄色 | SG   | 世田谷線                      | 三軒茶屋 - 下高井戸 | 5.0 km  |                                                    |

|  |  |

一般的に鉄道路線はその正式名称や運行区間を変えることはあまりなく、運行形態が変わった場合は正式名称とは別に愛称などを用いる場合が多いが、東急は正式名称や区間の変更を度々行ってきた。近年では、2000年8月に目黒線と営団地下鉄南北線・都営地下鉄三田線との相互直通運転開始に関連して大幅な整理、変更を行っている。変遷については「路線名称変更・区間変更」の節を参照。

#### 直通運転
東急は以下の路線と直通運転を行っており、東京メトロと都営地下鉄の2つの地下鉄事業者の路線に直通している。また、日比谷線との直通運転を2013年に廃止しており、地下鉄路線との直通運転を廃止したのは日本の大手私鉄で初の事例である。

##### 実施中
- 東横線
  - 横浜高速鉄道みなとみらい線：横浜駅 - 元町・中華街駅間
  - 東京メトロ副都心線（渋谷駅 - 和光市駅間）経由東武東上本線：和光市駅 - 小川町駅間
  - 東京メトロ副都心線（渋谷駅 - 小竹向原駅間）・西武有楽町線（小竹向原駅 - 練馬駅間）・池袋線（練馬駅 - 吾野駅間）経由西武秩父線：吾野駅 - 西武秩父駅間
    - 座席指定列車のS-TRAIN以外は池袋線飯能駅まで。ただし、10両編成の回送列車は飯能駅から先の武蔵丘信号場まで運転する。

  - 東京メトロ副都心線（渋谷駅 - 小竹向原駅間）・西武有楽町線（小竹向原駅 - 練馬駅間）・池袋線（練馬駅 - 西所沢駅間）経由狭山線：西所沢駅 - 西武球場前駅間
    - 臨時列車のみ。詳細は西武有楽町線#西武ドームへの観客輸送を参照。
- 目黒線
  - 都営三田線：目黒駅 - 西高島平駅間
  - 東京メトロ南北線（目黒駅 - 赤羽岩淵駅間）経由埼玉高速鉄道線：赤羽岩淵駅 - 浦和美園駅間
    - 目黒線の武蔵小山駅 - 日吉駅間では、南北線方面直通列車と都営三田線直通列車が交互に運行され、日中時間帯において毎時4本運行される急行についても同様である。ただし、一部時間帯においてはこの限りではない。
    - 南北線方面直通列車は白金高輪駅で始発の都営三田線に連絡し、都営三田線直通列車は同駅始発の南北線に連絡する。ただし、一部に連絡しない列車が存在する。
- 東急新横浜線
  - 相鉄新横浜線（新横浜駅 - 西谷駅間）経由本線：西谷駅 - 海老名駅間[注釈 53]
    - ただし、相鉄線内運用として、横浜駅 - 西谷駅間でも東急車の運用がある（一部回送列車はその間の星川駅発着および西横浜駅発着も設定[65]）。

  - 相鉄新横浜線（新横浜駅 - 西谷駅間）・本線（西谷駅 - 二俣川駅間）経由いずみ野線：二俣川駅 - 湘南台駅間
  - 相鉄新横浜線（新横浜駅 - 西谷駅間）・本線（西谷駅 - 相模国分信号所間）経由厚木線：相模国分信号所 - 厚木操車場間（回送のみ）
    - 2024年3月16日のダイヤ改正で、回送列車として、東急8両車の厚木操車場への夜間滞泊が1往復のみ設定されたことで、旅客用車両としては同線初の他者車両として定期的に入線するようになった[65]。
- 田園都市線
  - 東京メトロ半蔵門線（渋谷駅 - 押上駅間）経由東武伊勢崎線：押上駅 - 久喜駅間
  - 東京メトロ半蔵門線（渋谷駅 - 押上駅間）・東武伊勢崎線（押上駅 - 東武動物公園駅間）経由日光線：東武動物公園駅 - 南栗橋駅間

##### 廃止
- 東横線
  - 東京メトロ日比谷線：中目黒駅 - 北千住駅間（1964年8月29日 - 2013年3月15日）
    - 菊名駅（一部列車は日吉駅発着）から中目黒駅を経由して日比谷線との相互直通運転を行っていた。廃止時点で日中は毎時2本、平日朝夕ラッシュ時間帯は最大毎時5本運行されていた。
    - 東横線と相互直通運転を実施していた当時、日比谷線は北千住駅から先、東武伊勢崎線東武動物公園駅まで[注釈 54] 相互直通運転を実施しているが、東武動物公園駅から日比谷線を介して東横線まで乗り入れる3社（東武・東京メトロ・東急）直通列車は設定されておらず、東武の車両も中目黒駅までしか乗り入れない。逆に、東急の車両も北千住駅から先の東武線内には乗り入れなかった。
    - 日比谷線との営業列車の相互直通運転は、2013年3月15日をもって廃止された。日比谷線直通列車の運行枠は、渋谷・副都心線方面の列車に置き換えられた。ただし、営業列車の直通運転廃止後も、鷺沼車両基地に向かう日比谷線の車両の回送列車が入線することがある。

##### 共同使用駅の管理
渋谷駅・中目黒駅・横浜駅・目黒駅は他社接続の共同使用駅であるが、東急がこれら全ての駅を管理している。
東急新横浜線の起点となる新横浜駅は、相模鉄道と2社共同で管理する。
田園都市線の渋谷駅は、1977年（昭和52年）4月7日の同駅 - 二子玉川園（現・二子玉川）駅間の新玉川線開業当初は東急が管理していたが、新玉川線（後に田園都市線）と半蔵門線の相互直通運転が始まる1978年（昭和53年）8月1日から2007年（平成19年）12月1日までは、営団地下鉄（後に東京メトロ）が管理していた。
東横線の渋谷駅についても、東横線と副都心線の相互直通運転が始まる前の2008年（平成20年）6月14日の副都心線開業当初から東急が管理している。これは、副都心線建設時に既に東横線との相互直通運転が決定していたことと、同一構内にある田園都市線の渋谷駅と一体的に管理するためである。

#### 事業中の区間
東京メトロ副都心線方面との相互直通運転開始に伴い、10両編成の列車が停車できるようにするため、特急・通勤特急・急行停車駅ではホーム延伸工事を行った。
- 大井町線：大井町駅 - 二子玉川駅間改良工事
  - 大井町線内でも急行運転するためのホーム延伸工事ならびに待避線新設工事。これらはほぼ完了しているが、等々力駅では計画中である地下化工事が諸事情により未着工である（詳しくは「等々力駅#地下化計画について」を参照）。

#### 廃止路線
部分廃止や前身会社の路線も含む。特記がない路線は地方鉄道法・鉄道事業法による鉄道。廃止日は最終営業日の翌日。
- 玉川線（軌道）：渋谷 - 二子玉川園（現・二子玉川）(9.1 km) - 1969年5月11日廃止
  - 天現寺橋線（軌道）：渋谷 - 天現寺橋 (2.7 km) - 1948年3月10日東京都に譲渡
  - 中目黒線（軌道）：渋谷橋 - 中目黒 (1.4 km) - 同上
  - 砧線（軌道→鉄道に変更。実態は玉川線と同規格）：二子玉川園 - 砧本村 (2.2 km) - 1969年5月11日廃止
- 新奥沢線：雪ヶ谷（現・雪が谷大塚） - 新奥沢 (1.4 km) - 1935年11月1日廃止
- 東横線：横浜 - 桜木町 (2.0 km) - 2004年1月31日廃止

#### 経営移管路線
1948年までのいわゆる大東急時代には以下の路線も運営していた。同年（厚木線は1947年）にそれぞれ以下の会社に移管された。
- 京王帝都電鉄（第一会社）へ
  - 元・京王支社所属
    - 京王線：京王新宿駅 - 東八王子駅、調布駅 - 京王多摩川駅（多摩川支線）
    - 御陵線（休止のまま移管し1964年に廃線）：北野駅 - 多摩御陵前駅

  - 元・渋谷支社所属
    - 井ノ頭線：渋谷駅 - 吉祥寺駅、代田二丁目駅 - 世田谷代田駅（代田連絡線）
- 小田急電鉄（第二会社）へ
  - 元・新宿支社所属
    - 小田原線：新宿駅 - 小田原駅、稲田登戸駅 - 登戸駅（登戸連絡線）
    - 江ノ島線：相模大野駅 - 片瀬江ノ島駅
- 京浜急行電鉄（第三会社）へ
  - 元・品川支社所属
    - 品川線（京浜線）[注釈 55]：品川駅 - 横浜駅 、京浜川崎駅 - 桜本駅（大師線）、京浜蒲田駅 - 穴守駅（穴守線）

  - 元・横浜支社所属
    - 湘南線：横浜駅 - 浦賀駅、金沢八景駅 - 湘南逗子駅（逗子線）、横須賀堀内駅 - 湘南久里浜駅（久里浜線）
- 相模鉄道へ（線路保有は相模鉄道のままで、経営のみ受託していた）
  - 元・相模支社所属
    - 厚木線：横浜駅 - 海老名駅、相模国分駅 - 厚木駅

小田急、京王、京急、相鉄が独立したので、東急に残る被合併側の路線は田園都市線の一部（渋谷駅 - 溝の口駅間が買収路線の高速化）、世田谷線、池上線のみである。

#### 未成路線
- 新宿線：渋谷 - 新宿（計画中止）
- 泉岳寺線：桐ヶ谷（戸越銀座 - 大崎広小路間） - 泉岳寺（計画中止）
- 新奥沢線：新奥沢 - 国分寺（計画中止）
- 成城学園線：自由が丘 - 成城学園前（計画中止）
- 砧線：砧本村 - 和泉多摩川
- 有楽町線：渋谷 - 有楽町（武蔵電気鉄道時代に失効）
- 麻布線：祐天寺 - 広尾現天寺 - 麻布二ノ橋（東横線の起点付近の当初計画。東京横浜電鉄時代に失効）
- 徳持線：荏原中延 - 池上徳持（東京横浜電鉄時代に失効）
- 大森線：池上 - 大森（池上線の本来の計画。池上電気鉄道時代に失効）
- 白金線：五反田 - 白金（池上線の延長。池上電気鉄道時代に失効）

#### 路線名称変更・区間変更
廃止日は最終営業日の翌日。
- 1963年10月11日 - 大井町線を田園都市線に改称。
- 1969年5月10日 - 玉川線のうち渋谷 - 二子玉川園（現・二子玉川）間を廃止、残存区間である三軒茶屋 - 下高井戸間を世田谷線に改称。
- 1979年8月12日 - 新玉川線の営団半蔵門線との相互直通運転開始に伴い、田園都市線と新玉川線の相互直通運転開始。同時に、田園都市線から旧・大井町線区間のうち、二子玉川園 - 溝の口間を除く区間を大井町線として再分割。
- 2000年8月6日 - 目蒲線の営団南北線・都営三田線との相互直通運転の開始（9月26日）および多摩川駅 - 武蔵小杉駅間複々線化に伴い、目蒲線を目黒線（目黒駅 - 多摩川駅 - 武蔵小杉駅、ただし田園調布駅 - 武蔵小杉駅は正式には東横線の複々線扱い）と東急多摩川線（多摩川駅 - 蒲田駅）に分割。同時に相互直通運転を行っていた田園都市線と新玉川線を田園都市線に名称統合。
- 2004年1月31日 - 横浜高速鉄道みなとみらい線との相互直通運転開始に伴い、東横線のうち横浜駅 - 桜木町駅間を廃止。
- 2008年6月22日 - 東横線の武蔵小杉駅 - 日吉駅間複々線化工事完成に伴い、目黒線を武蔵小杉駅から日吉駅まで延伸。
- 2009年7月11日 - 田園都市線の二子玉川駅 - 溝の口駅間複々線化工事完成に伴い、大井町線を二子玉川駅から溝の口駅まで延伸。

#### 構想中の区間
- 東急多摩川線の新空港線（蒲蒲線）新設
  - 京急空港線と東急多摩川線を連絡する。
- 大井町線の鷺沼延伸

### 車両
2021年3月末現在、鉄道線用と軌道線用あわせて1,255両を保有する（緊急予備車・横浜高速鉄道所有車両を除く）。各系列の詳細、使用線区、運用などについては、それぞれの記事を参照。
制御装置は2代目5000系の登場以降東横線・田園都市線は日立製作所製、目黒線・大井町線・池上線・東急多摩川線は東芝製、東急新横浜線は両方の採用と分けられており、他には東洋電機製造（同社または東急初のIGBT素子を用いたVVVFインバータを採用した7700系7915編成を最後に採用されていないが、モーターは以後も2代目5000系などで見られる）、三菱電機（デハ300形、2020系、3020系、6020系）製がある。
多くの鉄道事業者では新性能車導入と同時に、車体は新性能車に準じた構造ながら走行機器を旧性能車から流用した車両も製造したが、東急では旧性能機器流用車は軌道線用車両の一部のみに留まった。大手私鉄の鉄道線車両で旧性能機器流用車の製造実績がないのは東急と阪神電気鉄道のみである。
東急の形式記号は制御電動車および電動車を「デ」、制御車を「ク」、付随車を「サ」、次の桁に普通車を「ハ」、事業用車を「ヤ」、有蓋貨車と荷物電車を「ワ」、無蓋貨車を「ト」、電気機関車を「キ」とし、3000から付番している。これは大東急時代に小田急・帝都（現京王井の頭線）の車両を1000番台、京王の車両を2000番台、京浜の車両を5000番台としたためである。現在は貨物、荷物輸送が廃止され、「ワ」「ト」「キ」が形式消滅したため使用されていない。
その後大東急分離後も東急は3000系はそのままとし、4000を飛ばして5000、6000と付番していった。車両管理システムの都合上、付番は4桁で統一しており、9000の次は1000から再度付番し、現在7000までが与えられている。このときも4000を飛ばしているが、2011年に投入された新車からは初めて4000番台が使用された。
車体側面の番号表記は、近年ではホームドアに隠れることがないよう上部に記されることが各社で増えているが、東急ではホームドアが普及するより前、初代7000系が登場してから車両番号を戸袋部の比較的高い場所に記している。なお、新5000系で初代5000系の塗装を復刻した際には、車両番号は初代5000系に合わせて下部に記していた。
編成の組み方については原則として固定編成とし、分割・併結は行わない。また、他社で見られるような設計が大幅に異なる異系列との混結・併結も行わない。その他、現在のところ付随車が電動車を上回る構成の編成は存在しない。

#### 鉄道線用

##### 現有形式
東横線（東急新横浜線）
- 優等種別専用
  - 5050系4000番台（10両貫通編成）

- 急行・各停専用
  - 5050系
  - 5000系

目黒線（東急新横浜線）
- 3020系
- 5080系
- 3000系

田園都市線
- 2020系
- 5000系
- 8500系 - 1編成（8637F）のみが在籍し2024年秋より動態保存されている。

大井町線
- 急行専用
  - 6020系
  - 6000系

- 各停用
  - 6020系6050番台
  - 9020系
  - 9000系

- 事業用・その他
  - 7500系（TOQ i） - 長津田検車区の配置だが、鉄道全線の検測や、池上線・東急多摩川線の工場入出場車両の牽引などに使用
  - マニ50形（元ゆうマニ） - 観光列車「THE ROYAL EXPRESS」を北海道で運行するための電源車としてマニ50 2186が、2019年7月3日に東日本旅客鉄道（JR東日本）から譲渡された。
  - サヤ7590形

池上線・東急多摩川線
- 7000系
- 1000系・1000系1500番台

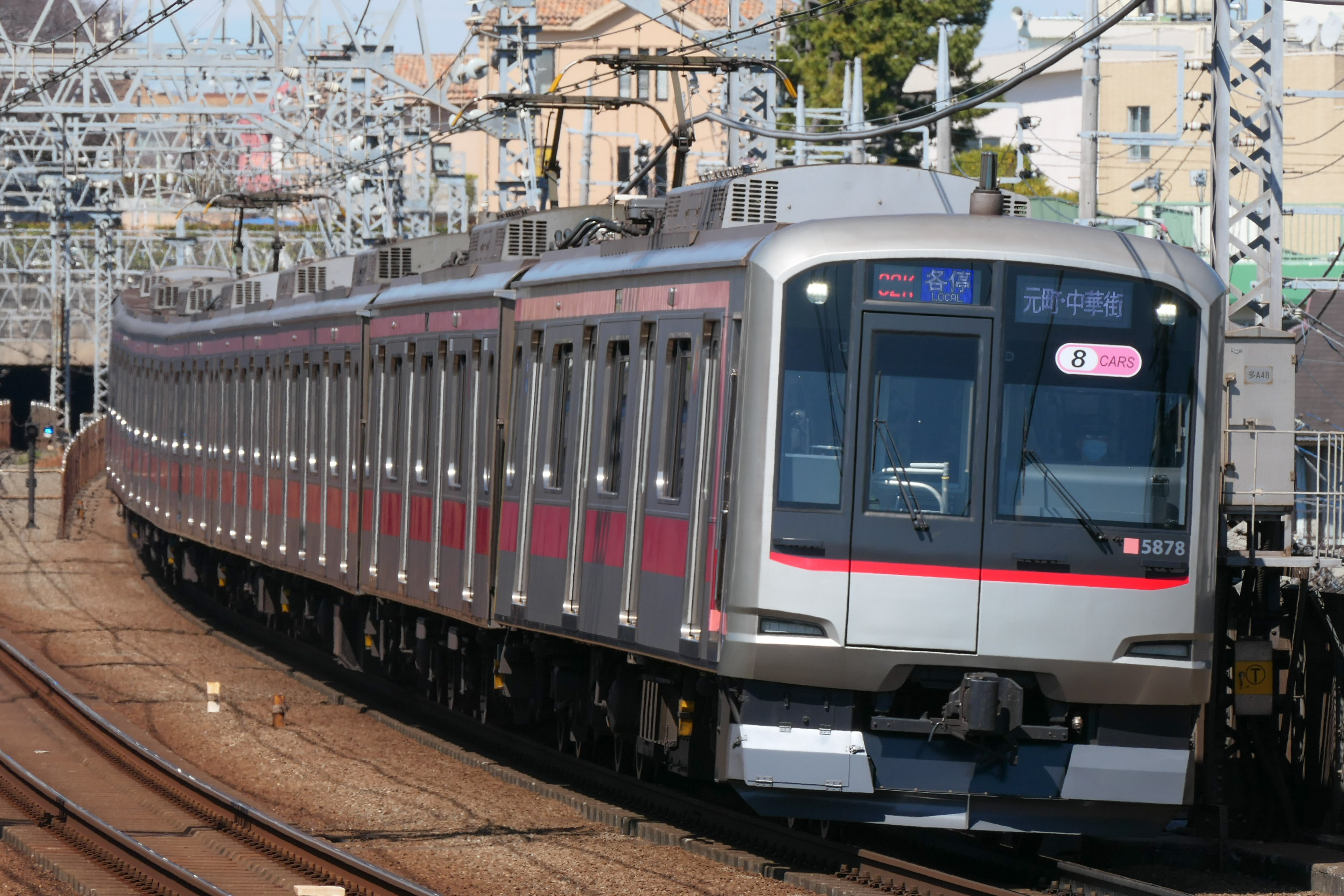
東横線5050系
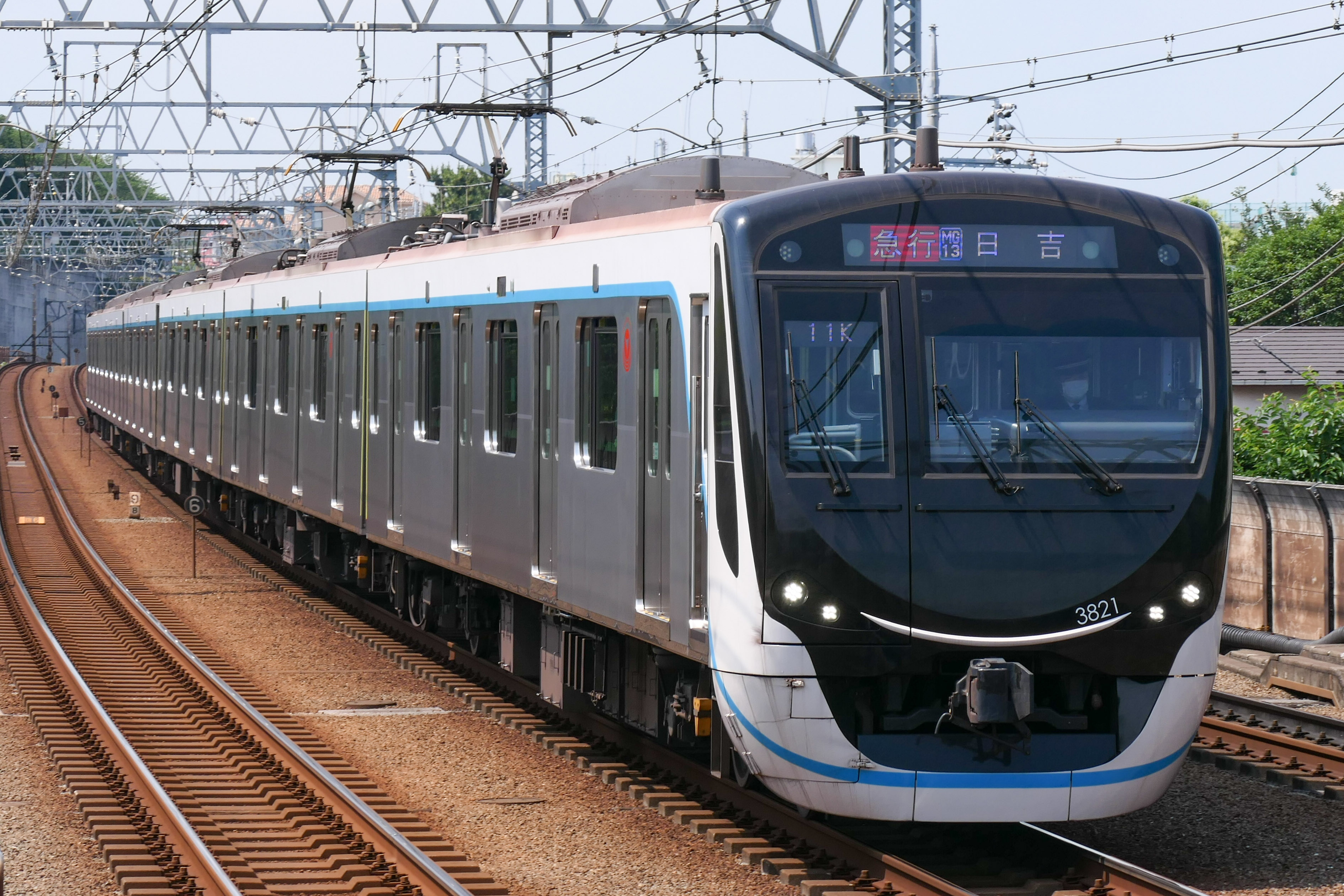
目黒線3020系
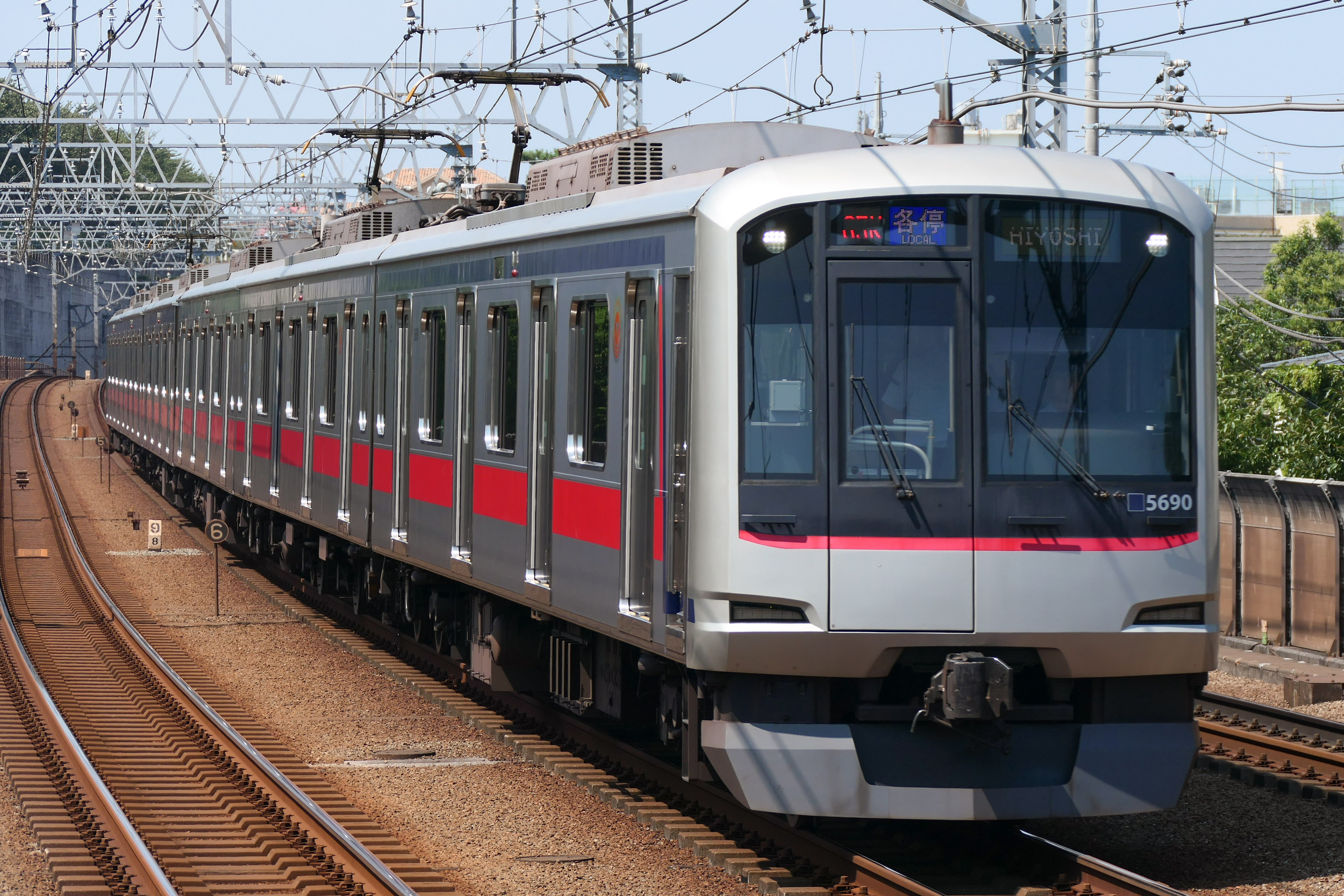
目黒線5080系
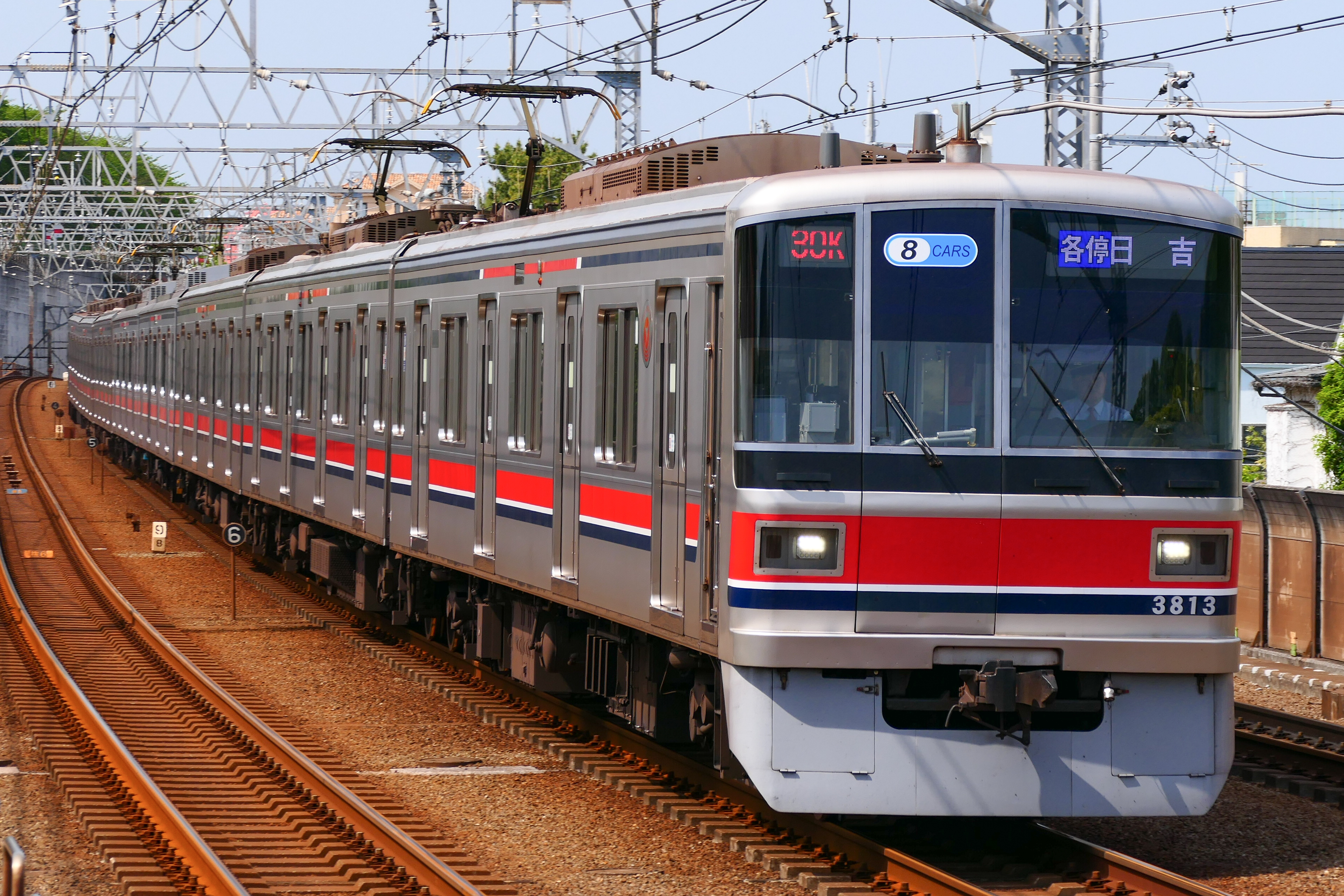
目黒線3000系
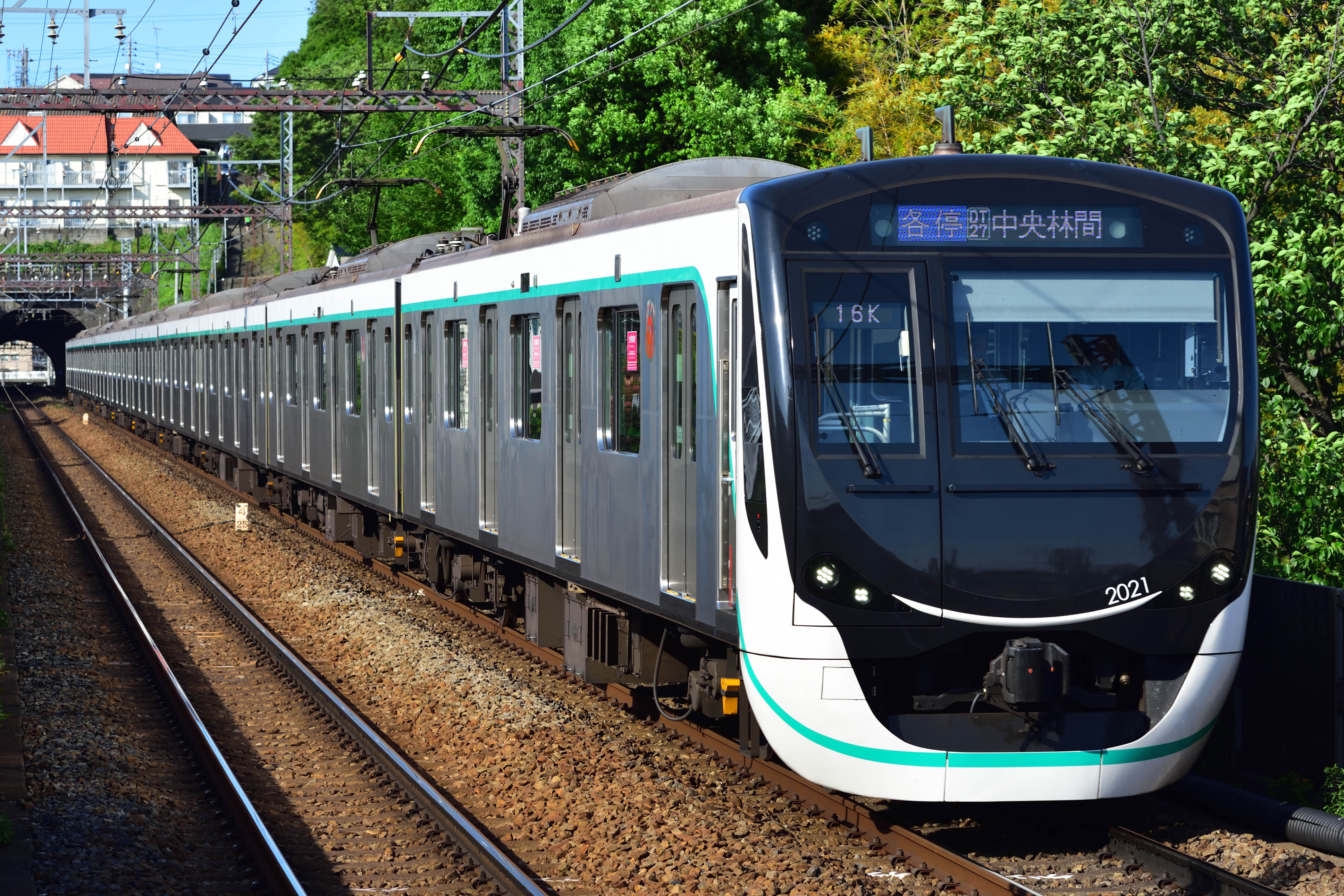
田園都市線2020系
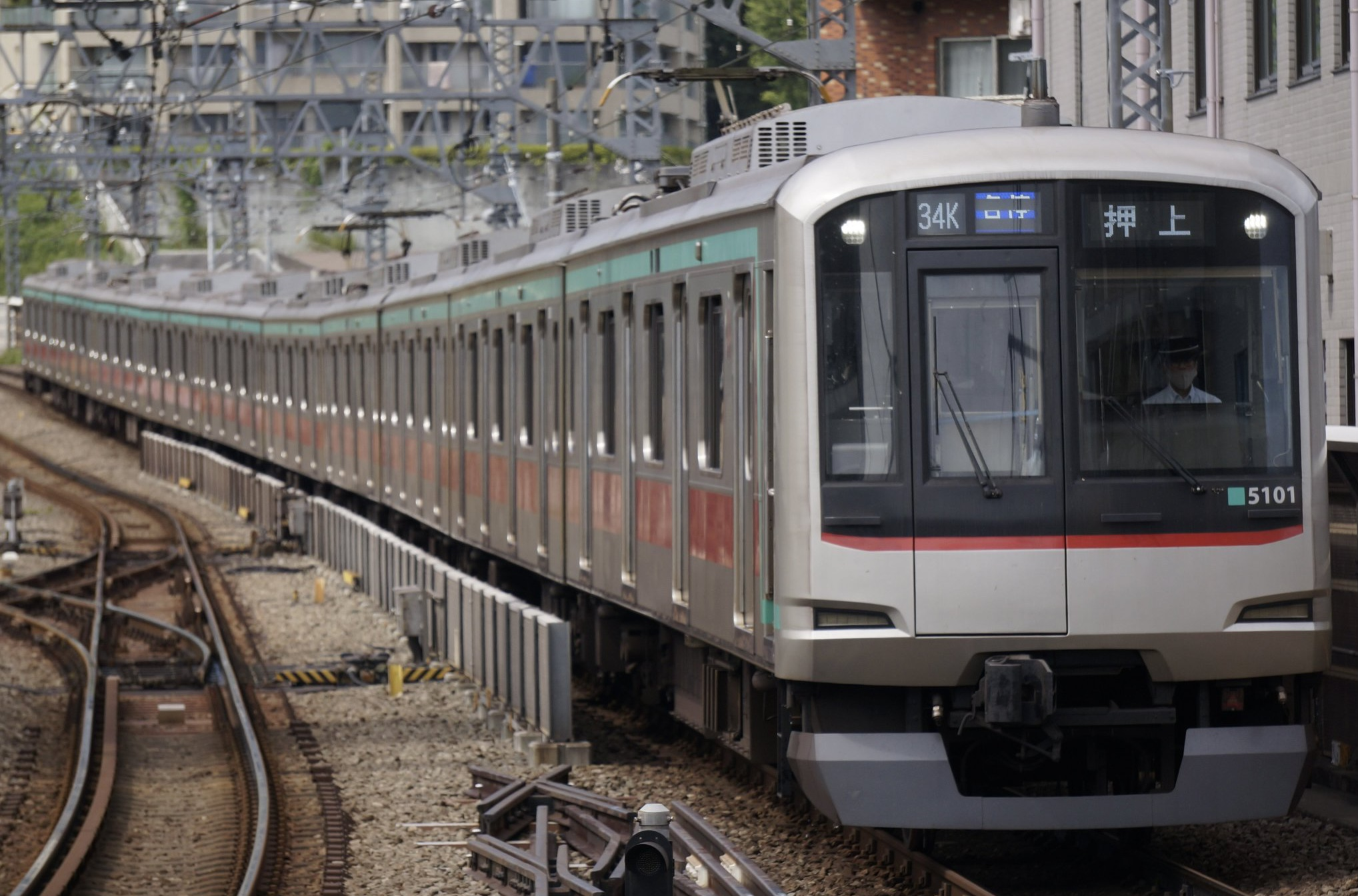
田園都市線5000系
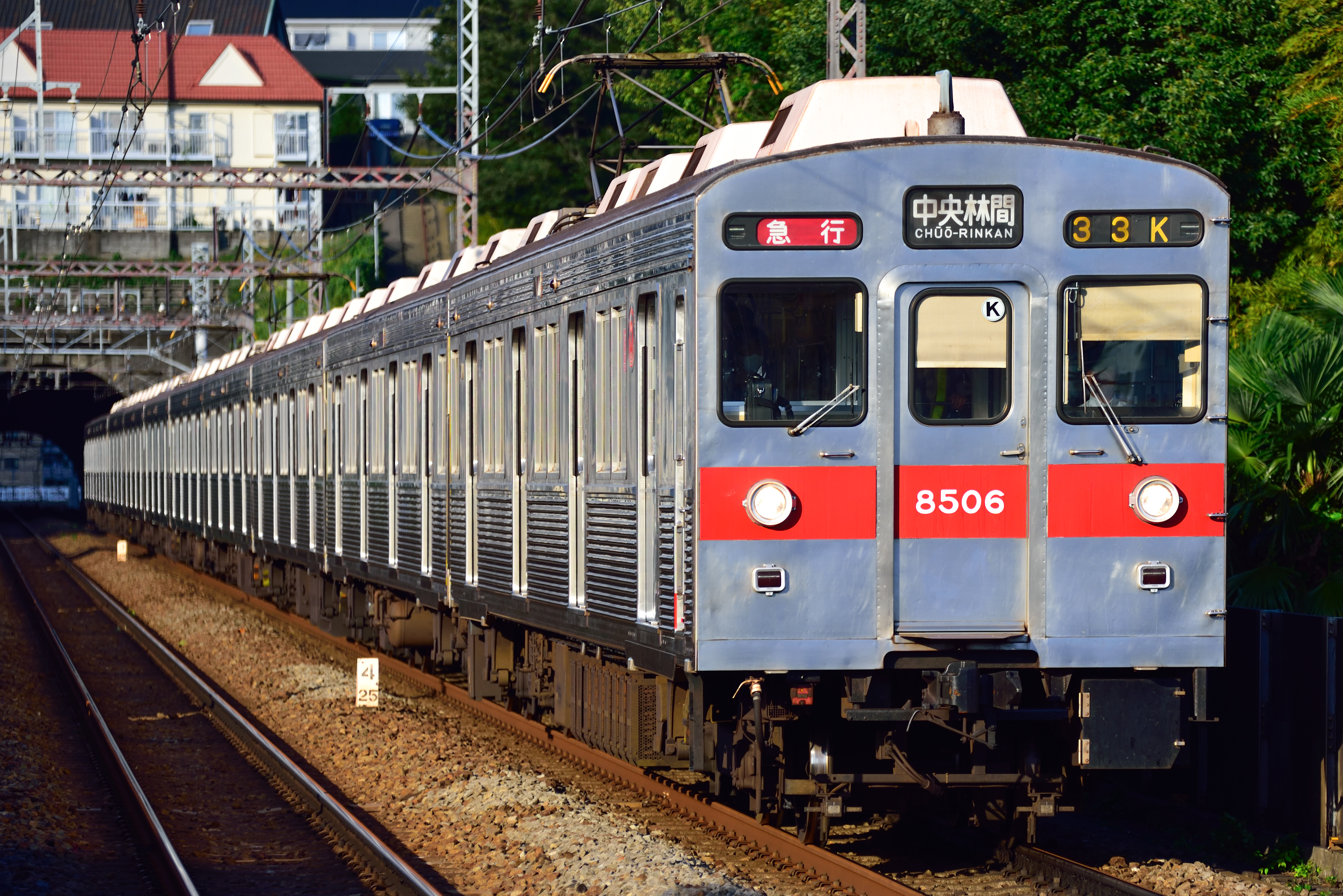
田園都市線8500系
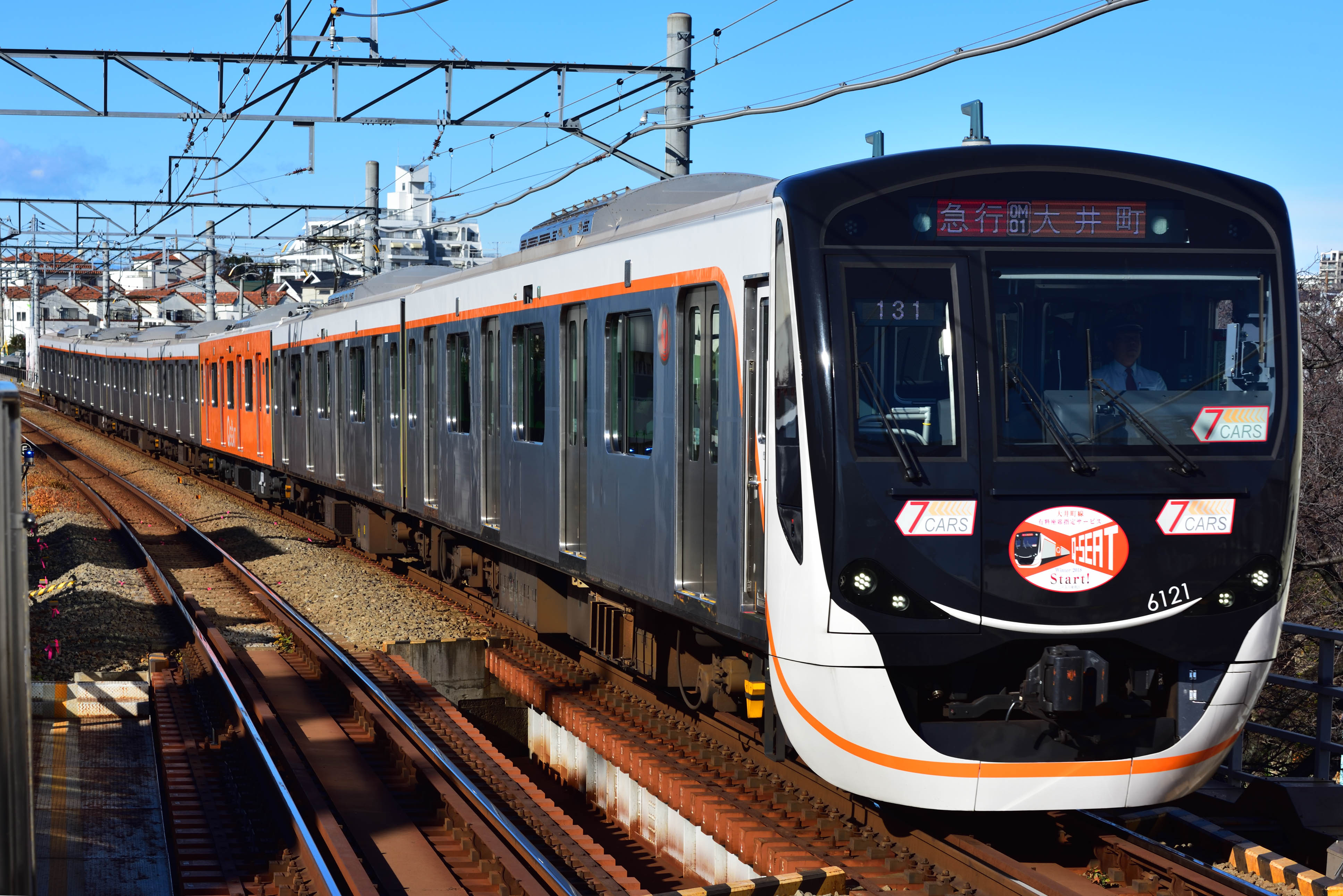
大井町線急行用6020系
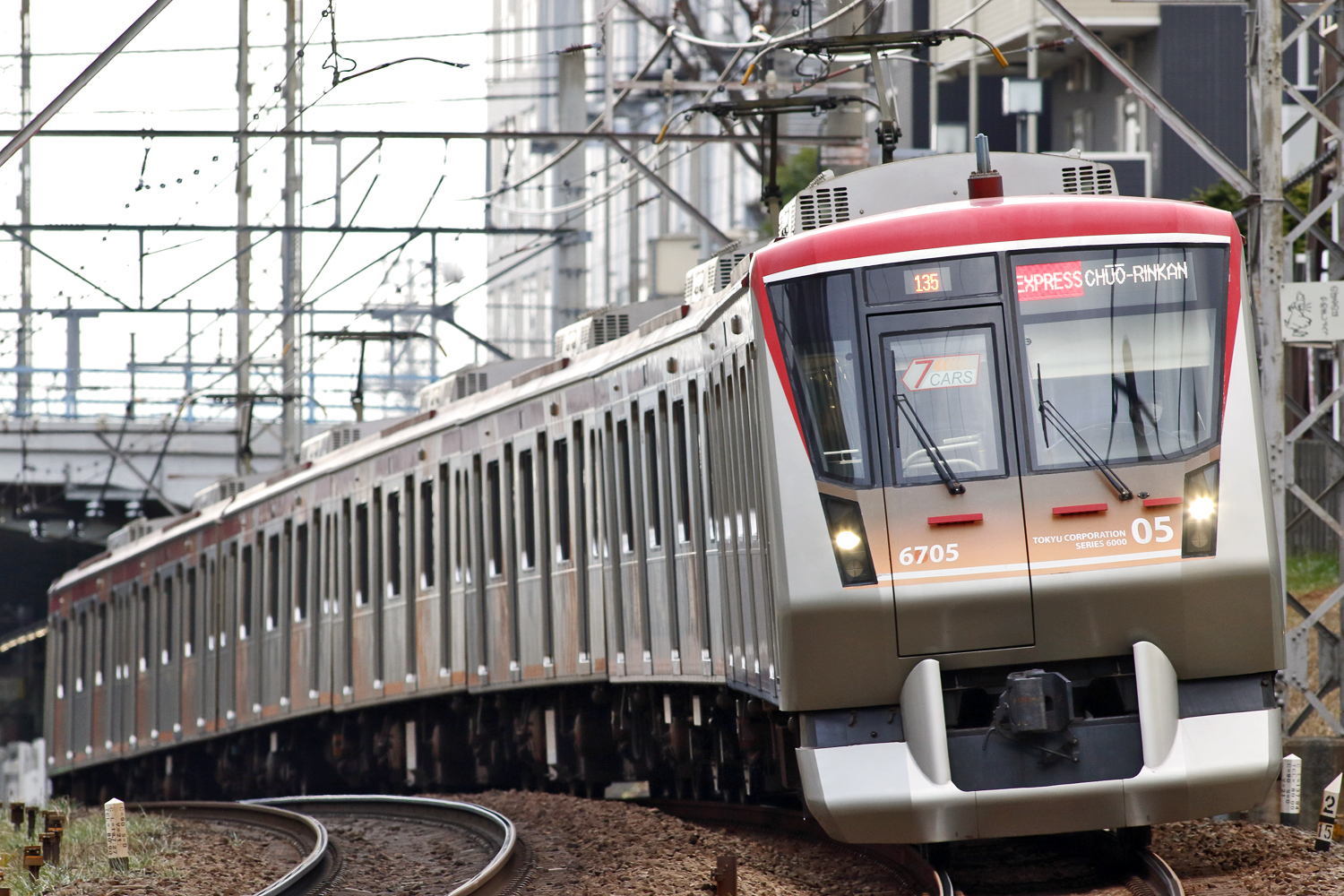
大井町線急行用6000系
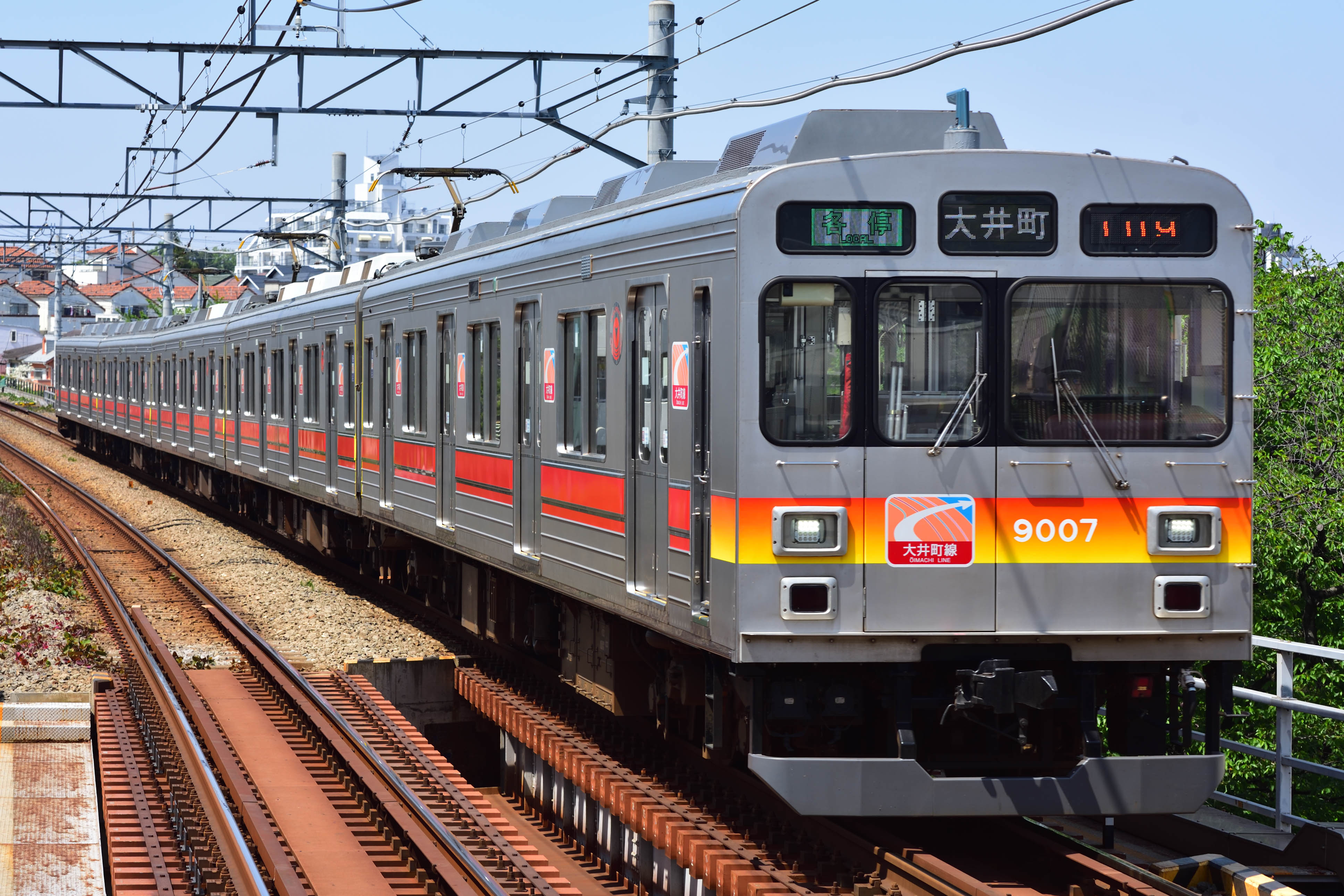
大井町線各停用9000系
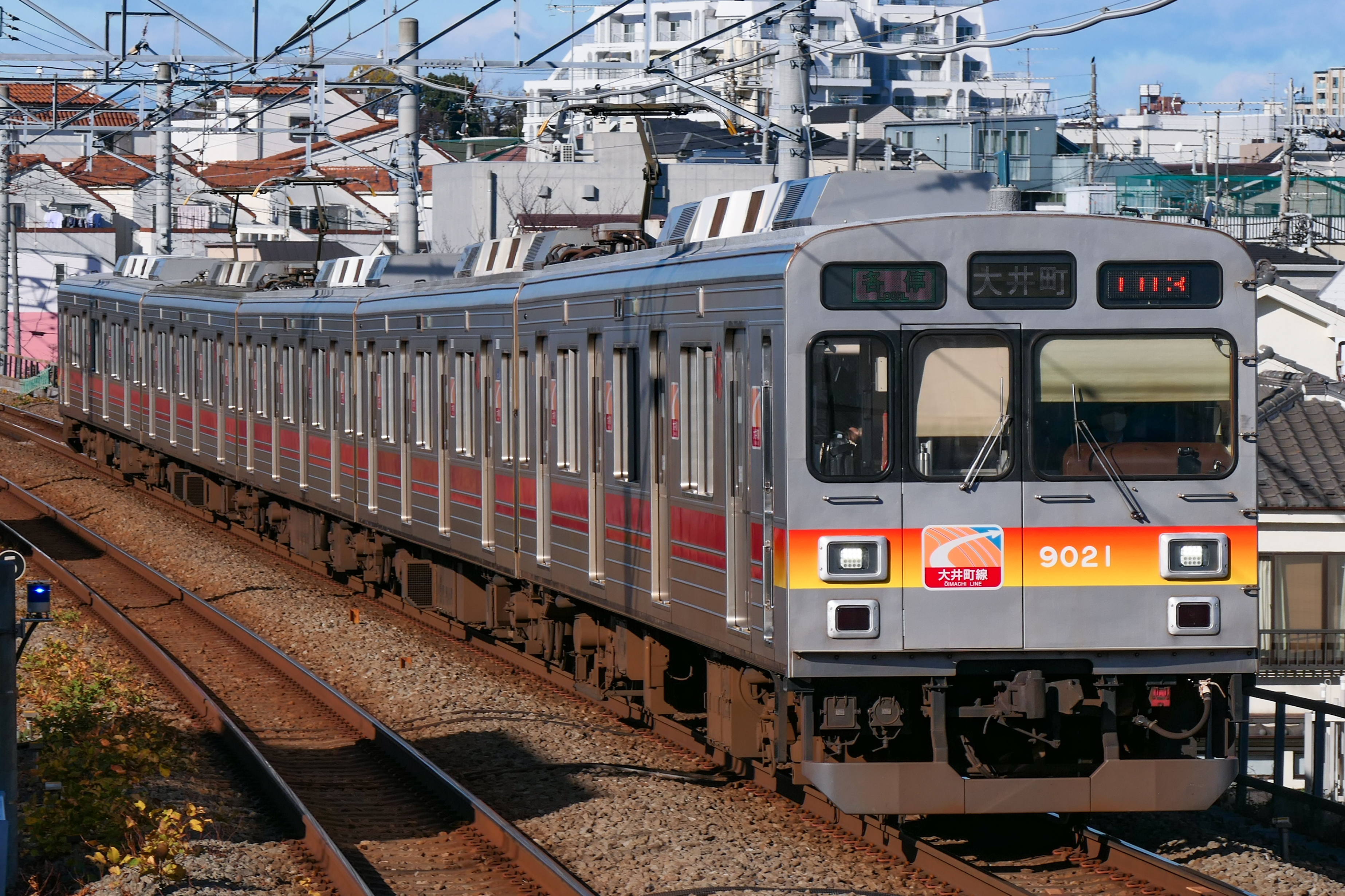
大井町線各停用9020系
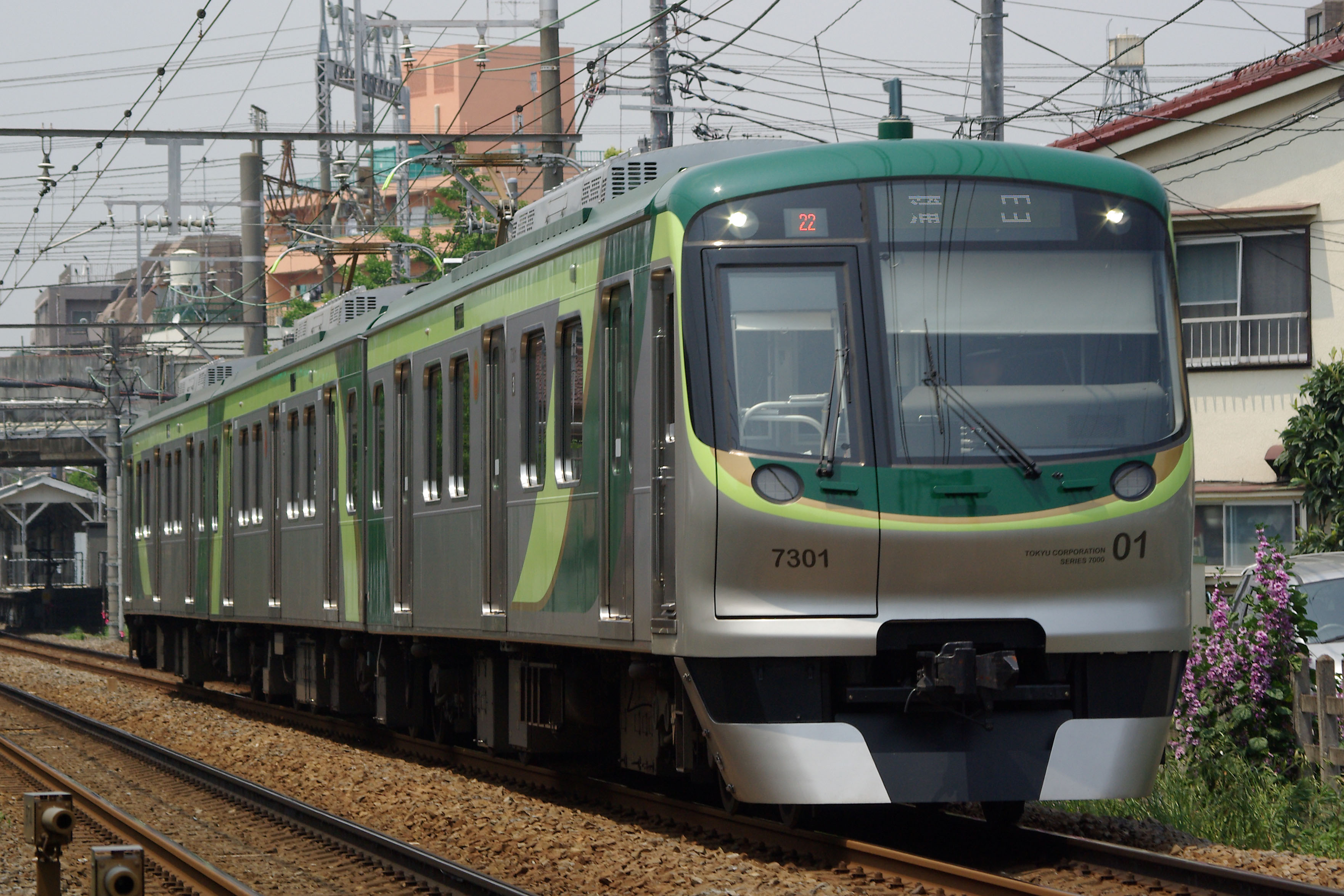
池上線・東急多摩川線7000系
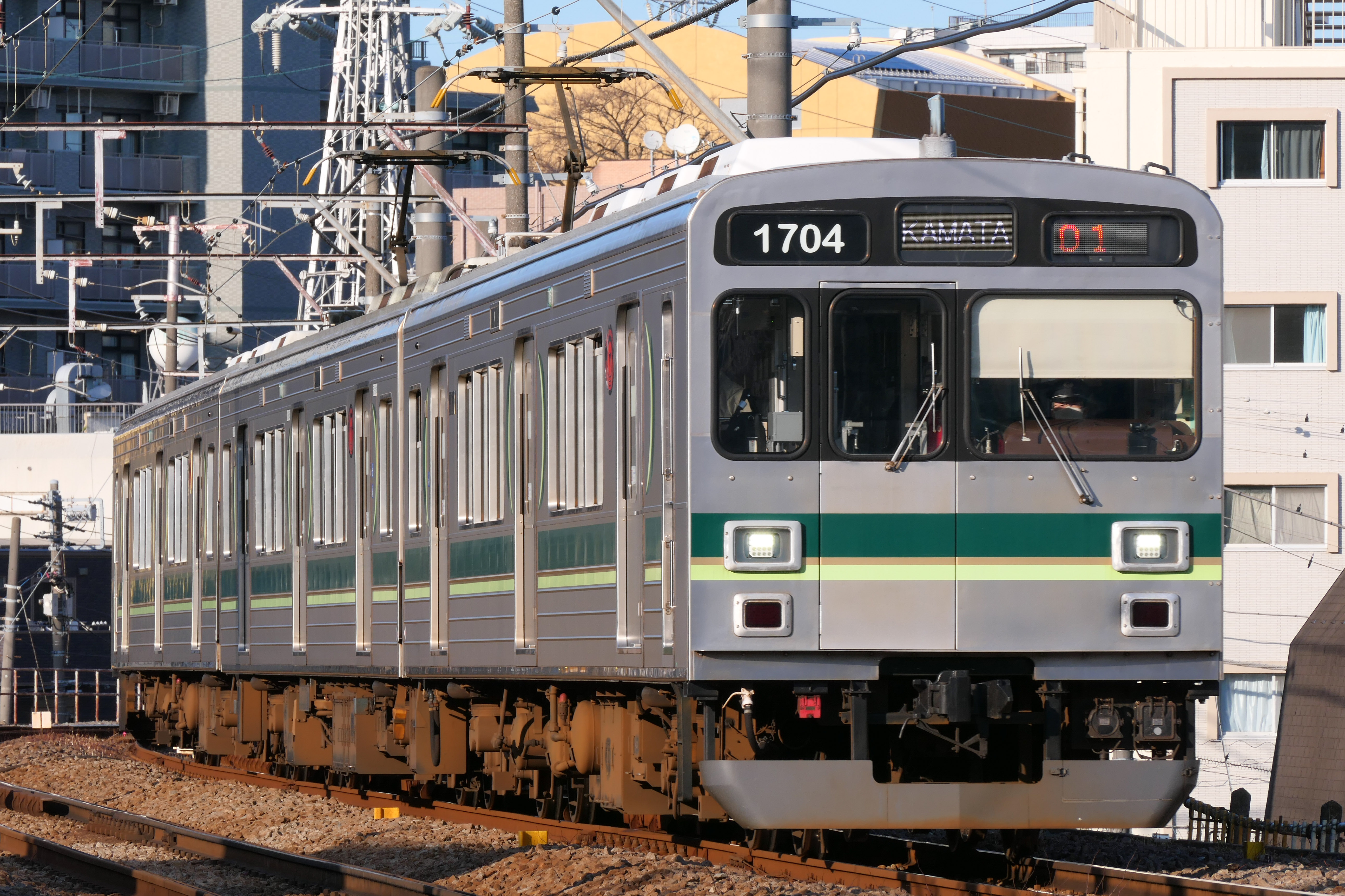
池上線・東急多摩川線1000系1500番台
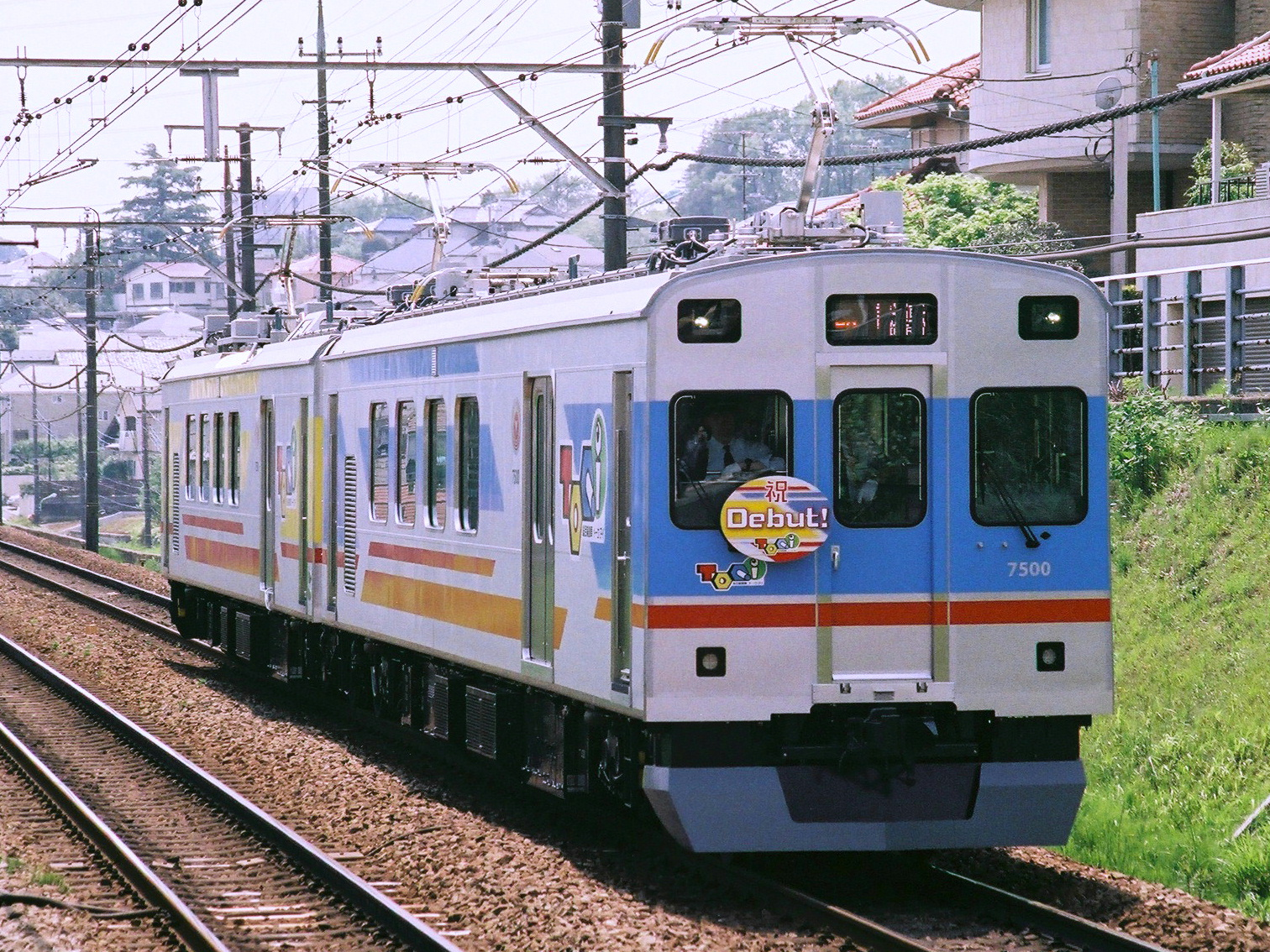
事業用車両7500系 (TOQ i)

##### 旧在籍形式
東京急行電鉄成立以前に消滅した形式
- 目黒蒲田電鉄デハ1形
- 東京横浜電鉄キハ1形
- 池上電気鉄道の電車

東京急行電鉄成立後の在籍・消滅形式
- 2000系
- 3000系（初代）
- 5000系（初代）
- 5200系
- 6000系（初代）
- 7000系（初代）
- 7200系
- 7600系
- 7700系
- 8000系
- 8090系（8590系）
- 7200系事業用車（元アルミ試作車）
- 機関車・貨車

このほか、車両不足の応援やイベント用、軌道検測などを目的に、他社から短期間の借入車（相模鉄道デハ1050形、国鉄モニ13形、伊豆急行2100系、JR東日本マヤ34形など）が存在した。

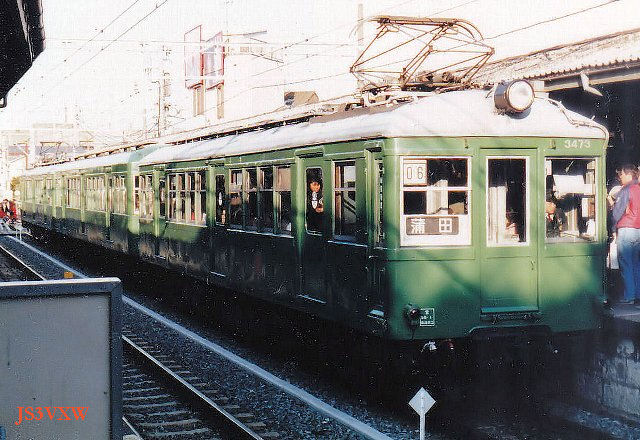
初代3000系
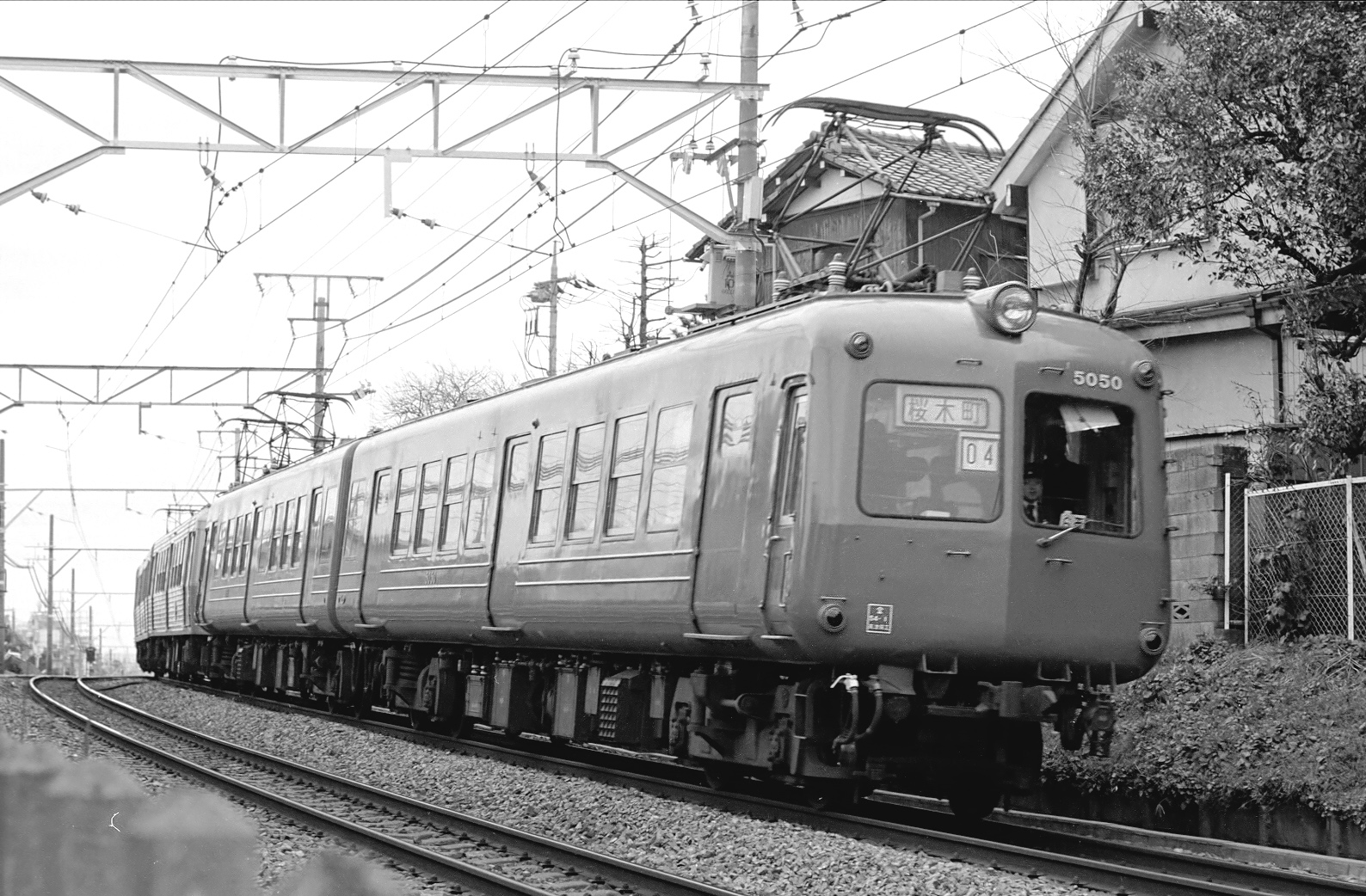
初代5000系
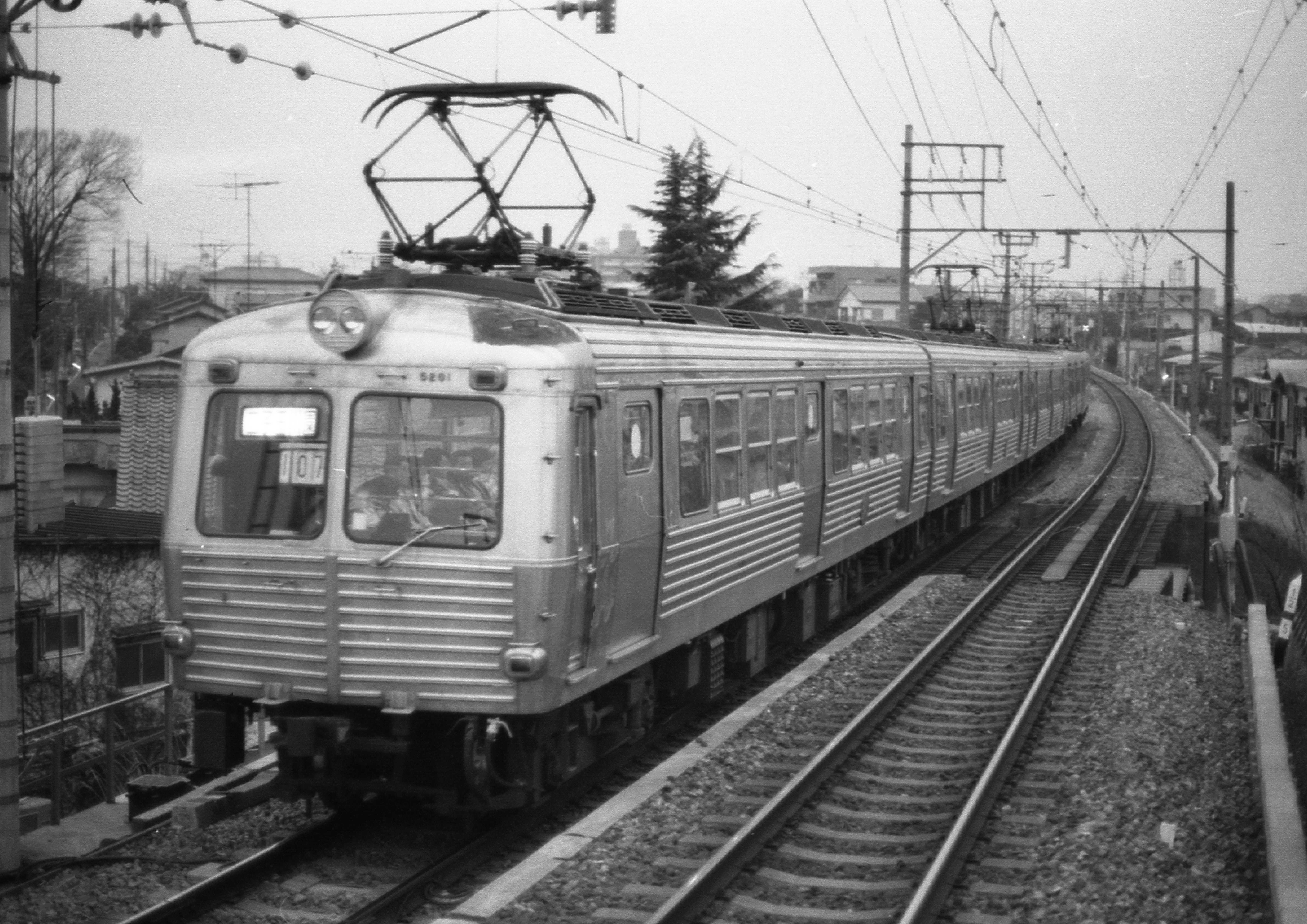
5200系
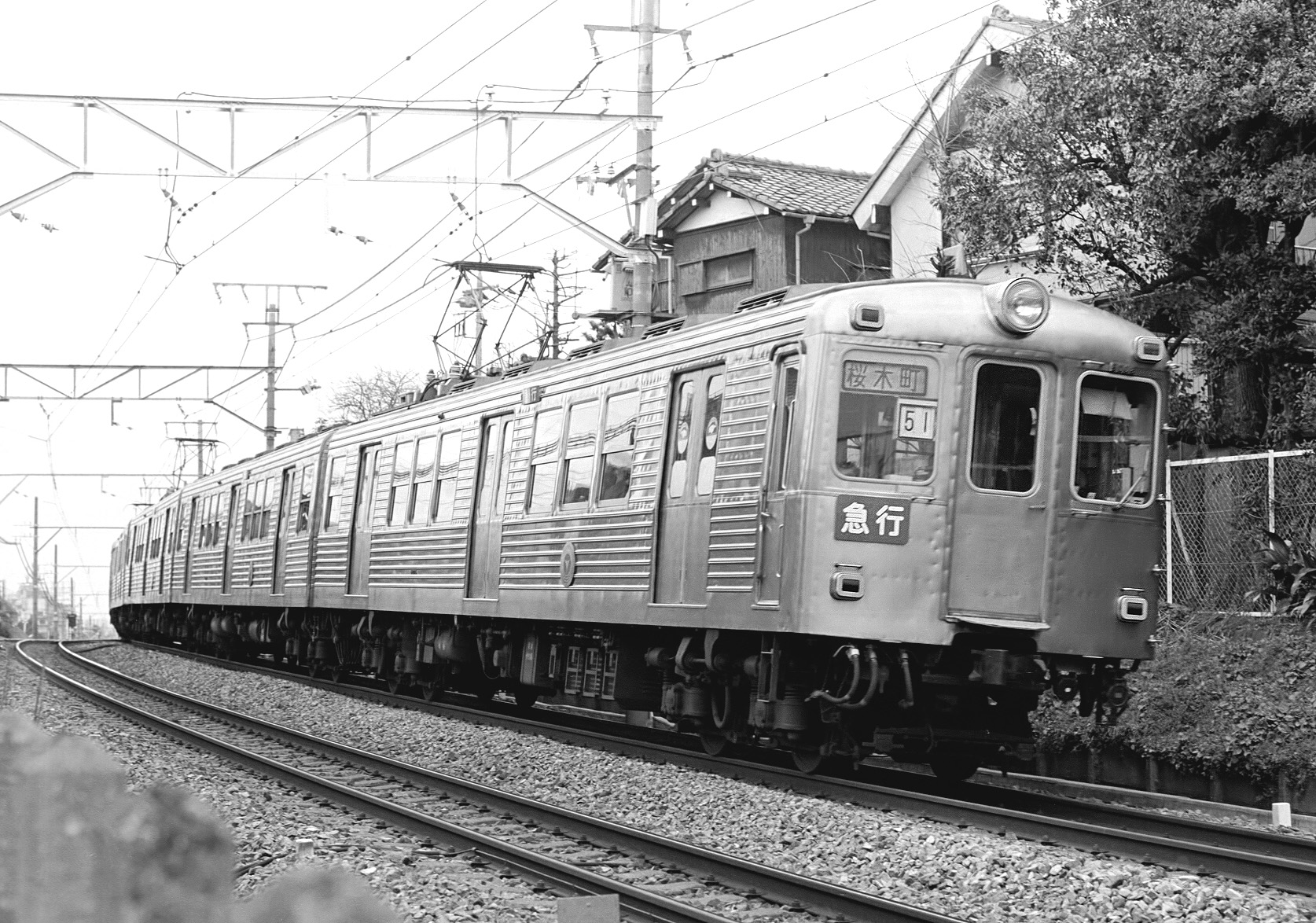
初代6000系
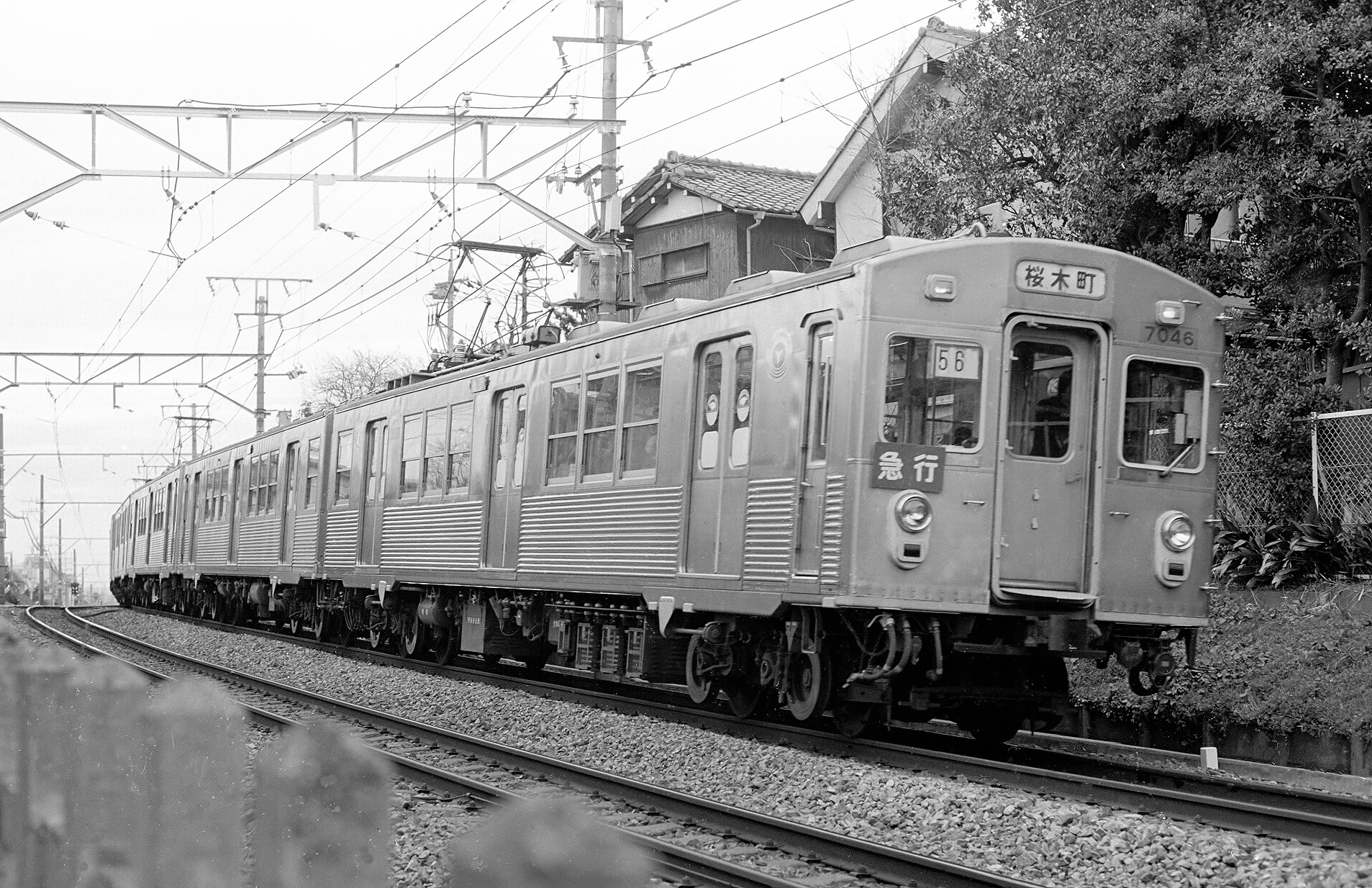
初代7000系
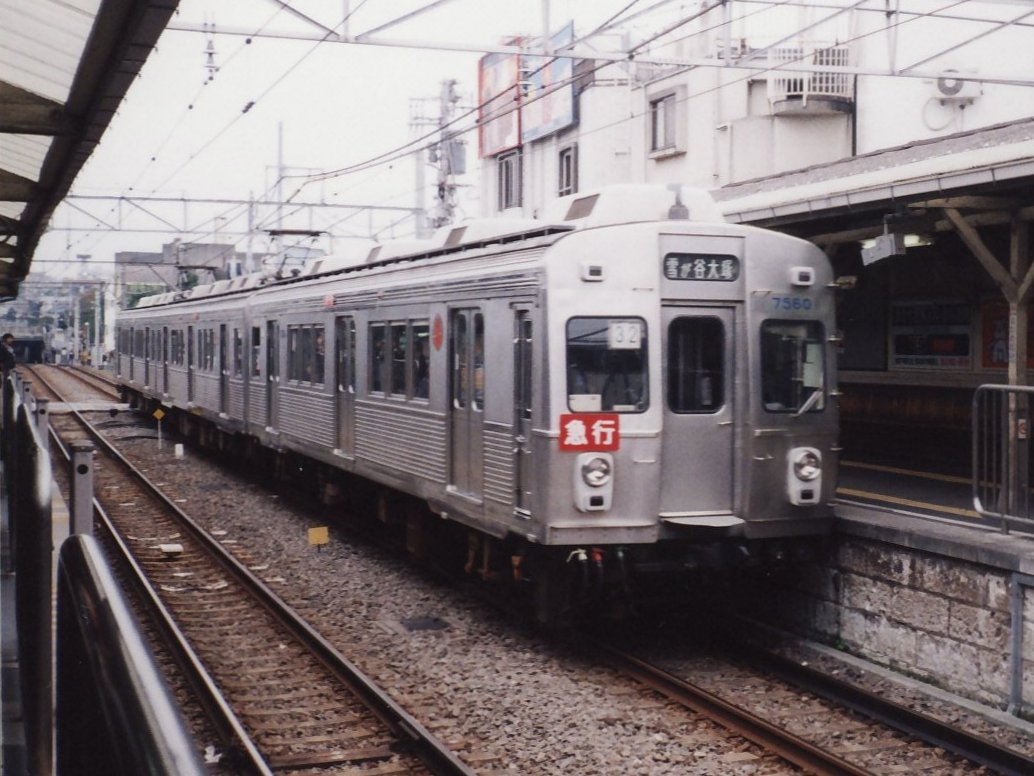
7200系
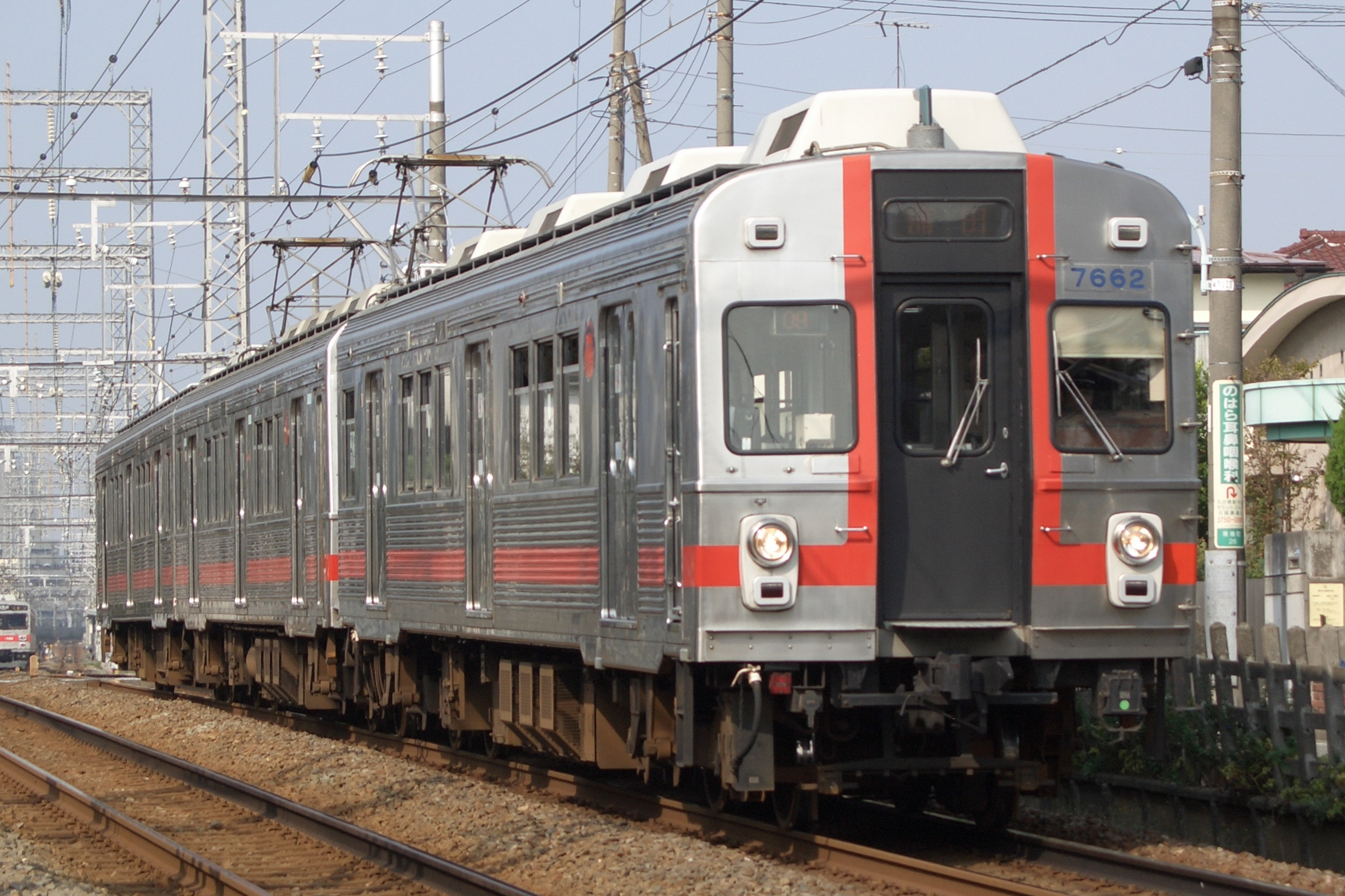
7600系
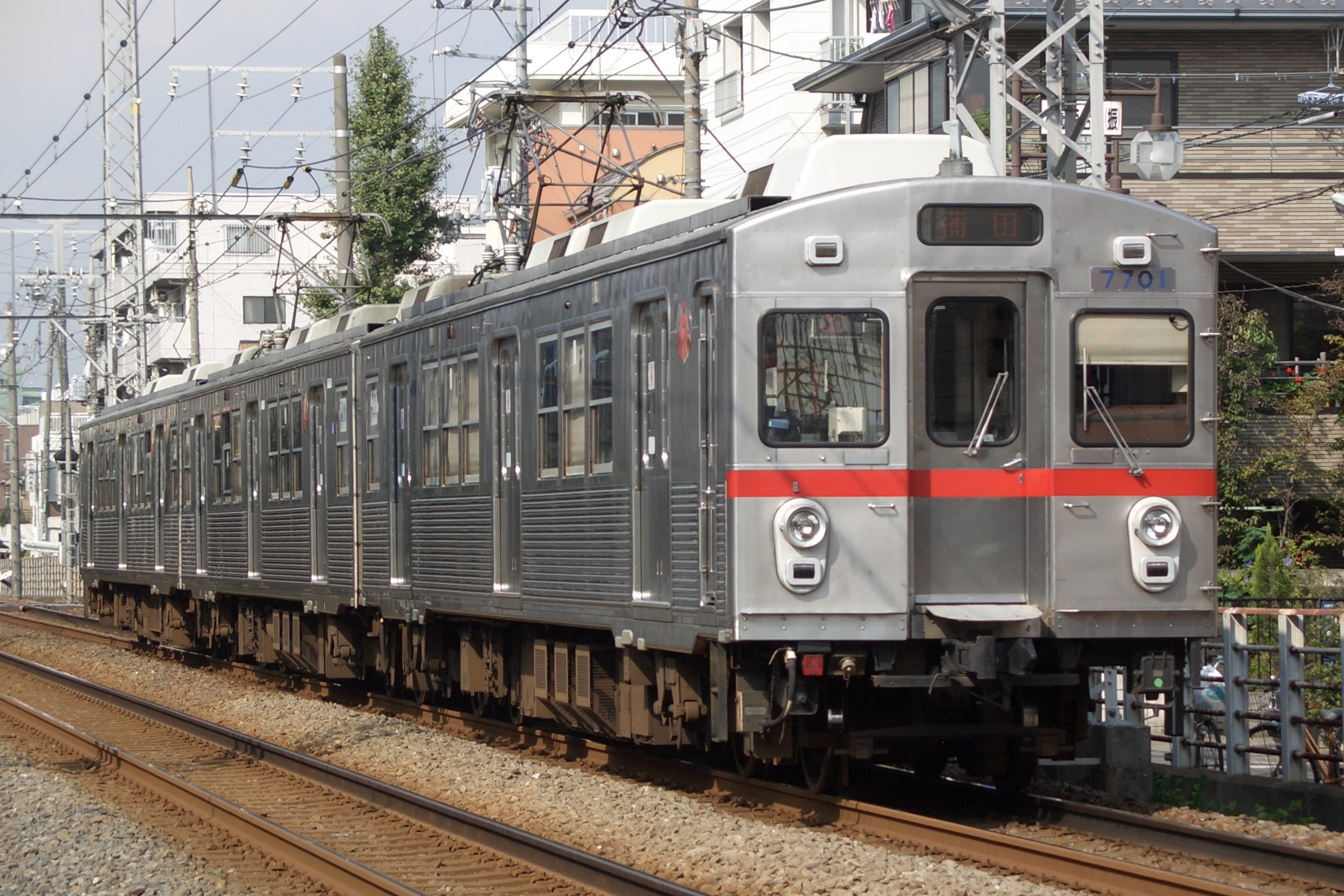
7700系
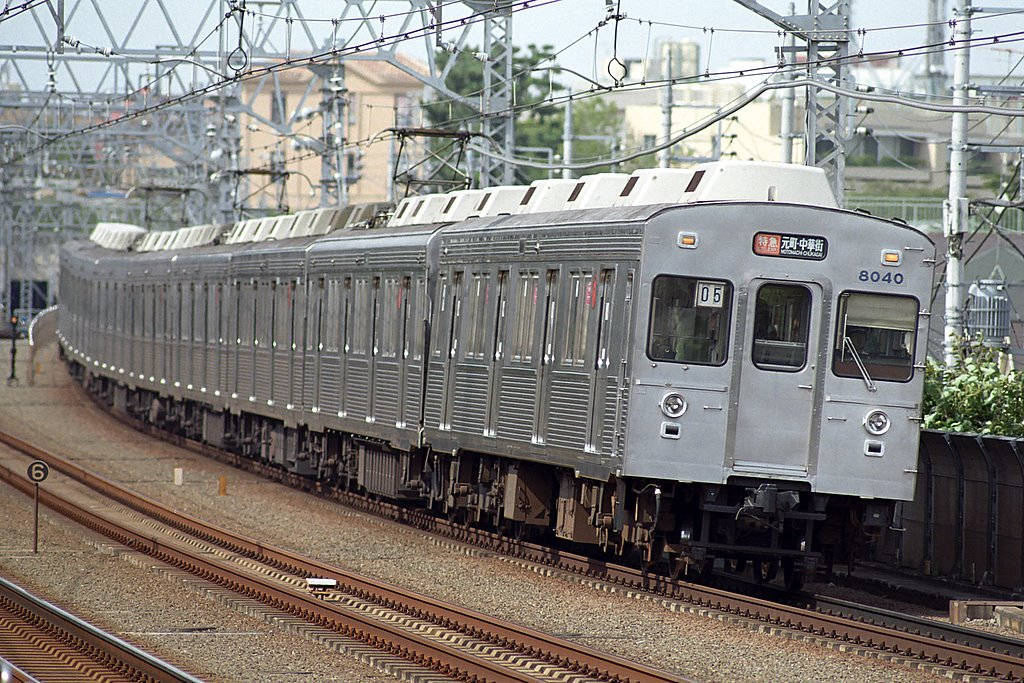
8000系
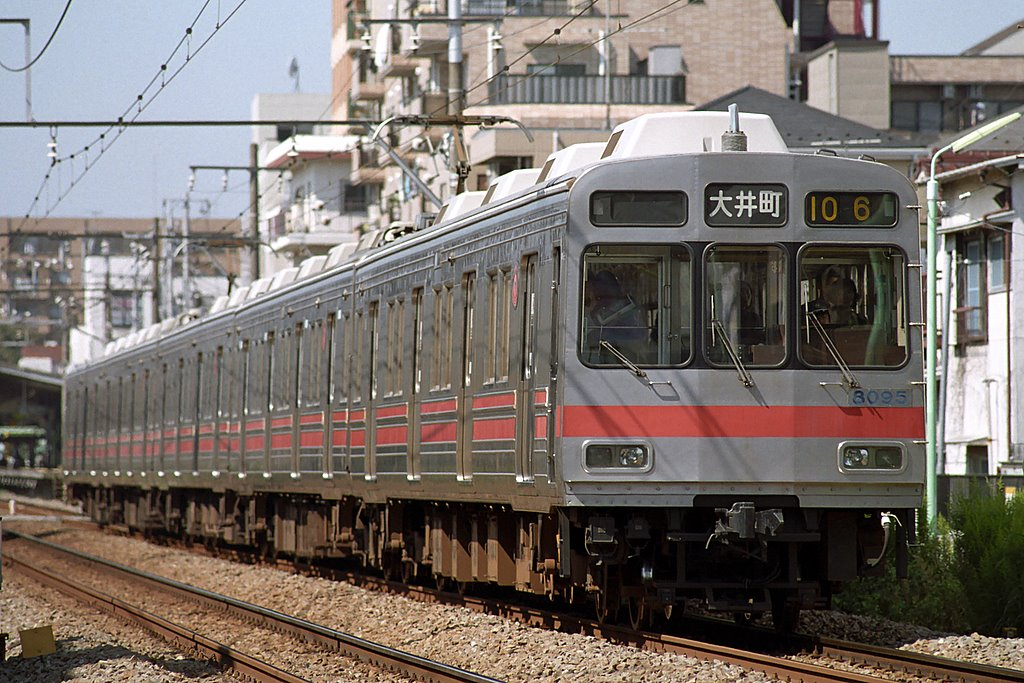
8090系
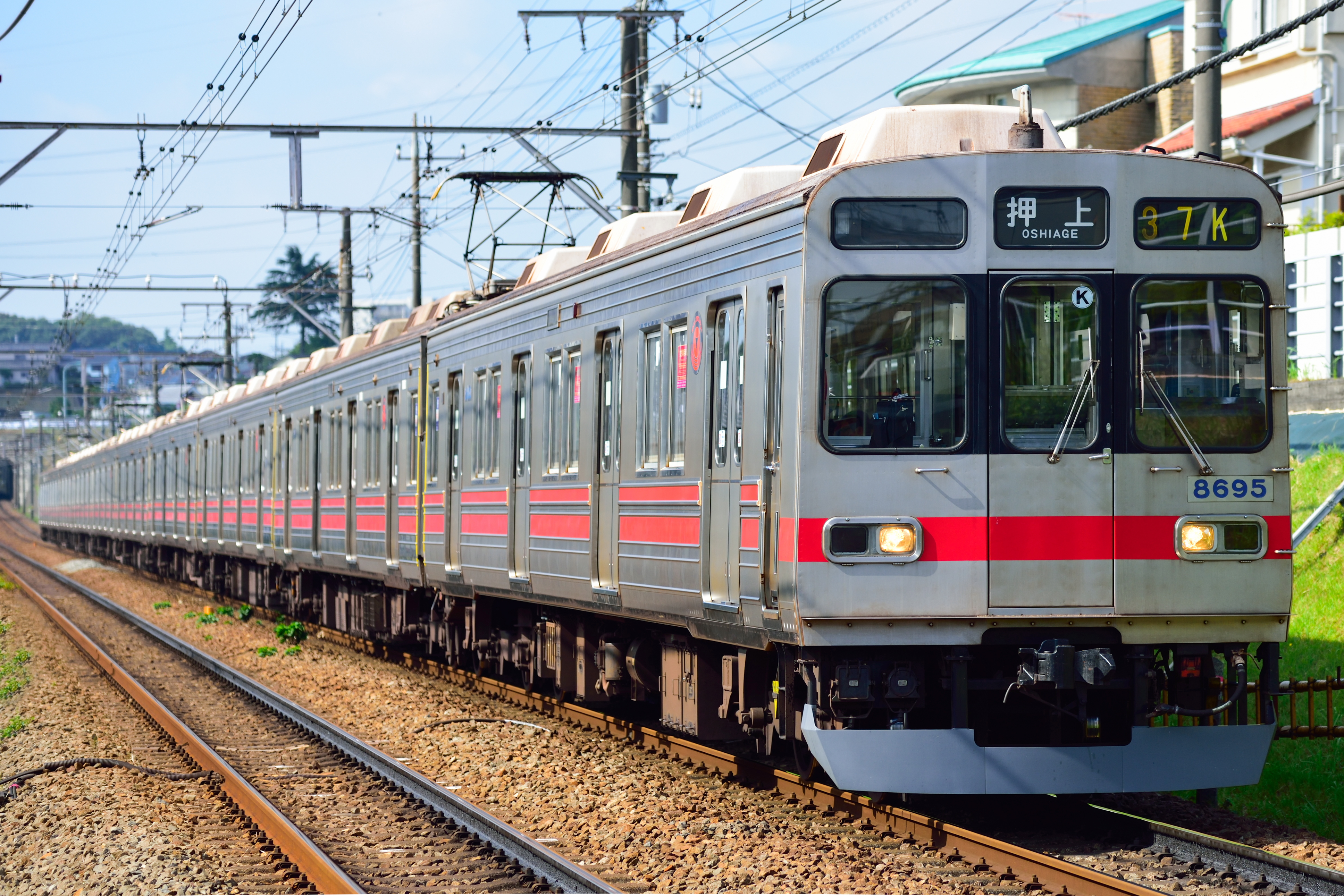
8590系
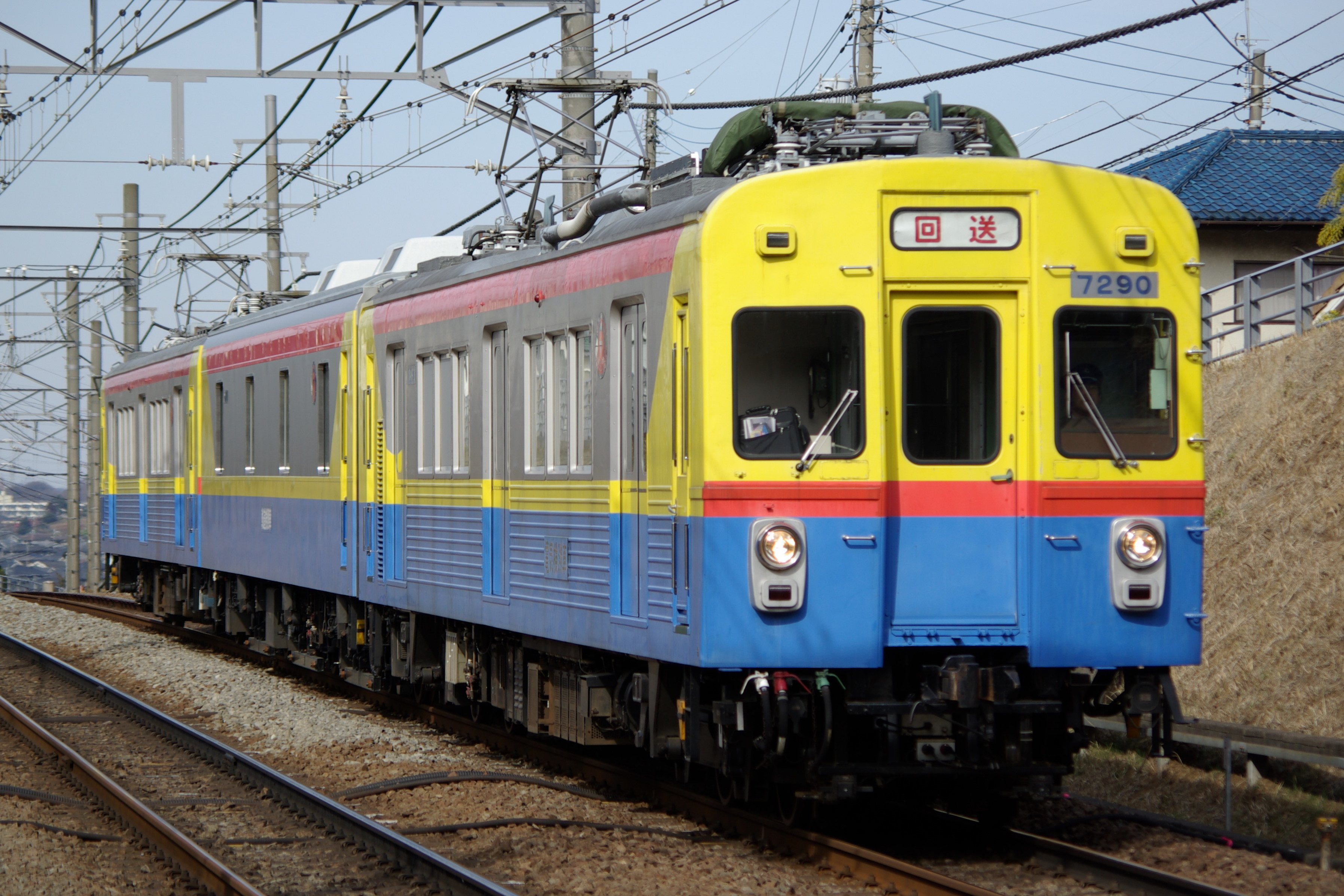
7200系事業用車（アルミ試作車）
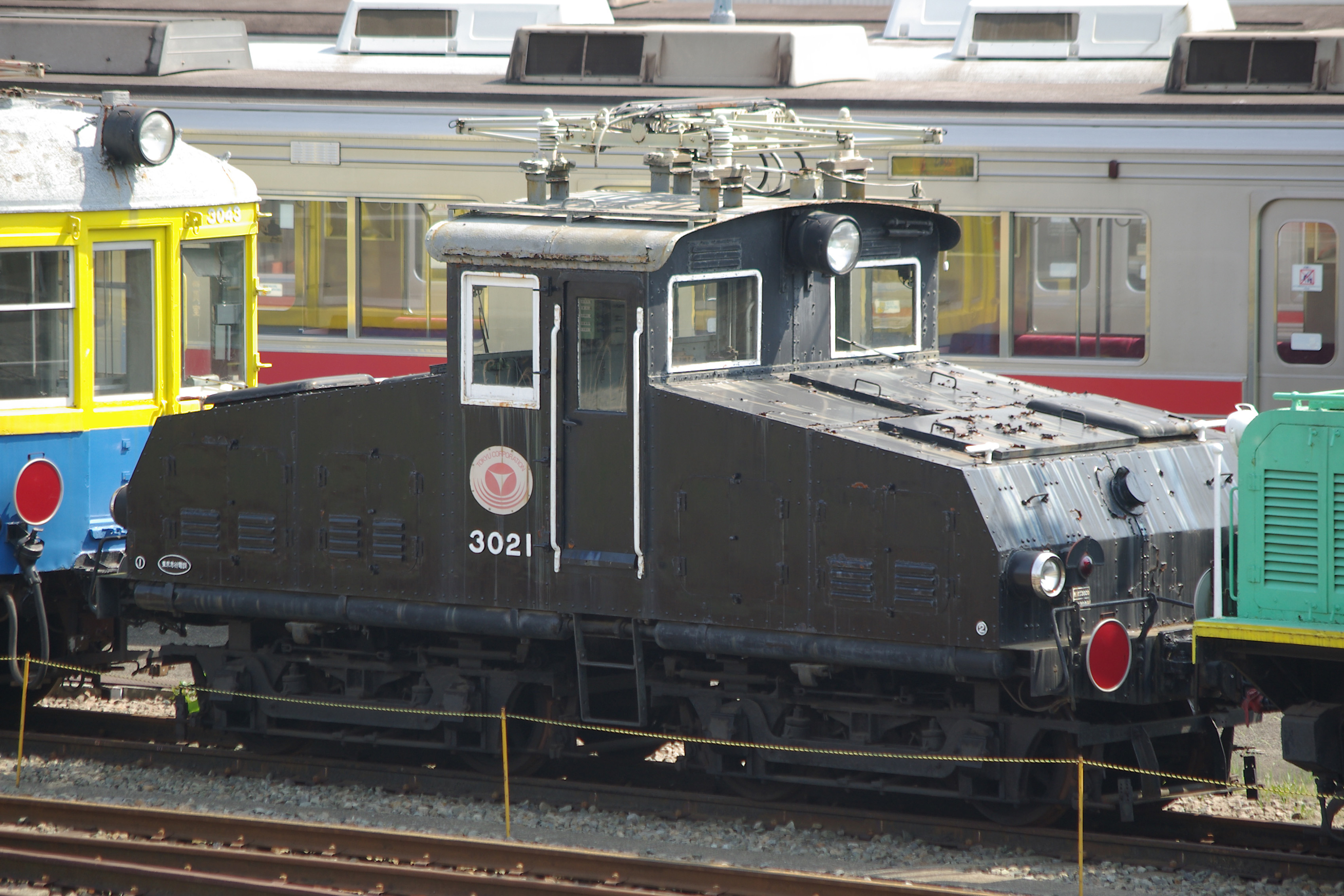
デキ3020形機関車

#### 軌道線用

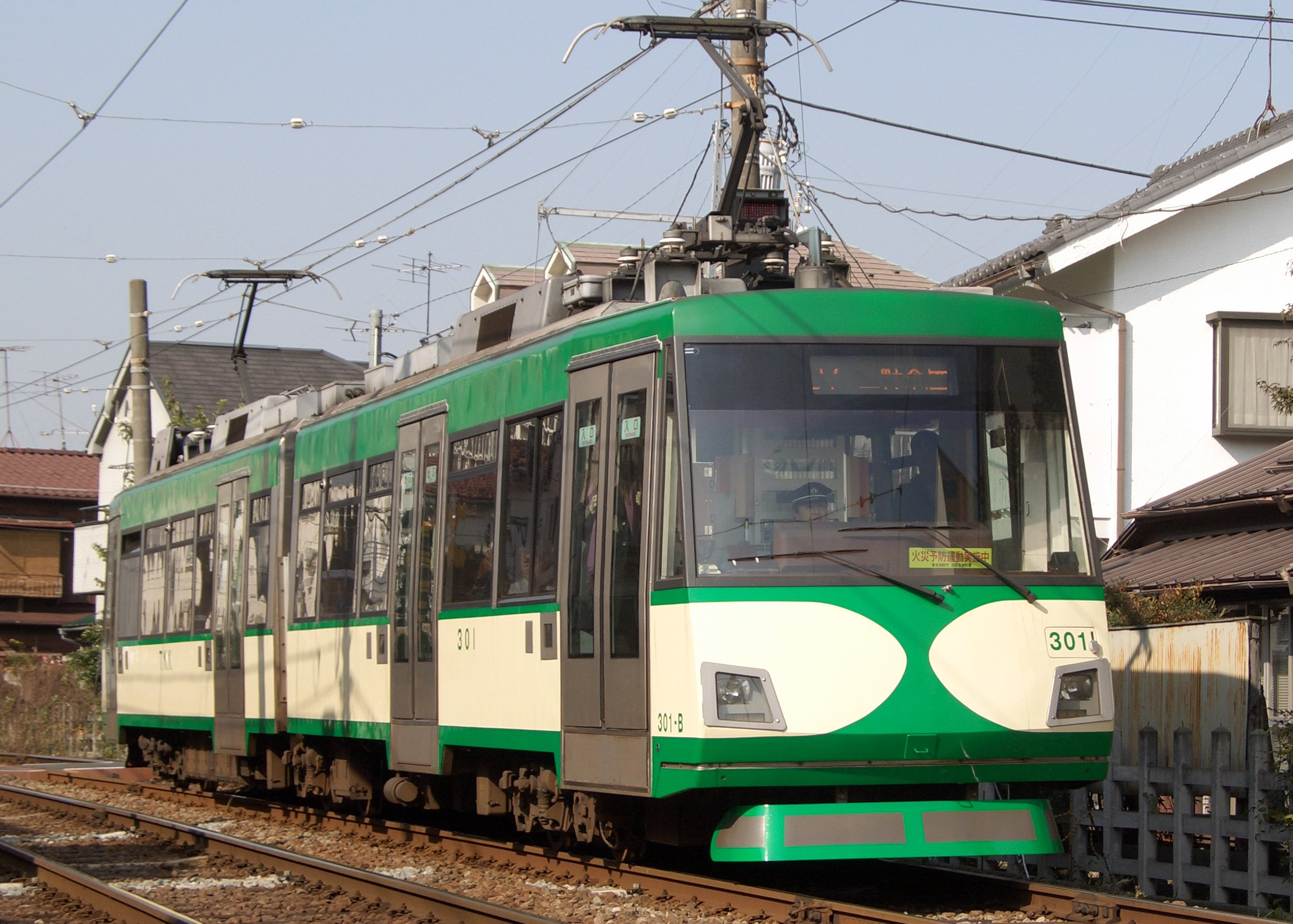
世田谷線（軌道線）300系車両

##### 現有形式
- 300系

##### 旧在籍形式
- 1067mm4輪単車
- 1372mm4輪単車
- デハ1形
- デハ20形
- デハ30形
- デハ40形
- デハ60形
- デハ70形
- デハ80形
- デハ150形
- デハ200形
- 東京市電借入車（400形）
- デワ3030→デト3030形

#### 車両についての特記事項
グループに東急車輛製造を持っていたことから、日本で最初のステンレスカー5200系を導入、さらにアメリカのバッド社との技術提携により1962年に日本で最初のオールステンレスカー7000系（初代）も導入した。東急車輛製造の鉄道車両事業は2012年にJR東日本グループの総合車両製作所横浜事業所が継承し（東急車輛製造はその後、横浜金沢プロパティーズと社名を改め、2016年10月1日付で東急電鉄本体に吸収合併された）、以後も東急の新造車両は総合車両製作所横浜事業所（および旧JR東日本新津車両製作所を総合車両製作所に移管後の新津事業所）で製造されている。
車両の技術面に関しては先進的で、初代6000系は回生ブレーキ装備、1台車1モーターと、経済性を追求した。8000系からは日本初の省エネ性に優れ、かつ製造コストが安い界磁チョッパ制御を導入したほか、動作性に優れた「全電気指令式電磁直通ブレーキ」を装備した。またコンピュータを用いた軽量車体の設計にも挑み、8000系に試験車を組み込んだ（2005年までに廃車）。その試験結果を元に製造したのが8090系である。VVVFインバータ制御への取り組みも早く、1984年には、初代6000系の一部を改造して実用試験を行いその結果を元に1986年には量産車として9000系を登場させている。
しかし、その一方で車両デザインは極めてシンプルであった。これは車体に加工が難しいとされるステンレスを古くより本格採用したことと、当時の車両部長が「前面は切妻以外認めない」との方針を採ったために、一時は箱型の平妻（切妻）正面が数多く登場し、これを比喩して「弁当箱スタイル」と呼ばれることも多く、車体塗装も8500系以降コーポレートカラーである赤帯を正面に入れる程度に留まっていた。
その後、3000系（2代）ではワンマン運転対応および通過運転時における列車風を少なくする目的から方針を転換し、FRPを多用することで流線型とし、以後の車両でも流線型およびそれに近い構造とした。塗装も路線別のラインカラーなど、赤以外の色を纏ったものが登場するようになった。
1989年、東急の鉄道線最後の旧性能車両である初代3000系列が運行終了したことによって、日本の鉄道で初めて鉄道線の全車両が回生ブレーキ装備車両となった。また同時に大手私鉄では初めて鉄道線の営業車両のすべてがステンレス車（またはアルミ車）といった軽量車体の車両に統一された。
2001年には軌道線の世田谷線でもデハ150形が運行終了し、軌道線も含めて全車ステンレス車となり、吊り掛け駆動車、抵抗制御車が全廃となった。
5000系（2代）以降の新形式では、乗降ドアの上に液晶ディスプレイ (LCD) を当初は1基（5000系5101Fのみ）、その後2基（路線情報とその他の情報）設置している。のちにその他の情報を流すLCDは「TOQビジョン」と命名された。過去には5000系で2005年4月27日から1編成に2両（5・8号車）ずつ6ドア・座席格納車両を順次連結しており、これは朝ラッシュ時の上り電車で長津田駅から半蔵門駅まで座席を格納していたが、2016年から各線へのホームドア設置に伴い置き換えが始まり、2017年度までに全廃された。
LED式行先表示器を装備する車両の書体は現行車両ではゴシック体のみ使用。過去には明朝体を使用した車両も存在した。
東急で営業運転を終了した旧型車両は地方の中小私鉄で使用されているものもあり、系列企業（東急グループ）の伊豆急行・上田電鉄のほか、弘南鉄道、十和田観光電鉄（廃止）、福島交通、秩父鉄道、松本電気鉄道（現在のアルピコ交通）、長野電鉄、豊橋鉄道、北陸鉄道、養老鉄道、伊賀鉄道、水間鉄道、一畑電車、熊本電気鉄道などに譲渡されている。大手私鉄にも西武鉄道へサステナ車両として譲渡が予定されているほか、過去には名古屋鉄道への譲渡（3700系）もあった。大手私鉄間の車両の譲渡は非常に珍しい。

### 車両基地・工場
検車区とは、職場の名称。
- 元住吉検車区（元住吉車庫） - 東横線・目黒線・東急新横浜線、みなとみらい線（横浜高速鉄道）
- 長津田検車区（長津田車庫） - 田園都市線・大井町線、こどもの国線
- 雪が谷検車区（雪が谷車庫） - 池上線・東急多摩川線
- 雪が谷検車区上町班（上町車庫） - 世田谷線
- 元住吉検車区奥沢車庫（奥沢車庫） - 目黒線
- 長津田車両工場 - 東急線全車両

廃止になった施設
- 奥沢検車区 - 目蒲線
- 大橋検車区 - 玉川線・砧線
- 自由が丘検車区/自由が丘車庫 - 大井町線
- 元住吉工場 - 東急鉄道線全車両
- 碑文谷工場 - 東急鉄道線全車両
- 大橋工場 - 東急軌道線全車両

### 電車区・車掌区・乗務区
東急電鉄の運転士、車掌の職場で東急線各所に点在しており、主に車庫がある場所にある。
- 田園都市線、こどもの国線
  - 長津田電車区
  - 長津田車掌区
- 大井町線
  - 二子玉川乗務区
- 東横線、東急新横浜線
  - 元住吉電車区
- 池上線、東急多摩川線
  - 雪が谷大塚乗務区
- 目黒線、東急新横浜線
  - 奥沢乗務区
- 世田谷線
  - 世田谷線管区

### 管理駅
東急の駅業務は、複数の駅を「○○駅管内」としてまとめて管理下に置いており、この「○○」に入る駅名が駅長所在駅である。
- 東急電鉄各駅管内
  - 渋谷駅管内：渋谷駅を管理（東横線・田園都市線・東京メトロ半蔵門線・東京メトロ副都心線）。
    - 田園都市線のホームは乗り入れ先の半蔵門線との共同使用駅である。同ホームは旧営団が建設したが、旧新玉川線開業から東急が管理を行っていた。半蔵門線との直通運転開始を機に営団（現・東京メトロ）に移管し、2007年12月2日から東急に再度移管された。
    - 東横線のホームは乗り入れ先の副都心線との共同使用駅である。同ホームは、駅設置工事を東急と東京メトロで分担し、2008年6月14日の副都心線開業に合わせて建設された。開業時点では東急の電車が1本も発着していなかったが、2013年3月16日から開始された東横線と副都心線との相互直通運転開始に先駆けて、当初から東急が管理を行っていた。現在は田園都市線（半蔵門線）のホームと改札内で繋がっており、同ホームと一体化して管理されている。

  - 中目黒駅管内：代官山駅 - 学芸大学駅間を管理。
  - 武蔵小杉駅管内：新丸子駅 - 元住吉駅間を管理。
  - 新横浜駅管内：日吉駅・綱島駅・新綱島駅・新横浜駅を管理。
  - 菊名駅管内：大倉山駅 - 白楽駅間を管理。
  - 横浜駅管内：東白楽駅 - 横浜駅間を管理。
  - 目黒駅管内：目黒駅 - 奥沢駅間を管理。
  - 田園調布駅管内：田園調布駅 - 多摩川駅 - 武蔵新田駅間を管理。
  - 三軒茶屋駅管内：池尻大橋駅 - 桜新町駅間を管理。
  - 二子玉川駅管内：用賀駅と二子玉川駅を管理。
  - 溝の口駅管内：二子新地駅 - 梶が谷駅間を管理。
  - 鷺沼駅管内：宮崎台駅 - たまプラーザ駅間を管理。
  - あざみ野駅管内：あざみ野駅 - 青葉台駅間を管理。
  - 長津田駅管内：田奈駅 - 中央林間駅間と恩田駅・こどもの国駅を管理。
  - 大井町駅管内：大井町駅 - 荏原町駅間を管理。
  - 自由が丘駅管内：緑が丘駅 - 上野毛駅間と都立大学駅を管理。
  - 五反田駅管内：五反田駅 - 雪が谷大塚駅間と北千束駅を管理。
  - 蒲田駅管内：御嶽山駅 - 蒲田駅間と矢口渡駅を管理。
  - 世田谷線管区：世田谷線全線

### 運賃
大人普通旅客運賃は下表の通り（小児半額。ただし、交通系ICカードの場合は1円未満の端数を切り捨て、きっぷ利用の場合は10円未満の端数を切り上げて10円単位とする。タッチ決済は小児運賃の適用なし）。単位：円。2023年3月18日（東急新横浜線開業と同時）改定。
| キロ程 (km)  | 1円単位運賃 （交通系IC） | 10円単位運賃 （きっぷ・タッチ決済） |
| ------------ | ------------------------ | ----------------------------------- |
| 1 - 3        | 140                      | 140                                 |
| 4 - 7        | 180                      | 180                                 |
| 8 - 11       | 227                      | 230                                 |
| 12 - 15      | 250                      | 250                                 |
| 16 - 20      | 288                      | 290                                 |
| 21 - 25      | 309                      | 310                                 |
| 26 - 30      | 347                      | 350                                 |
| 31 - 35      | 381                      | 390                                 |
| 36 - 40      | 430                      | 430                                 |
| 41 - 45      | 469                      | 470                                 |
| 46 - 50      | 500                      | 500                                 |
| 51 - 56      | 531                      | 540                                 |
| こどもの国線 | 157                      | 160                                 |
| 世田谷線     | 160                      | 160                                 |

世田谷線（軌道線）とこどもの国線の運賃はいずれも鉄道線（両線以外）とは別に定められており、全区間均一運賃となっている。これらの路線と他の東急線に跨る場合の運賃は、それぞれ他の東急線の三軒茶屋駅・長津田駅までの運賃と合算した額となる。なお、こどもの国線各駅と長津田駅からの田園都市線初乗り区間（青葉台駅 - すずかけ台駅の各駅まで）との相互間の運賃は合算額から大人20円・小児10円引きとなる。
普通運賃は実際に乗車する経路にかかわらず最短ルートで計算されるため、46 - 50 km・51 - 56 kmの運賃が適用される区間は存在しない（最長でも横浜駅 - 中央林間駅（自由が丘駅・二子玉川駅経由）の43.4 km）。ただし定期運賃は利用経路通りに算出するため、例として横浜駅 -（東横線）- 渋谷駅 -（田園都市線）- 中央林間駅の経路（営業キロ55.7 km）で利用する場合は56 kmの運賃額となる。
JR東日本、東京地下鉄、都営地下鉄、京王電鉄、京浜急行電鉄、相模鉄道、小田急電鉄および横浜高速鉄道の各社線と初乗り区間相互間を乗り継ぐ場合に大人20円・小児10円引き（JR線とは菊名駅経由以外は東急分のみの大人10円・小児5円引き）となる乗継割引が設定されている。

#### 東急新横浜線の加算運賃
東急新横浜線新横浜駅 - 新綱島駅間を乗車経路に含む場合、普通運賃は上表の運賃額に70円を加算する。

#### 定期券
通勤定期券の平均割引率は37.8%、通学定期券の平均割引率は77.1%である。ただしこどもの国線と世田谷線は若干異なる。
特例として、東横線日吉駅 - 綱島駅間を区間に含む定期券で、東急新横浜線の日吉駅 - 新綱島駅間を乗車することができる（逆も同様、「新綱島駅#運賃計算」を参照）。
東急線全駅に設置されている自動券売機の一部では、定期券をクレジットカードで購入できる。以前はTOPカードでDCカード、VISA・Mastercardブランド付帯のカードしか利用できなかったが、2013年8月1日より前述のクレジットカードに加えJCB、アメリカン・エキスプレス、ダイナースクラブのいずれかが付帯したカードでも利用可能となった。
2018年3月17日より、東急線内利用分に限り、有効期間が12か月間の定期券「東急線いちねん定期」を発売している。割引率は6か月と同じで、発売額は6か月の2倍である。
他社連絡定期券も発売している。基本的に各事業者の定期運賃の合算になるが、横浜高速鉄道みなとみらい線との連絡定期券に限り、東急線内とみなとみらい線内でそれぞれ1割引 - 2割引の割引を行っている。2022年3月12日発売分より、通勤定期券は横浜高速鉄道との乗継割引を縮小した。従来は1・3か月は1割引、6か月は2割引であるのを、1・3か月は割引廃止、6か月は1割引に縮小。通学は変更なし。
なお、各事業者の線内にしか発売していない二区間定期券（二東流）、だぶるーと、どっちーも、新幹線定期券フレックス、フレックスパル、グリーン定期、山手均一、地下鉄全線、都電荒川線、東京都シルバーパスなどとの連絡定期は発行不可。日暮里・舎人ライナーも渋谷乗換はJRの新宿池袋経由、目黒・五反田・大井町乗換はJRの品川・上野回りでしか買えない。

#### 割引乗車券・企画乗車券
以下の各乗車券において、特記がない限り小児は半額だが、障害者割引はない。東京メトロが乗り降り自由となるものは東京メトロの利用は購入当日に限る（24時間ではない）。(PASMO) はPASMO搭載（定期券搭載済みやモバイルPASMO・クレジット一体型、PASMO以外の交通系ICカードには搭載不可）、（紙）は磁気券による発売。
世田谷線散策きっぷ（紙）
発売当日に限り何回でも世田谷線各駅で乗り降り自由。三軒茶屋駅・下高井戸駅で販売。世田谷線の非発売駅から乗車する際は一旦1乗車分の運賃を現金で支払い、乗務員から購入券を受け取って、発売窓口に購入券を提示することで差額の精算で購入が可能となる。
東急線みなとみらいパス（紙）
東急線各駅から横浜駅までの往復乗車券と「みなとみらい線一日乗車券」のセット。みなとみらい線内は乗り降り自由。2019年10月1日に「みなとみらいチケット」から改称。
東急線ワンデーパス（紙・PASMO）
こどもの国線・世田谷線を含む東急線全線を乗車できる一日乗車券。
旧称は「東急ワンデーオープンチケット」であった。当初はイベントがある場合に限り発売されていたが、2013年10月5日からは、イベントにかかわらず土日祝日および年末年始に発売されるようになり、2015年9月1日以降は平日も含め通年で発売するようになった。2019年10月1日に現名称へ改称。
東急線・東急バス一日乗り放題パス（紙・PASMO）
東急線ワンデーパスに東急バス一日乗車券が付いたもの。それぞれを別々に購入するより割安になっている。東急バス（車内・営業所）では発売していないため、当日東急バスから乗車する場合は、初めに乗車したバス車内で東急バス一日乗車券（手持ちの交通系ICカードの残高を利用して支払う）を購入の上、乗り継いだ先の東急線の駅の有人窓口で一日乗車券が付与されたPASMO・Suicaを提示して差額を現金で支払うことで東急線用の紙製の一日乗車券（東急線ワンデーパスとは別）を購入する形をとっている。この形式で購入した場合は東急線は磁気券、バスはPASMO・Suicaとそれぞれのきっぷを併用して使用する形となる。
旧称は「東急線・東急バス一日乗り放題きっぷ」であった。当初は2018年4月27日 - 8月31日の期間限定発売であったが、一旦2019年3月31日まで延長された後、2019年4月1日以降も発売されるようになった。2019年10月1日に現名称へ改称。
東急線トライアングルパス（紙・PASMO）
渋谷駅 - 自由が丘駅 - 二子玉川駅 - 渋谷駅間が乗り降り自由の一日乗車券。
旧称は「トライアングルチケット」で、2011年8月6日に発売が開始された。2013年3月15日まではフリーエリア内の各駅窓口および定期券売場のみで、エリア外の駅からは本チケット発売駅（=フリーエリア内）までの運賃が別途必要であった。2013年3月16日からは、発売箇所が東急線全駅の券売機（こどもの国線・世田谷線のぞく）・東武東上線全駅・西武線全駅に拡大され、エリア外の駅から購入した場合は購入駅からエリア内までの往復乗車券がセットとなる。2019年8月31日をもって東上線発着の発売を終了。2019年10月1日に現名称へ改称。
東急東京メトロパス（紙・PASMO）
東急線各駅から東京地下鉄（東京メトロ）接続駅（渋谷駅・中目黒駅・目黒駅）までの往復乗車券と「東京地下鉄一日乗車券」のセット。接続駅のうち最も出発駅との運賃が安い区間が発売額の根拠となっているが、利用時は接続駅を自由に選択できる。往路と復路で異なる接続駅を選択することも可能。東京メトロ線内は乗り降り自由。
東急線・東京メトロ共通1日乗車券 (PASMO)
東急線全線と東京メトロ線全線が乗り降り自由の一日乗車券。発売額はそれぞれの一日乗車券を別々に購入した場合と比べて割安になっている。発売当日限り有効。東急のみで発売。
東急線・東京メトロ・都営地下鉄共通1日乗車券 (PASMO)
東急線全線と都営地下鉄・東京メトロ線全線が乗り降り自由の一日乗車券。発売額はそれぞれの一日乗車券を単独購入した場合と同額である。発売当日限り有効。東急のみで発売。都バス、日暮里・舎人ライナー、都電荒川線は利用不可。
東急線みなとみらい線ワンデーパス  (PASMO)
東急全線と横浜高速全線で使用可能。発売額はそれぞれの一日乗車券を別個に購入した場合より割安になっている。
東急線りんかい線お台場パス（紙）
東急線各駅から大井町駅までの往復乗車券と東京臨海高速鉄道りんかい線大井町駅 - 新木場駅間が乗り降り自由となる一日乗車券のセット。りんかい線一日乗車券とは違い、大崎駅 - 大井町駅間は利用できない。
旧称は「東急お台場パス」で、2008年3月28日に発売が開始された。2019年10月1日に現名称へ改称。
東急線東武東上線小江戸川越クーポン（紙）
東急線各駅から渋谷駅までおよび東武東上線和光市駅から川越駅までの往復乗車券と、東京メトロ副都心線内と東武東上線川越駅 - 川越市駅間が乗り降り自由となる一日乗車券のセット。東武バスウエストの川越市内指定区間も乗り降り自由となる。2019年10月1日に「東急東武東上線小江戸川越クーポン」から改称。
東急線西武線まるごときっぷ（紙）
東急線各駅から渋谷駅までの往復乗車券と東京メトロ副都心線渋谷駅 - 小竹向原駅間および西武線全線が乗り降り自由となる一日乗車券のセット。西武線へは小竹向原駅のほか、池袋駅や西武新宿駅での乗り換えも可能であるが高田馬場駅は対象外。西武多摩川線も乗車可能区間に含まれるが、他の交通機関の運賃は別途必要となる。2019年10月1日に「東急西武線まるごときっぷ」から改称。
東急線江の島・鎌倉フリーパス（紙）
田園都市線各駅から中央林間駅までおよび小田急江ノ島線中央林間駅から藤沢駅までの往復乗車券と小田急江ノ島線（藤沢駅 - 片瀬江ノ島駅間）および江ノ島電鉄線全線が乗り降り自由となる一日乗車券のセット。他の割引乗車券と異なり、田園都市線の駅のみの発売である。2019年10月1日に「東急江の島・鎌倉フリーパス」から改称。
横濱中華街 旅グルメきっぷ（紙）・プレミアム旅グルメきっぷ（紙）
こどもの国線や世田谷線も乗車できる東急線一日乗車券とみなとみらい線一日乗車券、横浜中華街指定店舗の食事券のセット。プレミアムは大人用のみで食事の他に土産と体験が付く。各駅窓口での発売となる。
東急線・相鉄 共通1日乗車券 (PASMO)
相鉄線全線・東急線全線が1日乗り降り自由の企画乗車券。東急世田谷線・こどもの国線を除く東急線・相鉄線各駅の自動券売機で販売する。発売当日限り有効で、前売りや磁気券での販売は行わない。
相鉄発 東急線・東京メトロ 共通1日乗車券 (PASMO)
相鉄線の各駅から、新横浜駅（相鉄新横浜線）までの1往復と東急線全線・東京メトロ線全線の1日乗り降り自由をセットにした企画乗車券。また特典対象施設（都内の博物館や美術館、飲食店など）では、提示すると施設ごとに用意された特典を得られるサービスが付いている。
「世田谷線散策きっぷ」は世田谷線駅窓口での販売となり、それ以外の乗車券は世田谷線各駅、こどもの国線恩田駅・こどもの国駅及び接続駅での購入はできない。ただし「横濱中華街 旅グルメきっぷ」、「東急線ワンデーパス」、「東急線・東急バス一日乗り放題パス」、「東急線みなとみらい線ワンデーパス」、「東急線・東京メトロ共通1日乗車券」、「東急線・都営地下鉄・東京メトロ共通1日乗車券」、「東急線・相鉄 共通1日乗車券」、「東急線キッズパス」については世田谷線各駅からは一旦運賃を支払った上で乗務員（下高井戸駅は駅係員）から「乗車券購入票」を入手し、田園都市線三軒茶屋駅窓口に提示することで世田谷線運賃の払い戻しと前述の企画乗車券の販売が行われる。同様にこどもの国線各駅からは一旦長津田駅までの運賃を切符か交通系ICカードで支払った上で長津田駅窓口で提示することで同様の手続きが行われる。
| キロ程 (km)    | 東急 東京メトロ パス                      | 東急線 りんかい線 お台場パス | 東急線 みなとみらい パス                   | 東急線 トライアングル パス | 東急線 東武東上線 小江戸川越 クーポン | 東急線西武線 まるごときっぷ | 東急線 江の島・鎌倉 フリーパス |
| -------------- | ----------------------------------------- | ---------------------------- | ------------------------------------------ | -------------------------- | ------------------------------------- | --------------------------- | ------------------------------ |
| 単独購入の場合 | 600 （東京メトロ 24時間券）               | 730 （りんかい線 1日乗車券） | 460 （みなとみらい線 1日乗車券）           | 470                        |                                       |                             | 1090 （中央林間駅発）          |
| 1 - 3          | 740                                       | 760                          | 650                                        | 520                        | 1660                                  | 1640                        | 1320                           |
| 4 - 7          | 800                                       | 820                          | 750                                        | 560                        | 1720                                  | 1700                        | 1380                           |
| 8 - 11         | 880                                       | 890                          | 830                                        | 580                        | 1810                                  | 1790                        | 1470                           |
| 12 - 15        | 820                                       | 930                          | 860                                        | 600                        | 1840                                  | 1820                        | 1500                           |
| 16 - 20        | 960                                       | 970                          | 910                                        | 650                        | 1890                                  | 1870                        | 1550                           |
| 21 - 25        | 980                                       | 990                          | 920                                        | 670                        | 1920                                  | 1900                        | 1580                           |
| 26 - 30        | 1060                                      | 1070                         | 1000                                       | 680                        | 1990                                  | 1970                        | 1650                           |
| 31 - 35        | 1120                                      | 1130                         | 1090                                       | 720                        | 2070                                  | 2050                        | 1730                           |
| 36 - 40        |                                           |                              | 1160                                       | 740                        |                                       |                             |                                |
| 41 - 45        |                                           |                              | 1210                                       | 780                        |                                       |                             |                                |
| 46 - 50        |                                           |                              |                                            |                            |                                       |                             |                                |
| 51 - 56        |                                           |                              |                                            |                            |                                       |                             |                                |
| 新横浜         | 1070                                      | 1100                         | 1010                                       | 780                        | 2010                                  | 1990                        |                                |
| 全線           | 1280（東急線・ 東京メトロ 共通1日乗車券） |                              | 1220（東急線 みなとみらい線 ワンデーパス） |                            |                                       |                             |                                |

##### 発売終了
東急東武東上線ハイキングきっぷ
東急線各駅から渋谷駅までおよび東武東上線和光市駅から坂戸駅までの往復乗車券と東京メトロ副都心線（渋谷駅 - 和光市駅間）および東武東上線坂戸駅 - 寄居駅間・越生線が乗り降り自由となる一日乗車券のセット。上記の駅のほか、渋谷駅での購入はできない。2019年9月30日で発売終了。

#### その他
親会社の東急が発行する株主優待乗車証はキロ程通算可能で、こどもの国線と世田谷線を含む東急電鉄全線を通しての利用が可能となっている。ただし、三軒茶屋駅で改札外乗り換えをする際は有人改札などで駅係員に提示する必要がある。
回数乗車券は、関西地区でよく見られる金額式（額面の運賃の区間であればどの区間でも利用できる）を2004年1月31日発売分より採用したが（こどもの国線・世田谷線はそれぞれ当該路線でのみ有効な回数乗車券を発売）、2023年2月28日をもって障害者割引回数券および通学用割引普通回数券を除き発売を終了した。
世田谷線は路線バスと同様にPASMO・SuicaのSFで乗車すると利用金額に応じてポイント還元される「バス利用特典サービス」を導入していたが、2021年4月30日をもってポイントおよびチケットの付与を終了した。

### 座席指定料金
2017年3月25日から運行を開始したS-TRAINと2018年12月14日から運用を開始した「Qシート」 (Q SEAT) に適用される。
- S-TRAIN（東急線内・横浜高速直通含む）：350円（小児180円）[95]。横浜高速と直通利用する場合には100円割引となる[96]。
- Qシート：500円（大人・小児とも同額）[97]。

### 女性専用車
東横線と田園都市線、東急新横浜線に女性専用車を導入している。小児や身体の不自由な客とその介助者・保護者は性別不当である。ダイヤ乱れなど不測の事態が発生すると中止する場合がある。
東横線
平日始発から9時30分までの上下全列車が対象であり、設定車両は渋谷寄り先頭車両である1号車。みなとみらい線含めて9時30分になった時点で終了する（上り電車については東京メトロ副都心線池袋駅で終了となる）。東急新横浜線との直通電車については、東急新横浜線内も設定される（上り電車は相鉄線内から設定されるが、下り電車は新横浜までの設定となる）。
2005年7月25日から平日の特急・通勤特急・急行に導入した。導入当初の設定位置は元町・中華街方の8号車で、首都圏の鉄道路線として初となる終日の女性専用車導入であった。2006年7月18日から終日設定を取りやめ、設定車両を5号車に変更した。副都心線との直通運転を開始した2013年3月16日から実施時間を平日始発から9時30分までに変更し設定車両を1号車に変更し、各駅停車を含む全列車を対象とした。
東急新横浜線
平日始発から9時30分までの間、東横線直通の10両編成全列車（日吉始発の東横線所属車両を含む）が対象。目黒線系統の車両には設定されない。設定車両は東横線と同様に1号車。東横線・東京メトロ副都心線内も設定されている。上り電車は相鉄線内も設定されているが、下り電車については新横浜駅で女性専用車を終了する。
田園都市線
平日始発から9時30分までの渋谷方面行の全列車が対象であり（大井町線直通列車は対象外）、設定車両は渋谷寄りから数えて最後尾にあたる車両（10号車）である。東京メトロ半蔵門線内も設定され、押上駅到着または9時30分になった時点で終了する。

### サービス・ソフト面の特徴
- 単に鉄道とその沿線に不動産や百貨店を置くのでなく、古くからカレンダーなどの鉄道グッズを多数発売したり、沿線の乗客から専属モニターとして意見を聞くなど、鉄道と沿線住民が一体となった鉄道として知られる。こうした手法は阪急電鉄が創案したもので、阪急の創業者で田園都市株式会社を経営していた小林一三が東急に持ち込み、それを五島慶太が「東急の経営（運営）は阪急の方針を取り、全て小林イズムを踏襲してまいりました[99]」と継承したのである。
- テレビ番組や映画、ドラマの撮影でも時折東急線が登場している。これは「Tokyu C&C事業」として東急グループの施設での撮影が可能となったことによる。
- 2007年時点で在籍する全ての編成に1 - 2か所ずつ車椅子スペースを設置している。
- ダイヤ改正時に冊子形の時刻表を発行していた。かつては有料で、2005年6月10日のダイヤ改正からJTBパブリッシング発行のものを無料で配布していたが、2012年3月のダイヤ改正時には時刻表利用のネットへの移行を理由に発行されなかった[100][注釈 60]。
- 安全対策に関係する投資に積極的で、保安装置は田園都市線・東横線・目黒線・大井町線がATC、池上線・東急多摩川線がATSとなっている。このうち目黒線はホームドアとTASC（定位置停止支援装置）、池上線と東急多摩川線がホーム柵と赤外線センサー、TASCを導入し、安全性の向上と省力化の両立を図っている。また、世田谷線は「車内警報装置」（過速防止機能付き）と「列車無線」を導入している。今後は東急田園都市線にCBTC（無線式列車制御システム）を新たに導入する予定。
- 東急では路線によって車体前面・側面に「各停」種別を表示する路線（東横線・目黒線・大井町線・田園都市線）と表示しない路線（池上線・東急多摩川線・世田谷線）がある。東横線は、みなとみらい線開業を控えた2004年1月までに開始。目黒線は2006年の急行運転開始を機に、大井町線は田園都市線直通急行運転開始を前に実施を開始した。
- フルカラーLEDや方向幕上の「各停」表示色も路線ごとによって違っており、東横線・目黒線・東急新横浜線・田園都市線は青色、大井町線は田園都市線溝の口駅乗り入れ開始時より高津駅・二子新地駅での停車の有無により緑色（通過）・青色（停車）を区別して使用しているが、現在は大井町線以外は青と緑の区別がされなくなっている。各駅停車のみの路線（池上線、東急多摩川線、こどもの国線、世田谷線）では「各停」の表示は行っていない。
- 線路の立体化にも積極的であるが、単によくある高架線にするのでなく、現在の地上線の真下に浅いトンネルを掘る、「直下地下工法」を多く使っている。田園都市線とこどもの国線以外には全て直下地下区間が存在し、特に目黒線は地下鉄南北線との直通運転にそなえて工事をしたため、全区間の半分近くが直下地下区間となる。
- 東急では高級住宅街や最新技術の電車というイメージがあるが、池上線や東急多摩川線などの開業当時からの古くからの町並みを残し、田園調布駅の旧駅舎を復元するなど、それを維持するよう努めている。こうした路線でも、新型車両の導入が行われている。
- 駅の表示については2000年の地下鉄南北線との直通運転開始を皮切りに今のものに切り替えられ、ほぼ全駅で更新が完了されている。また横浜高速鉄道での管轄路線も同じ仕様が使われている。後にユニバーサルデザイン仕様のピクトグラムも導入されている。2012年2月より駅ナンバリングが導入され、駅名標がナンバリング表記付きの物に順次交換されている。
- 主要駅には「テコプラザ」の名称で旅行サービスなどを展開するカウンターを設置している。東急グループには東急観光があったがグループ外になり「トップツアー」（後に東武鉄道に買収され、東武グループに元々あった「東武トラベル」と合併して「東武トップツアーズ」となる）になったこともあり、現在はJTBと提携し同社の営業拠点としての役割も持っている。
- 駅の売店は「toks」であるが、子会社である東急ステーションリテールサービスがローソンに加盟することにより、順次ローソンの店舗（駅売店型）になる予定である[101]。
- 東横線が副都心線との直通運転を開始を機に、副都心線・西武線・東武東上線への企画乗車券やおすすめスポットなどに力を入れている。
- 2016年9月現在、他社の同名の駅と区別するため駅名に「東急」を冠した駅は存在しない[注釈 61]。

### マスコットキャラクター
のるるん
2012年に東急線の広報活動の一環として作成された、東急の主力車両として運用されている5000系をモチーフにしたキャラクター。2012年8月に公開された当初は名前が決まっていなかったが、公募により11月に「のるるん」という名前に決定した。東急バスのマスコットキャラクター「ノッテちゃん」とはいとこという設定がある。

### 一日平均輸送人員
近年の路線別一日平均輸送人員は以下のとおりである。
| 年度               | 東横線    | 目黒線  | 新横浜線 | 田園都市線 | 大井町線 | 池上線  | 多摩川線 | こどもの国線 | 世田谷線 | 備考 |
| ------------------ | --------- | ------- | -------- | ---------- | -------- | ------- | -------- | ------------ | -------- | --- |
| 2000年（平成12年） | 1,050,359 | 219,149 |          | 1,043,330  | 318,795  | 207,395 | 143,209  | 6,782        | 49,469   | 2000年8月6日、目蒲線の運行系統変更に伴う線名変更 田園都市線及び新玉川線の線名を「田園都市線」に統一 2001年3月28日、東横線特急運転開始 |
| 2001年（平成13年） | 1,062,456 | 231,896 |          | 1,060,683  | 323,307  | 207,489 | 132,612  | 8,884        | 50,226   | |
| 2002年（平成14年） | 1,074,296 | 232,597 |          | 1,068,469  | 326,936  | 207,366 | 132,098  | 9,370        | 51,687   | 2003年3月19日、東横線通勤特急運転開始                                                                                                 |
| 2003年（平成15年） | 1,080,742 | 239,807 |          | 1,090,907  | 342,629  | 206,952 | 133,155  | 9,850        | 51,840   | 2004年1月31日、東横線横浜 - 桜木町間廃止 2004年2月1日、横浜高速鉄道みなとみらい線との直通運転開始                                     |
| 2004年（平成16年） | 1,069,855 | 246,673 |          | 1,107,569  | 353,324  | 205,563 | 135,894  | 9,988        | 52,490   | |
| 2005年（平成17年） | 1,074,420 | 252,101 |          | 1,129,378  | 359,988  | 206,207 | 137,755  | 10,108       | 53,915   | |
| 2006年（平成18年） | 1,095,172 | 261,846 |          | 1,161,781  | 373,939  | 210,791 | 139,534  | 10,496       | 54,696   | 2006年9月25日、目黒線急行運転開始 |
| 2007年（平成19年） | 1,128,266 | 282,354 |          | 1,206,321  | 392,975  | 214,540 | 139,797  | 10,852       | 55,303   | 2007年4月5日、田園都市線準急運転開始 2008年3月28日、大井町線急行運転開始 2008年3月30日、横浜市営地下鉄グリーンライン開業              |
| 2008年（平成20年） | 1,133,051 | 310,915 |          | 1,189,993  | 401,458  | 218,021 | 141,558  | 11,141       | 56,587   | 2008年6月22日、目黒線武蔵小杉 - 日吉間開業                                                                                            |
| 2009年（平成21年） | 1,128,773 | 324,903 |          | 1,167,184  | 421,934  | 217,233 | 140,921  | 11,024       | 55,670   | 2009年7月11日、大井町線二子玉川 - 溝の口間開業                                                                                        |
| 2010年（平成22年） | 1,119,453 | 321,677 |          | 1,162,282  | 434,564  | 217,638 | 141,376  | 11,443       | 55,230   | |
| 2011年（平成23年） | 1,114,571 | 324,052 |          | 1,162,575  | 438,979  | 216,844 | 141,311  | 11,573       | 53,509   | |
| 2012年（平成24年） | 1,145,592 | 332,590 |          | 1,188,720  | 453,253  | 222,449 | 143,646  | 12,721       | 55,057   | 2013年3月16日、東横線渋谷駅ホーム地下化 副都心線との直通運転開始、日比谷線との直通運転休止                                            |
| 2013年（平成25年） | 1,174,916 | 342,042 |          | 1,213,562  | 468,197  | 227,392 | 148,454  | 13,128       | 56,958   | |
| 2014年（平成26年） | 1,176,978 | 347,883 |          | 1,209,875  | 469,411  | 227,585 | 148,790  | 12,778       | 53,829   | |
| 2015年（平成27年） | 1,200,934 | 358,274 |          | 1,245,923  | 485,007  | 233,325 | 150,346  | 12,654       | 55,061   | |
| 2016年（平成28年） | 1,217,434 | 368,386 |          | 1,263,169  | 495,113  | 237,680 | 150,868  | 12,605       | 56,188   | |
| 2017年（平成29年） | 1,231,537 | 379,212 |          | 1,274,503  | 503,517  | 242,676 | 153,659  | 12,684       | 57,541   | |
| 2018年（平成30年） | 1,239,968 | 388,983 |          | 1,280,225  | 511,214  | 246,282 | 155,217  | 12,604       | 58,076   | |
| 2019年（令和元年） | 1,235,019 | 390,702 |          | 1,280,560  | 510,171  | 246,195 | 155,039  | 12,319       | 58,003   | |
| 2020年（令和02年） | 823,174   | 262,075 |          | 870,988    | 343,766  | 176,275 | 114,694  | 8,442        | 42,102   | |
| 2021年（令和03年） | 924,071   | 284,471 |          | 977,876    | 380,919  | 189,086 | 122,008  | 9,631        | 48,290   | |
| 2022年（令和04年） | 1,024,382 | 315,867 | 66,251   | 1,079,251  | 415,869  | 203,100 | 129,519  | 10,342       | 52,283   | 2023年3月18日、新横浜線開業 相鉄線との直通運転開始                                                                                    |
| 2023年（令和05年） | 1,066,422 | 359,592 | 77,513   | 1,129,989  | 442,332  | 212,126 | 135,091  | 10,643       | 54,758   | |

### 乗降人員上位15位
- 乗降人員は東急電鉄の駅のもの。は前年度に比較した増()減()増減なし()を表す。

| 順位 | 駅名       | 路線名                        | 人数 （人） | 前年比 （%） | 前年 順位 | 前年人数 （人） | 所在地         | 備考 |
| ---- | ---------- | ----------------------------- | ----------- | ------------ | --------- | --------------- | -------------- | --- |
| 1    | 渋谷駅     | ■東横線 ■田園都市線           | 988,908     | 5.5          | 1         | 936,944         | 東京都渋谷区   | 日本の私鉄で最多。東横線は副都心線、田園都市線は半蔵門線の直通人員含む。各社局線総合では日本・世界第4位 |
| 2    | 横浜駅     | ■東横線                       | 308,286     | 0.1          | 2         | 308,749         | 横浜市西区     | みなとみらい線の直通人員含む。各社局線総合では日本・世界第5位                                           |
| 3    | 目黒駅     | ■目黒線                       | 254,897     | 14.1         | 3         | 223,329         | 東京都品川区   | 南北線・三田線の直通人員含む                                                                            |
| 4    | 武蔵小杉駅 | ■東横線 ■目黒線               | 195,349     | 7.5          | 5         | 181,760         | 川崎市中原区   | |
| 5    | 溝の口駅   | ■田園都市線 ■大井町線         | 191,120     | 4.0          | 4         | 183,756         | 川崎市高津区   | |
| 6    | 日吉駅     | ■東横線 ■目黒線 ■東急新横浜線 | 183,510     | 2.3          | 6         | 179,320         | 横浜市港北区   | 2023年3月18日に東急新横浜線が開業                                                                       |
| 7    | 中目黒駅   | ■東横線                       | 170,450     | 9.4          | 7         | 155,782         | 東京都目黒区   | 日比谷線の相互乗換人員含む                                                                              |
| 8    | 蒲田駅     | ■池上線 ■東急多摩川線         | 143,053     | 4.3          | 8         | 137,178         | 東京都大田区   | |
| 9    | 二子玉川駅 | ■田園都市線 ■大井町線         | 138,041     | 3.7          | 9         | 133,086         | 東京都世田谷区 | |
| 10   | 自由が丘駅 | ■東横線 ■大井町線             | 132,419     | 5.9          | 10        | 125,005         | 東京都目黒区   | |
| 11   | 三軒茶屋駅 | ■田園都市線                   | 131,986     | 5.6          | 11        | 124,990         | 東京都世田谷区 | 世田谷線の乗降人員は含まない                                                                            |
| 12   | 長津田駅   | ■田園都市線 ■こどもの国線     | 125,406     | 2.9          | 12        | 121,815         | 横浜市緑区     | こどもの国線と田園都市線との相互乗換人員含む                                                            |
| 13   | あざみ野駅 | ■田園都市線                   | 116,404     | 3.3          | 13        | 112,644         | 横浜市青葉区   | |
| 14   | 大井町駅   | ■大井町線                     | 112,975     | 7.4          | 15        | 105,157         | 東京都品川区   | |
| 15   | 青葉台駅   | ■田園都市線                   | 96,457      | 4.9          | 17        | 91,922          | 横浜市青葉区   | |

## 労働組合
有価証券報告書によれば、労働組合の状況は以下の通り。
| 名称         | 上部組織                 |
| ------------ | ------------------------ |
| 東急労働組合 | 日本私鉄労働組合総連合会 |

## 提携など
- 乗り入れ鉄道事業者
  - 東京地下鉄（東京メトロ） - 副都心線・半蔵門線・南北線の3路線がそれぞれ、東横線・田園都市線・目黒線に乗り入れ。また、東急東京メトロパスを発売している。過去には日比谷線も東横線に乗り入れていた。
  - 東武鉄道 - 東京メトロ半蔵門線を経由して、伊勢崎線・日光線が田園都市線に、東京メトロ副都心線を経由して、東上本線が東横線と相互乗り入れ。
  - 横浜高速鉄道 - 東横線と相互乗り入れなど。
  - 埼玉高速鉄道 - 東京メトロ南北線経由で目黒線と相互乗り入れ。
  - 東京都交通局（都営地下鉄） - 目黒線と都営三田線が相互乗り入れ。
  - 西武鉄道 - 東京メトロ副都心線を経由して、西武秩父線・池袋線・西武有楽町線が東横線と相互乗り入れ。また、9020系の譲渡を予定している。
  - 相模鉄道 - 目黒線・東横線が相互乗り入れ。相鉄本線の西谷駅 - 横浜駅間でも東急車による運用が設定されている[106]。
- 京浜急行電鉄 - 蒲田駅（東急）と京急蒲田駅とを繋ぐ、新空港線（蒲蒲線）計画がある。
- 京成電鉄 - 東急（当時は目黒蒲田電鉄）に合併された「池上電気鉄道」とはかつて兄弟関係にあった。その後も昭和初期まで東急とはライバル関係にあった。
- 首都高速道路グループ - 東急と伊豆急行と共同で、道路の保守管理技術を鉄道向けに応用[107]。
- JALグループ - 2006年春から提携クレジットカードを発行。
- am/pm - 東急を加盟店開拓・管理事業者としてPASMOを電子マネーとして導入
- ソウル特別市都市鉄道公社 - 2012年3月、鉄道事業に関する交流と協力を促進する基本合意書に調印[108]。

## テレビ番組
- 日経スペシャル カンブリア宮殿 圧倒的な付加価値を生む！21世紀の街づくり革命（2015年7月9日、テレビ東京）- 東京急行電鉄 社長 野本弘文が出演[109]。